# Lista över auktorsförkortningar inom växttaxonomin
Detta är en ofullständig lista över förkortningar av auktorsnamn inom taxonomin över växter, det vill säga den del av botaniken som sysslar med att kategorisera och namnge olika arter och grupperingar av arter. De används i samband med ett vetenskapligt namn för att ange vem (auktorn) som först beskrivit arten. Även de som justerat klassifikationen eller namnet anges.
Observera att man inom zoologin använder sig av ett annorlunda system, där man enbart anger ursprunglig auktor, och då vanligen med fullständigt namn. Så kan för exempelvis Carl von Linné såväl auktorsnamnet Linné som Linnaeus förekomma. Homonymer skiljs åt med hjälp av förnamnsinitial.
Se upp med att ibland kan ett och samma auktornamn avse två olika personer, den ena verksam inom botanik, den andra inom zoologi.

## A
- A.Arrh. – Johan Israel Axel Arrhenius (1858–1950)
- A.Asensi – Alfredo Asensi (1949– )
- A.B.Frank – Albert Bernhard Frank (1839–1900)
- A.B.Jacks. / A.B.Jackson – Albert Bruce Jackson (1876–1947)
- A.Bassi – Agostino Bassi (1772–1856)
- A.Becker – Alexander Becker (1818–1901)
- A.Benn. – Arthur Bennet (1843–1929)
- A.Berger – Alwin Berger (1871–1931)
- A.Bertrand – André Bertrand (verksam 1956)
- A.Blytt – Axel Blytt (1843–1898)
- A.Bolòs – Antonio de Bolòs y Vaireda (1889–1975)
- A.Braun – Alexander Karl Heinrich Braun (1805–1877)
- A.Camus – Aimée Antoinette Camus (1879–1965)
- A.Chev. – Auguste Jean Baptiste Chevalier (1873–1956)
- A.Cunn. – Allan Cunningham (1791–1839)
- A.DC. – Alphonse Louis Pierre Pyrame de Candolle (1806–1893)
- A.Dietr. – Albert Gottfried Dietrich (1795–1856)
- A.Duncan – Andrew Duncan (1744–1828)
- A.E.Murray – Albert Edward Murray (1935– )
- A.Evans – Alexander William Evans (1868–1959)
- A.Galán – Antonio Galán de Mera (1961– )
- A.Gray – Asa Gray (1810–1888)
- A.H.Smith – Alexander Hanchett Smith (1904–1986)
- A.Heller – Amos Arthur Heller (1867–1944)
- A.Henry – Augustine Henry (1857–1930)
- A.Huet – Alfred Huet du Pavillon (1829–1907)
- A.Juss. – Adrien Henri Laurent de Jussieu (1797–1853)
- A.Kern. – Anton Joseph Kerner (1831–1898)
- A.L.Sm. – Annie Lorrain Smith (1854–1937)
- A.Lüthy – Adrian D. Lüthy (1961– )
- Á.Löve – Áskell Löve (1916–1994)
- A.Massal. – Abramo Bartolommeo Massalongo (1824–1860)
- A.Mathews – Andrew Mathews (1801–1841)
- A.Mathieu – Antoine Auguste Mathieu (1814–1890)
- A.Murray – Andrew Dickson Murray (1812–1878)
- A.Nelson – Aven Nelson (1859–1952)
- A.Nyár. – Anton Nyárády (1920– )
- A.P.Br. – Andrew Philip Brown (1951– )
- A.P.D.Jones – Alan Philip Dalby Jones (1918–1946)
- A.P.Druce – Anthony Peter Druce (1920–1999)
- A.Pearson – Arthur Anselm Pearson (1874–1954)
- A.Poit. – Pierre Antoine Poiteau (1766–1854)
- A.Racov. – Angela Racovitza (1909– )
- A.Regel. – Albert Regel (1845–1909)
- A.Reyn. – Alfred Reynier (1845–1932)
- A.Rich. – Achille Richard (1794–1852)
- A.S.Calvert – Amelia Smith Calvert (1876–1965)
- A.S.Foster – Adriance Sherwood Foster (1901–1973)
- A.S.George – Alexander Segger George (1939–)
- A.Schatz – Albert Schatz (1920–2005)
- A.Schimp. – Andreas Franz Wilhelm Schimper (1856–1901)
- A.Schlag. – Adolf Schlagintweit (1829–1857)
- A.Schlick. – August Schlickum (1867–1946)
- A.Schott – Arthur Carl Victor Schott (1814–1875)
- A.Schreib. – Annelis Schreiber (1927– 2010)
- A.Schüssler – Arthur Schüssler (verksam 2011)
- A.Sinclair – Andrew Sinclair (1796–1861)
- A.Soriano – Alberto Soriano (1920–1998)
- A.St.-Hil. – Augustin François César Prouvençal de Saint-Hilaire (1799–1853)
- A.Stahl – Agustín Stahl (1842–1917)
- A.Terracc. – Achille Terracciano (1861–1917)
- A.T.Grimme – Arnold Grimme (1868–1958)
- A.Thouars – Abel Aubert Dupetit Thouars (1793–1864)
- A.Tronc. – Alejandro Troncoso (verksam 1974)
- A.W.Benn. – Alfred William Bennett (1833–1902)
- A.W.Hill – Arthur William Hill (1875–1941)
- A.Wigg. – Heinrich August Ludwig Wiggers (1803–1880)
- Aarons. – Aaron Aaronsohn (1876–1919)
- Abbayes – Henry des Abbayes (1898–1974)
- Abbot – John Abbot (1751–1840 eller –1841)
- Abel / C.Abel – Clarke Abel (1789–1826)
- Abromeit – Johannes Abromeit (1857–1946)
- Ach. – Erik Acharius (1757–1819)
- Acht. – Boris T. Achtarov (1885–1959)
- Acuña – Julián Acuña Galé (1900–1973)
- Adam. / Adamović – Lujo Adamović (1864–1935)
- Adams – Johannes Michael Friedrich Adam (1780–1838)
- Adans. / Adanson – Michel Adanson (1727–1806)
- Ade – Alfred Ade (1876–1968)
- Adr.Juss. – Adrien Henri Laurent de Jussieu (1797–1853)
- Aellen – Paul Aellen (1896–1973)
- Afan. – C.S. Afanassiev (1905–1960)
- Afzel. – Adam Afzelius (1750–1837)
- Agardh – Carl Adolph Agardh (1785–1859)
- Agassiz – Louis Agassiz (1807–1873)
- Agosti – Giuseppe Agosti (1715–1785)
- Ahlfv. / Ahlfvengren – Fredrik Elias Ahlfvengren (1862–1921)
- Ahti – Teuvo Ahti (1934– )
- Ainsle – Whitelaw Ainsle (1767–1837)
- Airy Shaw – Herbert Kenneth Airy Shaw (1902–1985)
- Ait. / Aiton – William Aiton (1731–1793) (Ait. är föråldrat)
- Ait.f / Aiton fil. – William Townsend Aiton (1766–1849) (även W.T.Aiton)
- Al.Brongn. – Alexandre Brongniart (1770–1847)
- Alb. – Johannes Baptista von Albertini (1769–1831)
- Albert – Abel Albert (1836–1909)
- Albov – Nicholas Michailovitj Albov (1866–1897)
- Alderw. – Cornelis Rugier Willem Karel van Alderwerelt van Rosenburgh (1863–1936)
- Alechin – Vasilij Vasiljevitj Alechin (1884–1946)
- Alef. – Friedrich Christoph Wilhelm Alefeld (1820–1872)
- Alexander – Edward Johnston Alexander (1901–1985)
- Alex. – Michail Aleksandrovitj Alexejenko (1861–1919)
- Al. Fed. / Fed. – Andrey Aleksandrovich Fedorov (1909–1987)
- All. – Carlo Allioni (1728–1804)
- Allan – Harry Howard Barton Allan (1882–1957)
- Alleiz. – Charles d'Alleizette (1884–1967)
- Almq. – Sigfrid Almquist (1844–1923)
- Alpino – Prospero Alpini (1553–1617)
- Alston – Arthur Hugh Garfit Alston (1902–1958)
- Ambrosi – Francesco Ambrosi (1821–1897)
- Ames – Oakes Ames (1874–1950)
- Amici – Giovanni Battista Amici (1786–1863)
- Amin – Amal Amin (1929– )
- Amo – Mariano del Amo y Mora (1809–1894)
- Anahosut – K. H. Anahosut (verksam 1968)
- Andersen – Johannes Carl Andersen (1873–1962)
- Anderson – James Anderson (1738–1809)
- Andersson – Nils Johan Andersson (1821–1880)
- Andrae – Carl Justus Andrae (1816–1885)
- Andrasovszky – József Andrasovszky (1889–1943)
- André – Éduard-François André (1840–1911)
- Andreas – Charlotte Henriette Andreas (1898– )
- Andres – Heinrich Andres (1885–1970)
- Andrews – Henry Charles Andrews den yngre (1794–1830)
- Andrz. – Antoni Lukianovich Andrzejowski (1785–1868)
- Ant. / Antoine – Franz Antoine (1815–1886)
- Ant.Juss. – Antoine de Jussieu (1686–1758)
- Antonín – Vladimír Antonín (1955– )
- Appel – Friedrich Carl Louis Otto Appel (1867–1952)
- Ar.Benn. – Arthur Bennett (1843–1929)
- Arcang. / Arcangeli – Giovanni Arcangeli (1840–1921)
- Ard. – Pietro Arduino (1728–1805)
- Ardoino – Honoré Jean Baptiste Ardoino (1819–1874)
- Arechav. – José Arechavaleta (1838–1912)
- Arends – Georg Arends (1862–1952)
- Arènes – Jean Arènes (1898–1960)
- Aresch. – Johan Erhard Areschoug (1811–1887)
- Arm. – Edward Armitage (1822–1906)
- Armari – Beatrice Armari (1877–1918)
- Arn. / Arnott – George Arnott Walker Arnott (1799–1868)
- Arnell – Hampus Wilhelm Arnell (1848–1932)
- Arnold / J.F.Arnold – Johann Franz Xaver Arnold (1730–1801)
- Arrigoni – Pier Virgilio (Virgilis) Arrigoni (1932– )
- Arrond. – Étienne Théodore Arrondeau (1807–1882)
- Artemczuk – Ivan Vlasovich Artemczuk (1898–1973)
- Arthur – Joseph Charles Arthur (1850–1942)
- Artz – Lena C. Artz (1891–1976)
- Arv. – Lars Arvidsson (1949– )
- Arw. – Thorsten Arwidsson (1904–1948)
- Arvat – A. Arvat (1890–1950)
- Arvet-Touvet – Jean Maurice Casimir Arvet-Touvet (1841–1913)
- Asch. / Ascherson – Paul Friedrich August Ascherson (1834–1913)
- Ashe – William Willard Ashe (1872–1932)
- Aspegren – Georg Carsten Aspegren (1791–1828)
- Aspl. – Erik Asplund (1888–1974)
- Asso – Ignacio Jordán de Asso y del Rio (1742–1814)
- Atha – Daniel E. Atha (1962– )
- Aubl. / Aublet – Jean Baptiste Christophe Fusée Aublet (1720–1778))
- Aucher – Pierre Martin Remi Aucher-Eloy (1792–1838)
- Audouin – Jean Victor Audouin (1797–1841)
- Auersw. – Bernhard Auerswald (1818–1870)
- Ausserdorfer – Anton Ausserdorfer (1836–1885)
- Austin – Coe Finch Austin (1831–1880)
- Avé-Lall. – Julius Leopold Eduard Avé-Lallemant (1803–1867)
- Azara – Félix de Azara (1746–1821)
- Aznav. – Georges Vincent Aznavour (1861–1920)

## B
- B.Boivin – Joseph Robert Bernard Boivin (1916–1985)
- B.D.Greene – Benjamin Daniel Greene (1793–1862)
- B.D.Jacks. – Benjamin Daydon Jackson (1846–1927)
- B.Juss. – Bernard de Jussieu (1699–1777)
- B.L.Burtt – Brian Laurence Burtt (1913–2008)
- B.Mey. – Bernhard Meyer (1767–1836)
- B.M.Forst. – Benjamin Meggot Forster (1764–1829)
- B.M.G.Jones – Brian Michael Glyn Jones (1933– )
- B.Nord. – Rune Bertil Nordenstam (1936– )
- B.O.Dodge – Bernard Ogilvie Dodge (1872–1960)
- B.R.Baum – Bernard René Baum (1937– )
- B.Slavík – Bohumil Slavík (1935– )
- B.Y.Ding – Bing Yang Ding (1953– )
- Bab. – Charles Cardale Babington (1808–1895)
- Babcock – Ernest Brown Babcock (1877–1954)
- Bach.Pyl. – Auguste Jean Marie Bachelot de La Pylaie (1786–1856)
- Backeb. – Curt Backeberg (1894–1966)
- Backer – Cornelis Andries Backer (1874–1963)
- Backh. – James Backhouse (1794–1869)
- Badaró – Giovanni Battista Badaroó (1799–1830)
- Baenitz / Baen. – Carl Gabriel Baenitz (1837–1913)
- Baer – Karl Reinhold Ernst von Baer (1792–1876)
- Bagnall – James Eustace Bagnall (1830–1918)
- Bahadur – Kunwar Naresh Bahadur (1935–1984)
- Baill. – Henri Ernest Baillon (1827–1895)
- Baillet – Casimir Celestin Baillet (1820–1900)
- Baillon – Louis Antoine François Baillon (1778–1851)
- Bailly – E. Bailly (1829–1894)
- Bainier – Georges Bainier (1848–1920)
- Baker – John Gilbert Baker (1834–1920)
- Baker fil. – Edmund Gilbert Baker (1864–1949)
- Baksay – Leona Baksay (1915–2005)
- Balansa – Benedict Balansa (1825–1891)
- Balb. / Balbis – Giovanni Battista Balbis (1765–1831)
- Bald. – Antonio Baldacci (1867–1950)
- Balf. – John Hutton Balfour (1808–1884)
- Balf. fil. – Isaac Bayley Balfour (1853–1922)
- Balk. – Boris Jevgenjevitj Balkovskij (1899– )
- Ball – John Ball (1818–1889)
- Bals.-Criv. – Giuseppe Gabriel Balsamo-Crivelli (1800–1874)
- Bamb. – Johann Georg Bamberger (1821–1872)
- Bamps – Paul Rodolphe Joseph Bamps (1932–2019)
- Bancr. – Edward Nathaniel Bancroft (1772–1842)
- Banister – John Banister (1650–1692)
- Banks – Sir Joseph Banks (1743–1820)
- Barbero – Marcel Barbero (1940– )
- Barbey – William Barbey (1842–1914)
- Barc. – Francisco Barceló y Combis (1820–1889)
- Barkoudah – Youssef Ibrahim Barkoudah (1933– )
- Barnéoud – François Marius Barnéoud (1821– )
- Barnett – Euphemia Cowan Barnett (1890–1970)
- Barnhart – John Hendley Barnhart (1871–1949)
- Barr – Peter Barr (1825–1909)
- Barrandon – A. Barrandon (1814–1897)
- Barratte – Jean François Gustave Barratte (1857–1920)
- Barrère – Pierre Barrère (1690–1755)
- Bartal. – Biagio Bartalini (1746–1822)
- Bartl. – Friedrich Gottlieb Bartling (1798–1875)
- Bartlett – Harley Harris Bartlett (1886–1960)
- Barton – Benjamin Smith Barton (1766–1815)
- Bartram – John Bartram (1699–1777)
- Basil. – Nina Alexandrovna Basilevskaja (Bazilevskaja) (1902– )
- Basiner – Theodor Friedrich Julius Basiner (1817–1862)
- Bast. – Toussaint Bastard (1784–1846)
- Bat. – Augusto Chaves Batista (1916–1967)
- Bataille – Frederic Bataille (1850–1946)
- Batal. / Batalin – Aleksandr Batalin (1847–1896)
- Batem. / Bateman – James Bateman (1811–1897)
- Batsch – August Johann Georg Karl Batsch (1761–1802)
- Batt. – Jules Aimé Battandier (1848–1922)
- Baum – Hugo Baum (1867–1950)
- Baumann – Constantin Auguste Napoléon Baumann (1804–1884)
- Baumg. – Johann Christian Gottlob Baumgarten (1765–1843)
- Baxter – William Baxter (1787–1871)
- Beadle – Chauncey Delos Beadle (1866–1950)
- Bean – William Jackson Bean (1863–1947)
- Beauv. – Ambroise Marie François Joseph Palisot de Beauvois (1752–1820)
- Beauverd – Gustave Beauverd (1867–1942)
- Becc. – Odoardo Beccari (1843–1920)
- Becherer – Alfred Becherer (1897–1977)
- Bechst. – Johann Matthäus Bechstein (1757–1822)
- Beck – Günther Beck von Mannagetta und Lerchenau (1856–1931)
- Becker – Johannes Becker (1769–1833)
- Bedd. – Richard Henry Beddome (1830–1911)
- Beeby – William Haddon Beeby (1849–1910)
- Bég. – Augusto Béguinot (1875–1940)
- Beger – Herbert K. E. Beger (1889–1955)
- Béguinot – Augusto Béguinot (1875–1940)
- Behr – Hans Hermann Behr (1818–1904)
- Behrendsen – Werner Behrendsen (1863–1923)
- Beissn. – Ludwig Beissner (1843–1927)
- Bell Salter – Thomas Bell Salter (1814–1858)
- Bellair – Georges Adolphe Bellair (1860–1939)
- Bellardi – Carlo Antonio Lodovico Bellardi (1741–1826)
- Belli – Saverio Carlo Belli (1852–1919)
- Bello – Domingo Bello y Espinosa (1817–1884)
- Bellot – Francisco Bellot Rodríguez (1911–1983)
- Beltrán – Francisco Beltrán (1886–1962)
- Benecke – Franz Benecke (1857–1903)
- Beneke – Everett Smith Beneke (1918–2010)
- Benj. – Ludwig Benjamin (1825–1848)
- Benn. – John Joseph Bennett (1801–1876)
- Benner – Walter Mackinett Benner (1888–1970)
- Bennert – Wilfried Herbert Bennert (1945– )
- Bennet – Sigamony Stephen Richard Bennet (1940–2009)
- Bennetts – William James Bennetts (1865–1920)
- Benniamin – Asir Benniamin (1976– )
- Benny – Gerald Leonard Benny (1942– )
- Benoist – Raymond Benoist (1881–1970)
- Benth. / Bentham  – George Bentham (1800–1884)
- Bentley – Robert Bentley (1821–1893)
- Bercht. / Berchtold – Bedřich Všemír von Berchtold (1781–1876)
- Bergeret – Jean Bergeret (1751–1813)
- Bergey – David Hendricks Bergey (1860–1937)
- Berggr. – Sven Berggren (1837–1917)
- Bergius – Peter Jonas Bergius (1730–1790)
- Bergmans – Johannes Baptista Bergmans (1892–1980)
- Berher – Eugène-Laurent Berher (1822–1900)
- Berk. – Miles Joseph Berkeley (1803–1889)
- Berkhout – Christine Marie Berkhout (1893–1932)
- Berl. – Augusto Napoleone Berlese (1864–1903)
- Berlin – Johan August Berlin (1851–1910)
- Bernard – Pierre Frédéric Bernard (1749–1825)
- Bernh. – Johann Jakob Bernhardi (1774–1850)
- Bernis – Francisco Bernis (1916–2003)
- Bertault – Raymond Bertault (1905–1986)
- Berth. – Sabin Berthelot (1794–1880)
- Berthold – Gottfried Dietrich Wilhelm Berthold (1854–1937)
- Bertill. – Louis-Adolphe Bertillon (1821–1883)
- Bertol. – Antonio Bertoloni (1775–1869)
- Bertram – Ferdinand Wilhelm Werner Bertram (1835–1899)
- Besler – Basilius Besler (1561–1629)
- Besser – Wilibald Swibert Joseph Gottlieb von Besser (1784–1842)
- Bessey – Charles Bessey (1845–1915)
- Betche – Ernst Betche (1851–1913)
- Beurl. – Pehr Johan Beurling (1800–1866)
- Beyer – Rudolf Beyer (1852–1932)
- Beyr. – Heinrich Karl Beyrich (1796–1834)
- Bianca – Giuseppe Bianca (1801–1883)
- Biasol. – Bartolomeo Biasoletto (1793–1859)
- Bieb. / MB. / M.Bieb. – Friedrich August Marschall von Bieberstein (1768–1826)
- Bigelow – Jacob Bigelow (1787–1879)
- Bihari – Gyula Bihari (1889–1977)
- Billb. – Gustaf Johan Billberg (1772–1844)
- Billot – Paul Constant Billot (1796–1863)
- Binn. – Simon Binnendijk (1821–1883)
- Binz – August Binz (1870–1963)
- Birdw. – George Christopher Molesworth Birdwood (1832–1917)
- Biv. – Antonius de Bivoni-Bernardi (1774–1837)
- Biria – J.A.J. Biria (1789– )
- Bischoff – Gottlieb Wilhelm Bischoff (1797–1854)
- Bishop – David Bishop (1788–1849)
- Bisse – Johannes Bisse (1935–1984)
- Bitter – Friedrich August Georg Bitter (1873–1927)
- Bittrich – Volker Bittrich (1954– )
- Biv. – Antonius de Bivona-Bernardi (1774–1837)
- Bjerk. – Clas Bjerkander (1735–1795)
- Bl. / Blume – Carl Ludwig von Blume (1796–1862)
- Blainv. – Henri Marie Ducrotay de Blainville (1777–1850)
- Blakelock – Ralph Anthony Blakelock (1915–1963)
- Blakeslee – Albert Francis Blakeslee (1874–1954)
- Blanc – Albert A. Blanc (1850–1928)
- Blanche – Emanuel Blanche (1824–1908)
- Blanco – Francisco Manuel Blanco (1778–1845)
- Blatt. – Ethelbert Blatter (1877–1934)
- Blečić – Vilotije Blečić (1911–1981)
- Błocki – Bronislaw Błocki (1857–1919)
- Bloxam – Andrew Bloxam (1801–1878)
- Bluff – Mathias Joseph Bluff (1805–1837)
- Blume / Bl. – Carl Ludwig von Blume (1796–1862)
- Blytt – Mathias Numsen Blytt (1789–1862)
- Bobrov – Jevgenij Grigorjevitj Bobrov (1902–1983)
- Boedijn – Karel Bernard Boedijn (1893–1964)
- Boehmer – Georg Rudolf Boehmer (1723–1803)
- Boenn. – Clemens Maria Franz von Boenninghausen (1785–1864)
- Boerh. – Herman Boerhaave (1668–1739)
- Boern. / Börner – Carl Julius Bernhard Börner (1880–1953)
- Bogenh. – Carl Bogenhard (1811–?1853)
- Boisd. – Jean-Baptiste Alphonse Dechauffour de Boisduval (1799–1879)
- Boiss. – Pierre Edmond Boissier (1810–1885)
- Boisseu – Claude Victor Boisseu (1784–1878)
- Boiteau – Pierre Boiteau (1911–1980)
- Boivin – Louis Hyacinthe Boivin (1808–1852)
- Bojer – Wenceslaus Bojer (1797–1856)
- Boke – Norman Hill Boke (1913–1996)
- Bolle – Carl August Bolle (1821–1909)
- Bolton – James Bolton (1758–1799)
- Bolzon – Pio Bolzon (1867–1940)
- Bon – Marcel Bon (1925–2014)
- Bonamy – François Bonamy (1710–1786)
- Bonap. – Roland Napoléon Bonaparte (1858–1924)
- Bonati – Gustave Henri Bonati (1873–1927)
- Bondartsev – Appollinaris Semenovich Bondartsev (1877–1968)
- Bong – August Gustav Heinrich von Bongard (1786–1839)
- Bong. – August Gustav Heinrich von Bongard (1786–1839)
- Bonjean – Joseph Bonjean (1780–1846)
- Bonnet – Edmond Bonnet (1848–1922)
- Bonnier – Gaston Eugène Marie Bonnier (1851–1922)
- Bonord. – Hermann Friedrich Bonorden (1801–1884)
- Bonpl. – Aimé Bonpland (1733–1858)
- Boom – Boudewijn Karel Boom (1903–1980)
- Booth – William Beattie Booth (cirka 1804–1874)
- Borbás – Vincze von Borbás (1844–1905) (Även Vince, Vincent)
- Bord. – Henri Bordère (1825–1889)
- Bordères – Odette Bordères-Rey (1839–1968)
- Bordzil. – Eugen Iwanowitsch Bordzilowski (1875–1949)
- Boreau – Alexandre Boreau (1803–1875)
- Borhidi – Attila L. Borhidi (1932– )
- Boriss. – Antonina Georgievna Borissova-Bekrjaševa (1903–1970)
- Borja – José Borja Carbonell (1902–1993)
- Borkh. – Moritz Balthasar Borkhausen (1760–1806)
- Bornet – Jean-Baptiste Édouard Bornet (1828–1911)
- Bornm. – Joseph Friedrich Nicolaus Bornmüller (1862–1948)
- Boros – Ádám Boros (1900–1973)
- Borrer – William Borrer (1781–1862)
- Bory – Jean Baptiste Georges Geneviève Marcellin Bory de Saint-Vincent (1778–1846)
- Bory – Jean-Baptiste Bory de Saint-Vincent (1778–1846)
- Borza – Alexandru Borza (1887–1971)
- Borzí – Antonino Borzì (1852–1921)
- Bosc – Louis Augustin Guillaume Bosc (1759–1828)
- Bosc – Louis-Augustin Bosc d'Antic (1759–1828)
- Bosse – Julius Friedrich Wilhelm Bosse (1788–1864)
- Botsch. – Viktor Petrovitj Botjantsev (1910–1990)
- Bouchard – Jean Bouchard ( – )
- Bouché – Peter Carl Bouché (1783–1856)
- Boud. – Jean Louis Emile Boudier (1828–1920)
- Boulay – Jean Nicolas Boulay (1837–1905)
- Boulenger – George Albert Boulenger (1858–1937)
- Bourdot – Hubert Bourdot (1861–1937)
- Bourg. / Bourgeau – Eugène Bourgeau (1813–1877)
- Boutelou – Estéban Boutelou (1776–1813)
- Boutigny – Jean François Désiré Boutigny (1820–1884)
- Bouvet – Georges Bouvet (1850–1929)
- Bower – Frederick Orpen Bower (1855–1948)
- Br. & R. – Britton – Nathaniel Lord Britton (1859–1934) & Rose – Joseph Nelson Rose (1862–1928)
- Br.-Bl. – Josias Braun-Blanquet (1884–1980)
- Brack. / Brackenr. – William Dunlop Brackenridge (1810–1893)
- Brade – Alexander Curt Brade (1881–1971)
- Brand – August Brand (1863–1930)
- Brandis – Dietrich Brandis (1824–1907)
- Brandt – Johann Friedrich von Brandt (1802–1879)
- Braun-Blanq. – Josias Braun-Blanquet (1884–1980)
- Brederoo – Arnold J. Brederoo (1917–1999)
- Breedlove – Dennis E. Breedlove (1939–2012)
- Bref. – Julius Oscar Brefeld (1839–1925)
- Breistr. – Maurice A.F. Breistroffer (1910–1986)
- Brenan – John Patrick Micklethwait Brenan (1917–1985)
- Brenner – Mårten Magnus Wilhelm Brenner (1843–1930)
- Bres. – Giacopo Bresàdola (1847–1929)
- Bresinsky – Andreas Bresinsky (1935– )
- Briganti – Vincenzo Briganti (1766–1836)
- Brign. – Giovanni de Brignoli di Brunnhoff (1774–1857)
- Brinkmann – Wilhelm Brinkmann (1861–1917)
- Briot – Pierre Louis Briot (1804–1888)
- Briq. – John Isaac Briquet (1870–1931)
- Britt – Adam Britt ( – )
- Brittinger – Christian Casimir Brittinger (1795–1869)
- Britton – Nathaniel Lord Britton (1859–1934)
- Britzelm. – Max Britzelmayer (1839–1909)
- Bromhead – Edward Ffrench Bromhead (1789–1855)
- Brond. – Louis de Brondeau (1794–1859)
- Brongn. – Adolphe-Théodore Brongniart (1801–1876)
- Broome – Christopher Edmund Broome (1812–1886)
- Brot. – Felix de Silva Avellar Brotero (1744–1828)
- Brouss. – Pierre Marie Auguste Broussonet (1761–1807)
- Browicz – Kasimierz Browicz (1925–2009)
- Brullo – Salvatore Brullo (1947– )
- Brumh. – Phillipp Brumhard (1879– )
- Brumm. – Johannes van Brummelen (1932–2017)
- Brummitt – Richard Kenneth Brummitt (1937–2013)
- Brunet – Louis Ovide Brunet (1826–1876)
- Brügger – Christian Georg Brügger (1833–1899)
- Bubani – Pietro Bubani (1806–1888)
- Buch – Leopold von Buch (1774–1853)
- Buch.-Ham. – Francis Buchanan-Hamilton (1762–1829)
- Buchanan-White / Buck.-White / B.White – Francis Buchanan-White (1842–1894)
- Buchegger – Josef Buchegger (1886– )
- Buchenau – Franz Georg Philipp Buchenau (1831–1906)
- Buchholz – Feodor Vladimirovic Buchholz (1872–1924)
- Buchinger – J. D. Buchinger (1803–1888)
- Buckl. / Buckley – Samuel Botsford Buckley (1809–1884)
- Buckn. – Cedric Bucknall (1849–1921)
- Buffon – Georges-Louis Leclerc de Buffon (1707–1788)
- Buhse – Friedrich Alexander Buhse (1821–1898)
- Buining – Albert Frederik Hendrik Buining (1901–1976)
- Bull. – Jean Baptiste François Bulliard (1752–1793) (Även Pierre)
- Bullock – Arthur Allman Bullock (1906–1980)
- Bunge – Aleksandr Andrejevitj Bunge (1803–1890)
- Burbank – Luther Burbank (1849–1926)
- Burdet – Hervé Maurice Burdet (1939– )
- Burds. – Harold H. Burdsall (1940– )
- Burgeff – Hans Burgeff (1883–1976)
- Burgsd. – Friedrich August Ludwig von Burgsdorff (1747–1802)
- Burkill – Isaac Henry Burkill (1870–1965)
- Burl. – Gertrude Simmons Burlingham (1872–1952)
- Burm. – Johannes Burman (1707–1779)
- Burm.f. / Burm.fil. – Nicolaas Laurens Burman (1734–1793)
- Burnat – Émile Burnat (1828–1920)
- Burnett – Gilbert Thomas Burnett (1800–1835)
- Burrill – Thomas Jonathan Burrill (1839–1916)
- Burt – Edward Angus Burt (1859–1939)
- Burtt – Bernard Dearman Burtt (1902–1938)
- Buschm. – Adolphine Buschmann (1908–1989)
- Buser – Robert Buser (1857–1931)
- Bush – Benjamin Franklin Bush (1858–1937)
- Buxb. – Franz Buxbaum (1900–1979)
- Bykov – Boris Aleksandrovitj Bykov (1910–1990)
- Byles – Ronald Stewart Byles (1930– ) (verksam 1957)
- Büsgen – Moritz Büsgen (1858–1921)
- Büttner – Oskar Alexander Richard Büttner (1858–1927)
- Bässler – Manfred Bässler (1935– )
- Börner / Boern. – Carl Julius Bernhard Börner (1880–1953)

## C
- C.A.Arnold – Chester Arthur Arnold (1901–1977)
- C.Abel / Abel – Clarke Abel (1789–1826)
- C.Agardh – Carl Adolph Agardh (1785–1859)
- C.A.Mey. – Carl Anton von Meyer (1795–1855)
- C.B.Beck – Charles B. Beck (verksam 1958–1967)
- C.B.Cl. / C.B.Clarke – Charles Baron Clarke (1832–1906)
- C.B.Costa – Cristina Besetti Costa (verksam 2006)
- C.B.Rob. – Charles Budd Robinson (1871–1913)
- C.Bab. – Churchill Babington (1821–1889)
- C.Barbosa – César Barbosa (1954– ) (verksam 1986)
- C.Bauhin – Gaspard Bauhin (1560–1624)
- C.Beards. – Cam Beardsell (verksam 1992)
- C.C.Berg – Cornelis Christiaan Berg (1934–2012)
- C.C.Gmel. – Karl Christian Gmelin (1762–1837)
- C.C.Huang – Cheng Chiu Huang (1922–2002)
- C.D.Bouché – Carl David Bouché (1809–1881)
- C.E.Bertrand – Charles Eugène Bertrand (1851–1917)
- C.E.C.Fisch. – Cecil Ernest Claude Fischer (1874–1950)
- C.E.Cramer – Carl Eduard Cramer (1831–1901)
- C.E.Turner – Charles Edward Turner (1945–1997)
- C.F.Baker – Charles Fuller Baker (1872–1927)
- C.F.Culb. – Chicita Frances Culberson (1931– )
- C.F.Fang – Cheng Fu Fang (1925– )
- C.F.Gaertn. – Karl Friedrich von Gärtner (1772–1850)
- C.F.Ludw. – Christian Friedrich Ludwig (1757–1823)
- C.F.Reed – Clyde Franklin Reed (1918–1999)
- C.F.Schmidt – Carl Friedrich Schmidt (1811–1890)
- C.F.Wilkins – Carolyn F. Wilkins (verksam 1999)
- C.Gao – Chien Gao (1929–2016)
- C.G.F.Hochst. – Christian Gottlob Ferdinand von Hochstetter (1829–1884)
- C.G.Matthew – Charles Geekie Matthew (1862–1936)
- C.G.Westerl. – Carl Gustaf Westerlund (1864–1914)
- C.H.Mull. / C.H.Muller – Cornelius Herman Müller (1909–1997)
- C.Hartm. – Carl Hartman (1824–1884)
- C.H.Thomps. – Charles Henry Thompson (1870–1931)
- C.Hoffm. – Carl Hoffmann (1802–1883)
- C.K.Schneid. – Camillo Karl Schneider (1876–1951)
- C.K.Spreng. – Christian Konrad Sprengel (1750–1816)
- C.L.G.Mathieu – Charles Louis Guillaume Mathieu (1828–1904)
- C.L.Hauser – Christoph L. Hauser (verksam 2010)
- C.L.Hitchc. – Charles Leo Hitchcock (1902–1986)
- C.L.Long – Chun Lin Long (verksam 1998)
- C.Lawson – Charles Lawson (1794–1873)
- C.M.Kuo – Chen Meng Kuo (1948– )
- C.M.Taylor – Charlotte Morley Taylor (1955– )
- C.M.Weiller – Carolyn M. Weiller (verksam 1995)
- C.Marquand – Cecil Victor Boley Marquand (1897–1943)
- C.Martin – Charles-Édouard Martin (1847–1937)
- C.Massal. – Caro Benigno Massalongo (1852–1958)
- C.Merck – Carl Merck (1761–1799)
- C.Mohr – Charles Theodore Mohr (1824–1901)
- C.Moore – Charles Moore (1820–1905)
- C.Morales – Concepsión Morales (1944– )
- C.Morren / C.Morr. – Charles Morren (1807–1858)
- C.Presl / K.Presl – Karel Presl (1794–1852)
- C.Rchb. – Carl von Reichenbach (1788–1869)
- C.Regel – Constantin Andreas von Regel (1890–1970)
- C.Rivière – Charles Marie Rivière (1845– )
- C.Siebold – Karl Theodor Ernst von Siebold (1804–1885)
- C.Sm. – Christen Smith (1785–1816)
- C.T.Kuan – Chung Tian Kuan (verksam 1983)
- C.Tul. – Charles Tulasne (1816–1884)
- C.T.White – Cyril Tenison White (1890–1950)
- C.V.Morton – Conrad Vernon Morton (1905–1972)
- C.Vicioso – Carlos Vicioso Martinez (1886–1968)
- C.V.Hartm. – Carl Vilhelm Hartman (1862–1941)
- C.V.Morton – Conrad Vernon Morton (1905–1972)
- C.Vural – Cem Vural (verksam 2008)
- C.Walcott – Charles Doolittle Walcott (1850–1927)
- C.Walter – Carl Walter (1831–1907)
- C.W.Andrews – Charles William Andrews (1866–1924)
- C.W.Dodge – Carroll William Dodge (1895–1988)
- C.Weber – Claude Weber (verksam 1968)
- C.Winkl. – Constantin Georg Alexander Winkler (1848–1900)
- C.Winslow – Charles Frederick Winslow (1811–1877)
- C.W.Powell – Charles Wesley Powell (1854–1927)
- C.Wright – Charles Wright (1811–1885)
- C.W.Schneid. – Craig William Schneider (1948– )
- C.W.Thomson – Charles Wyville Thomson (1830–1882)
- C.Y.Cheng – Ching Yung Cheng (1918– )
- C.Y.Wang – Chang Yong Wang (1934– )
- C.Y.Wu – Cheng Yih Wu (1916–2013)
- Caball. – Arturo Caballero (1877–1950)
- Cadet – Thérésien Cadet (1937–1987)
- Cadevall – Juan Cadevall y Díars (1846–1921)
- Cajander – Aimo Kaarlo Cajander (1879–1943)
- Caldesi – Ludovico Caldesi (1821–1884)
- Calest. – Vittorio Calestani (1882– )
- Caley – George Caley (1770–1829)
- Camb. / Cambess. – Jacques Cambessèdes (1799–1863)
- Cambage – Richard Hind Cambage (1859–1928)
- Cambess. / Camb. – Jacques Cambessèdes (1799–1863)
- Caminhoá – Joaquim Monteiro Caminhoá (1835–1896)
- Camp – Wendell Holmes Camp (1904–1963)
- Campacci – Marcos Antonio Campacci (1948– )
- Campb. – Douglas Houghton Campbell (1859–1953)
- Campd. – Francisco Campderá (1793–1862)
- Camper – Petrus Camper (1722–1789)
- Camus – Giulio Camus (1847–1917)
- Canby – William Marriott Canby (1831–1904)
- Cand. – Françoise Candoussau (1934– )
- Cañigueral – Juan Cañigueral Cid (1912–1980)
- Cannon – John Francis Michael Cannon (1930–2008)
- Cantley – Nathaniel Cantley ( –1888)
- Cantor – Theodore Edward Cantor (1809–1854)
- Capuron – René Paul Raymond Capuron (1921–1971)
- Carbonó – Eduino Carbonó de la Hoz (1950– )
- Card. – Jules Cardot (1860–1934)
- Cárdenas – Martín Cárdenas Hermosa (1899–1973)
- Cardona – María de los Angeles Cardona (1940–1991)
- Cardot – Jules Cardot (1860–1934)
- Carestia – Antonio Carestia (1825–1908)
- Carey – William Carey (1761–1834)
- Cariot – Antoine Cariot (1820–1883)
- Carleton – Mark Alfred Carleton (1866–1925)
- Carlquist – Sherwin Carlquist (1930– )
- Carlson – Margery Claire Carlson (1892–1985)
- Carlström – Annette L. Carlström (1957– )
- Carnevali – Germán Carnevali (1955– )
- Caro – José Aristide Caro (1919–1985)
- Carow – Thomas Carow (1965– ) (verksam 2001)
- Carr./Carrière – Élie Abel Carrière (1818–1896)
- Carruth. – William Carruthers (1830–1922)
- Caruel – Théodore Caruel (1830–1898)
- Carvajal – Servando Carvajal Hernández (1955– )
- Carver – George Washington Carver (1864–1943)
- Casp. – Robert Caspary (1818–1887)
- Casper – Siegfried Jost Casper (1929– )
- Cass. – Alexandre Henri Gabriel de Cassini (1781–1832)
- Castagne – Jean Louis Martin Castagne (1785–1858)
- Castañeda – Marcelino Castañeda y Nuñez de Caceres (verksam 1954)
- Castell. – Aldo Castellani (1877–1971)
- Castelnau – François Louis Nompar de Caumat de Laporte Castelnau (1810–1880)
- Castetter – Edward Franklin Castetter (1896–1978)
- Castrow – Santiago Castrovejo (1946–2009)
- Cat. / Catesby – Mark Catesby (1683–1749)
- Catalán – Pilar Catalán (1958– )
- Cav. / Cavan – Antonio José Cavanilles (1745–1804)
- Cavaco – Alberto Júdice Leote Cavaco (1916–2001)
- Caval.-Sm. – Thomas Cavalier-Smith (1942– )
- Cavan. / Cav. – Antonio José Cavanilles (1745–1804)
- Cavanagh – Lucy Mary Cavanagh (1871–1936)
- Cavara – Fridiano Cavara (1857–1929)
- Cave – George H. Cave (1870–1965)
- Ceballos – Luis Ceballos Fernandez de Córdoba (1896–1967)
- Cejp – Karel Cejp (1900–1979)
- Čelak. – Ladislav Josef Čelakovský (1834–1902)
- Cels – Jacques Philippe Martin Cels (1740–1806)
- Celsius – Olof Celsius den äldre (1670–1756)
- Cerv. – Vicente Cervantes (1755–1829)
- Ces. – Vincenzo de Cesati (1806–1883)
- Cesalpino – Andrea Cesalpino (1519–1603)
- Cestoni – Giacinto Cestoni (1637–1718)
- Chabert – Alfred Charles Chabert (1836–1916)
- Chadef – Marius Chadefaud (1900–1984)
- Chaix – Dominique Chaix (1730–1799)
- Cham. – Adelbert von Chamisso (1781–1838)
- Chang Y.Yang – Chang You Yang (1928– )
- Chapm. – Alvin Wentworth Chapman (1809–1899)
- Charadze – Anna Lukianovna Kharadze (1905–1971) (Alternativ signatur Kharadze.)
- Chatenier – Constant Chatenier (1849–1926)
- Chatterjee – Debabarta Chatterjee (1911–1960)
- Chaub. – Louis Athanase (Anastase) Chaubard (1785–1854)
- Chaumeton – François Pierre Chaumeton (1775–1819)
- Cheel – Edwin Cheel (1872–1951)
- Chidd. – P. P. Chiddarwar (verksam 1955)
- Chiov. – Emilio Chiovenda (1871–1941)
- Choisy – Jaques Denys Choisy (1784–1859)
- Chr. – Carl Fredric Christiansen (1872–1942)
- Christenh. – Maarten Joost Maria Christenhusz (1976– )
- Christm. – Gottlieb Friedrich Christmann (1752–1836)
- Chrtek – Jindřich Chrtek (1930–2008)
- Chun – Woon Young Chun (1890–1971)
- Cif. – Raffaele Ciferri (1897–1964)
- Cinovskis – Raimond Ekabovich Cinovskis (1930– )
- Clairv. – Joseph Philippe de Clairville (1742–1830)
- Clarke – Benjamin Clarke (1813–1890)
- Clarion – Jacques Clarion (1776–1844)
- Clavaud – Armand Clavaud (1828–1890)
- Clayton – William Derek Clayton (1926– )
- Clem. – Frederic Edward Clements (1874–1945)
- Clemants – Steven Earl Clemants (1954–2008)
- Clémençon – Heinz Clémençon (1935– )
- Clemente – Simón de Rojas Clemente y Rubio (1777–1827)
- Clos – Dominique Clos (1821–1908)
- Clus. – Charles de l'Écluse (1525–1609)
- Cockayne – Leonard C. Cockayne (1855–1934)
- Cogn. – Célestin Alfred Cogniaux (1841–1916)
- Cohn – Ferdinand Julius Cohn (1828–1898)
- Colebr. – Henry Thomas Colebrooke (1765–1837)
- Collinson – Peter Collinson (1694–1768)
- Coltm.-Rog. – Charles Coltman-Rogers (1854–1929)
- Comb. – James Mascall Morrison Crombie (1830–1880)
- Comm. – Philibert Commerson (1727–1773)
- Cond. – Charles Marie de La Condamine (1701–1774)
- Connor – Henry Eamonn Connor (1922–2016)
- Coode – Mark James Elgar Coode (1937– )
- Cooke – Mordecai Cubitt Cooke (1825–1914)
- Coombe – David Edwin Coombe (1927–1999)
- Corb. – François Marie Louis Corbière (1850–1941)
- Corda – August Karl Joseph Corda (1809–1872)
- Cordem. – Eugène Jacob de Cordemoy (1835–1911)
- Corrêa – José Francisco Corrêa da Serra (1751–1823)
- Corill. – Robert Corillion (1908–1997)
- Cornut – Jacques Philippe Cornut (1606–1651)
- Correns – Carl Correns (1864–1933)
- Cortés – Santiago Cortés (1854–1924)
- Cortesi – Fabrizio Cortesi (1879–1949)
- Corti – Bonaventura Corti (1729–1813)
- Cory – Victor Louis Cory (1880–1964)
- Coss. – Ernest Saint-Charles Cosson (1819–1889)
- Coulter – Thomas Coulter (1793–1843)
- Coult. – Thomas Coulter (1793–1843)
- Courtois – Richard Joseph Courtois (1806–1835)
- Cout. – António Xavier Pereira Coutinho (1851–1939)
- Coville – Frederick Vernon Coville (1867–1937)
- Craib – William Grant Craib (1882–1933)
- Cranfield – Raymond Jeffrey Cranfield (1947– )
- Crantz – Heinrich Johann Nepomuk von Crantz (1722–1799)
- Cranwell – Lucy May Cranwell (1907–2000)
- Crantz – Heinrich Johann Nepomuk von Crantz (1722–1799)
- Cranz – David Cranz (1723–1777)
- Cratty – Robert Irvin Cratty (1853–1940)
- Craveiro – Sandra Carla Craveiro (1969– )
- Craven – Lyndley Alan Craven (1945–2014)
- Crép. – François Crépin (1830–1903)
- Creveld – Marijke C. Creveld (verksam 1981)
- Crins – William J. Crins (1955– )
- Cristur. – Ioan Cristurean (1935– )
- Crtchf. – William Burke Critchfield (1923–1989)
- Cronq. / Cronquist – Arthur John Cronquist (1919–1992)
- Cuatrec. – José Cuatrecasas (1903–1996)
- Cullen – James Cullen (1936–2013)
- Cummins – George Baker Cummins (1904–2007)
- Curtis – William Curtis (1746–1799)
- Czern. – Vasilij Matvejevitj Tjernjajev (1796–1871)
- Czerep. – Sergei Kirillovich Czerepanov (1921–1995)

## D
- D.A.Webb – David Allardyce Webb (1912–1994)
- D.Brândză – Dimitrie Brândză (1846–1895)
- D.C.Zang – Ding Chen Zhang (1930– )
- D.Dietr. – David Nathaniel Friedrich Dietrich (1799–1888)
- D.Don – David Don (1799–1841)
- D.Fairchild – David Fairchild (1869–1954)
- D.Hartl / Hartl – Dimitri Hartl (1926–2015)
- D.H.Scott – Dukinfield Henry Scott (1854–1934)
- D.Hawksw. – David Leslie Hawksworth (1946– )
- D.K.Bailey – Dana K. Bailey (1916– )
- D.Löve – Doris Benta Maria Löve (1918–2000)
- D.M.Cumming – David M. Cumming (verksam 1974)
- D.M.Gates – David Murray Gates (1921– )
- D.Mohr – Daniel Matthias Heinrich Mohr (1780–1808)
- D.P.Rogers – Donald Philip Rogers (1908–2001)
- D.Q.Lu – De Quin Lu (1936– )
- D.S.Johnson – Duncan Starr Johnson (1867–1937)
- D.S.Jord. – David Starr Jordan (1851–1931)
- D.Sacc. – Domenico Saccardo (1872–1952)
- Dahl – Anders Dahl (1751–1789)
- Dahlst. – Gustav Adolf Hugo Dahlstedt (1856–1934)
- Dalla Torre – Karl Wilhelm von Dalla Torre (1850–1928)
- Dallim. – William Dallimore (1871–1959)
- Dalz. – John McEwan Dalziel (1872–1948)
- Dalzell – Nicol Alexander Dalzell (1817–1877) (Ibland Dalz. som kan förväxlas med John McEwan Dalziel)
- Dana – James Dwight Dana (1813–1895)
- D'Archiac – Adolphe d'Archiac (1802–1868)
- D'Arcy – William Gerald D'Arcy (1931–1999)
- David – Armand David (1826–1900)
- Dayton – William Adams Dayton (1885–1958)
- DC. – Augustin Pyrame de Candolle (1778–1841)
- De Bary – Heinrich Anton de Bary (1831–1888)
- Debeaux – Jean Odon Debeaux (1826–1910)
- De Not. – Giuseppe De Notaris (1805–1877)
- De Puydt – Paul Émile de Puydt (1810–1891)
- De Toni – Giovanni Battista de Toni (1864–1924)
- De Vis – Charles Walter De Vis (1829–1915)
- de Vries – Hugo de Vries (1848–1935)
- de Vriese – Willem Hendrik de Vriese (1806–1862)
- De Wild. – Émile Auguste Joseph De Wildeman (1866–1947)
- Decne. – Joseph Decaisne (1807–1882)
- Deflers – Albert Deflers (1841–1921)
- Degen – Ápád von Degen (1886–1934)
- Delarbre – Antoine Delarbre (1724–1813)
- Delavay – Pierre Jean Marie Delavay (1834–1895)
- Deless. – Jules Paul Benjamin Delessert (1773–1847)
- Delip. – Dimitàr Danailov Delipavlov (1919– )
- Delise – Dominique François Delise (1780–1841)
- Deppe – Ferdinand Deppe (1794–1861)
- Dermek – Aurel Dermek (1925–1989)
- Derbès – Auguste Alphonse Derbès (1818–1894)
- Déségl. – Pierre Alfred Déséglise (1823–1883)
- Desf. – René Louiche Desfontaines (1750–1833)
- Desjardin – Dennis E. Desjardin (1950– )
- Desm. – Jean Baptiste Desmazières (1786–1862)
- Des Moul. – Charles Robert Alexandre Des Moulins (1798–1875)
- Desp. – Jean Baptiste Réné Pouppé Desportes (1704–1748)
- Desv. – Nicoise Auguste Desvaux (1784–1856)
- Devesa – Juan Antonio Devesa (1955– )
- Dickoré – Wolf Bernhard Dickoré (1959– )
- Didr. – Ferdinand Didrichsen (1814–1887)
- Dieck – Georg Dieck (1847–1925)
- Diels – Friedrich Ludwig Diels (1874–1945)
- Dill. – Johann Jacob Dillenius (1684–1747)
- Dipp. / Dippel – Leopold Dippel (1827–1914)
- Dixon – Hugh Neville Dixon (1861–1944)
- Djav.-Khoie – Karim Djavanchir-Khoie (verksam 1963)
- Dodoens – Rembert Dodoens (1518–1585)
- Domański – Stanislaw Domański (1916–1993)
- Domin – Karel Domin (1882–1953)
- Don – George Don den äldre (1764–1814)
- Donad. – P.Donadille (1936– )
- Donn – James Donn (1758–1813)
- Donn.Sm. – John Donnell Smith (1829–1928)
- Dorr – Laurence Joseph Dorr (1953– )
- Dostál – Josef Dostál (1903–1999)
- Dougl. / Douglas – David Douglas (1798–1834)
- Downie – Dorothy Downie (1894–1960)
- Drake – Emmanuel Drake del Castillo (1855–1904)
- Drège – Johann Franz Drège (1794–1881)
- Dring – Donald M. Dring (1932–1978)
- Druce – George Claridge Druce (1850–1932)
- Drude – Carl Georg Oscar Drude (1852–1933)
- Dryand. – Jonas Dryander (1748–1810)
- Duby – Jean Étienne Duby (1798–1885)
- Duch. – Pierre Étienne Simon Duchartre (1811–1894)
- Duchesne – Antoine Nicolas Duchesne (1747–1827)
- Ducros – François-Barthélémy Ducros (1751–1822)
- Dufour – Léon Dufour (1780–1865)
- Duhamel – Henri-Louis Duhamel du Monceau (1700–1782)
- Dujard. – Félix Dujardin (1801–1860)
- Dulac – Joseph Dulac (1827–1897)
- Dum. / Dumort. – Barthélemy Charles Joseph Dumortier (1797–1878)
- Dum.Cours. – George(s) Louis Marie Dumont de Courset (1746–1824)
- Dun./Dunal – Michel Félix Dunal (1789–1856)
- Dunn – Stephen Troyte Dunn (1868–1938)
- Dur. – Michel Charles Durieu de Maisonneuve (1796–1878)
- Durand – Elias Magloire Durand (1794–1873)
- Durande – Jean-François Durande (1732–1794)
- Duthie – John Firminger Duthie (1845–1922)
- Du Tour – Du Tour de Salvert den yngre (1803–1815)
- Duval – Henri Auguste Duval (1777–1814)
- Dwyer – John Duncan Dwyer (1915–2005)
- Dyer – William Turner Thiselton Dyer (1843–1928)
- Döll – Johann(es) Christoph (Christian) Döll (1808–1885)

## E
- E.A.Br. – Elizabeth Anne Brown (1956–2013)
- E.A.Bruce – Eileen Adelaide Bruce (1905–1955)
- E.A.Durand – Ernest Armand Durand (1872–1910)
- E.A.Fr. – Elias Arne Fries (1887–1909)
- E.A.Hodgs. – Eliza Amy Hodgson (1888–1983)
- E.A.Mennega – Erik Albert Mennega (1923–1998)
- E.Arber – Edward Alexander Newell Arber (1870–1918)
- E.B.Almq. – Ernst Bernhard Almquist (1852–1946)
- E.B.Andrews – Ebenezer Baldwin Andrews (1821–1880)
- E.B.Bartram – Edwin Bunting Bartram (1878–1964)
- E.Baumann – Eugen Baumann (1868–1933)
- E.C.Hansen – Emil Christian Hansen (1842–1909)
- E.C.Nelson – Ernest Charles Nelson (1951– )
- E.C.Wallace – Edward Charles Wallace (1909–1986)
- E.Cordus – Euricius Cordus (1486–1535)
- E.Danesch – Edeltraud Danesch (1922– )
- E.D.Clarke – Edward Daniel Clarke (1769–1822)
- É.Desv. – Étienne-Émile Desvaux (1830–1854)
- E.F.Anderson – Edward Frederick Anderson (1932–2001)
- E.Fisch. – Eduard Fischer (1861–1939)
- E.Forst. – Edward Forster (1765–1849)
- E.G.Almq. – Erik Gustaf Almquist (1892–1974)
- E.G.Camus – Edmond Gustave Camus (1852–1915)
- E.Hauser – Ernst Hauser (verksam 1981)
- E.H.L.Krause – Ernst Hans Ludwig Krause (1859–1942) (Ej att förväxla med E.L.Krause: Ernst Ludwig Krause (1839–1903))
- E.H.Moore – Emery Harold Moore (?–?)
- É.Huet – Édouard Huet du Pavillon (1819–1908)
- E.H.Wilson – Ernest Henry Wilson (1876–1930)
- E.J.Dunn – Edward John Dunn (1844–1937)
- E.-J.Gilbert – Edouard-Jean Gilbert (1888–1954)
- E.J.Hill – Ellsworth Jerome Hill (1833–1917)
- E.J.Lowe – Edward Joseph Lowe (1825–1900)
- E.J.Palmer – Ernest Jesse Palmer (1875–1962)
- E.J.P.Hauser – Edward J. P. Hauser (verksam 1981)
- E.J.Quekett – Edwin John Quekett (1808–1847)
- E.J.Schmidt – Ernst Johannes Schmidt (1877–1933)
- E.James – Edwin James (1797–1861)
- E.Klein – Erich Klein (1931–2016)
- E.Lawton – Elva Lawton (1896–1993)
- E.L.Braun – Emma Lucy Braun (1889–1971)
- E.L.Cabral – Elsa Leonor Cabral (1951– )
- E.L.Krause – Ernst Ludwig Krause (1839–1903) (Ej att förväxla med E.H.L.Krause: Ernst Hans Ludwig Krause (1859–1942))
- E.Mey. – Ernst Meyer (1791–1858)
- E.Morren – Charles Jacques Édouard Morren (1833–1866)
- E.P.Bicknell – Eugene Pintard Bicknell (1859–1925)
- E.P.Fr. – Elias Petrus Fries (1834–1858)
- E.P.Perrier – Eugène Henri Perrier de la Bâthie (1825–1916)
- E.Perrier – Edmond Perrier (1844–1921)
- E.Pritz. – Ernst Georg Pritzel (1875–1948)
- E.S.Anderson – Edgar Shannon Anderson (1897–1969)
- E.Salisb. – Edward James Salisbury (1886–1978)
- E.W.Berry – Edward Wilber Berry (1875–1945)
- E.Weiss – Emanuel Weiss (1837–1870)
- E.Zacharias – Eduard Zacharias (1852–1911)
- Eames – Edwin Hubert Eames (1865–1948)
- Earle – Franklin Sumner Earle (1856–1929)
- Eastw. – Alice Eastwood (1859–1953)
- Eaton – Amos Eaton (1776–1842)
- Eberm. – Johann Erdwin Christopher Ebermaier (1769–1825)
- Eckl. – Christian Friedrich Ecklon (1795–1868)
- Eddy – Caspar Wistar Eddy (1790–1828)
- Edgar – Elizabeth Edgar (1929–2019)
- Edgew. – Michael Pakenham Edgeworth (1812–1881)
- Eggert – Heinrich Karl Daniel Eggert (1841–1904)
- Eggli – Urs Eggli (1959– )
- Ehr. – Jakob Friedrich Ehrhart (1742–1795)
- Ehrenb. – Christian Gottfried Ehrenberg (1795–1876)
- Ehrend. – Friedrich Ehrendorfer (1927– )
- Ehrh. – Jakob Friedrich Ehrhart (1742–1795)
- Eichl. – August Wilhelm Eichler (1839–1887)
- Eichler – August Wilhelm Eichler (1839–1887)
- Eichw. – Karl Eduard Eichwald (1794–1876)
- Eidam – Eduard Eidam (1845–1901)
- Eig – Alexander Eig (1894–1938)
- Ekman – Erik Leonard Ekman (1883–1931)
- Eliasson – Uno H. Eliasson (1939– )
- Elix – John Alan Elix (1941– )
- Elliott – Stephen Elliott (1771–1830)
- Ellis – Job Bicknell Ellis (1829–1905)
- Elwert – Johann Caspar Philipp Elwert (1760–1827)
- Elwes – Henry John Elwes (1846–1922)
- Emb. – Marie Louis Emberger (1897–1969)
- Emory – William Hemsley Emory (1811–1887)
- Endl. – Stephan Ladislaus Endlicher (1804–1849)
- Engelm. – Georg Engelmann (1809–1884)
- Engl. – Adolf Engler (1844–1930)
- Ehrh. – Jakob Friedrich Ehrhart (1742–1795)
- Erben – Matthias Erben (1943– )
- Ericsson – Stefan Eriksson (1944–2015)
- Ernst – Adolf Ernst (1832–1899)
- Esch. – Johann Friedrich Gustav von Eschscholtz (1793–1831)
- Eschsch. – Johann Friedrich Gustav von Eschscholtz (1793–1831)
- Esper – Eugen Johann Christoph Esper (1742–1810)
- Espinosa – Marcial Ramón Espinosa Bustos (1874–1959)
- Esteves – Eddie Esteves Pereira (1939– )
- Ettingsh. – Constantin von Ettingshausen (1826–1897)
- Ewan – Joseph Andorfer Ewan (1909–1999)
- Ewart – Alfred James Ewart (1872–1937)
- Everh. – Benjamin Matlack Everhart (1818–1904)
- Evers – Georg Gotthilf Evers (1837–1916)
- Eversm. – Eduard Friedrich Eversmann (1794–1860)
- Exell – Arthur Wallis Exell (1901–1993)

## F
- F.A.Barkley – Fred Alexander Barkley (1908–1989)
- F.A.C.Weber – Frédéric Albert Constantin Weber (1830–1903)
- F.Allam. – Frédéric-Louis Allamand (1735–1803)
- F.Aresch. – Fredrik Wilhelm Christian Areschoug (1830–1908)
- F.B.Forbes – Francis Blackwell Forbes (1839–1908)
- F.B.White – Francis Buchanan White (1842–1894)
- F.Bolle – Friedrich Franz August Albrecht Bolle (1905–1999)
- F.D.Lamb. – Fred Dayton Lambert (1871–1931)
- F.Dietr. – Friedrich Gottlieb Dietrich (1768–1850)
- F.F.Blackman – Frederick Blackman (1866–1947)
- F.Fromm – Franz Fromm (verksam 1905)
- F.H.Wigg. – Friedrich Heinrich Wiggers (1746–1811)
- F.Hanb. – Frederick Janson Hanbury (1851–1938)
- F.Harper – Francis Harper (1886–1972)
- F.Hern. – Francisco Hernández (1517–1587)
- F.J.Müll. – Fritz Müller (1822–1897)
- F.Lestib. – François-Joseph Lestiboudois (1759–1815)
- F.M.Bailey – Frederick Manson Bailey (1827–1915)
- F.Michx. – François André Michaux (1770–1855)
- F.Muell. – Ferdinand von Mueller (1825–1896)
- F.N.Williams – Frederic Newton Williams (1882–1929)
- F.P.Metcalf – Franklin Post Metcalf (1892–1955)
- F.Valle – Francisco Valle (1953– )
- F.Ritter – Friedrich Ritter (1898–1989)
- F.Sacc. – Francesco Saccardo (1869–1896)
- F.Schmidt – Friedrich Schmidt (1832–1908)
- F.Schmitz – (Carl Johan) Friedrich Schmitz (1850–1895)
- F.Stevens – Frank Lincoln Stevens (1871–1934)
- F.Vierh. – Friedrich Vierhapper (1844–1903)
- F.Voigt – Friedrich Siegmund Voigt (1781–1850)
- F.Weber – Friedrich Weber (1781–1823)
- F.Wirtg. – Ferdinand Paul Wirtgen (1848–1924)
- F.W.L.Suckow – Friedrich Wilhelm Ludwig Suckow (1770–1838)
- F.W.Schmidt – Franz Wilibald Schmidt (1764–1796) (Ibland använt signatur = Schmidt)
- F.W.Schultz – Friedrich Wilhelm Schultz (1804–1876)
- F.W.Went – Frits Warmolt Went (1903–1990)
- F.Wettst. – Fritz von Wettstein (1895–1945)
- F.Zenker – Friedrich Albert von Zenker (1825–1898)
- Faber – Friedrich von Faber (1880–1954)
- Faegri – Knut Fægri (1909–2001)
- Falc. – Hugh Falconer (1808–1865)
- Farges – Paul Farges (1844–1912)
- Farjon – Aljos K. Farjon (1946– )
- Farl. – William Gilson Farlow (1844–1919)
- Farw. – Oliver Atkins Farwell (1867–1944)
- Fassett – Norman Carter Fassett (1900–1954)
- Faurie – Urbain Jean Faurie (1847–1915)
- Fautrey – François Fautrey (verksam 1892)
- Fayod – Victor Fayod (1860–1900)
- Fed. / Al. Fed. – Andrey Aleksandrovich Fedorov (1909–1987)
- Fedde – Friederich Karl Georg Fedde (1873–1942)
- Fée – Antoine Laurent Apollinaire Fée (1789–1874)
- Feer – Heinrich Feer (1857–1892)
- Fenzl – Edward Fenzl (1808–1879)
- Fern. / Fernald – Merritt Lyndon Fernald (1873–1950)
- Fern.Alonso – José Luis Fernández Alonso (1959– )
- Fern.Prieto – José Antonio Fernández Prieto (1950–2019)
- Fernald – Merritt Lyndon Fernald (1873–1950)
- Fernando – Edwino S. Fernando (1953– )
- Fern.Casas – Francisco Javier Fernández Casas (1945– )
- Fern.-Vill. – Celestino Fernández-Villar (1838–1907)
- Ferré – Yvette de Ferré (1915–2003)
- Ferreras – Ulysses Flores Ferreras (1977– )
- Ferry – René Joseph Justin Ferry (1845–1924)
- Férussac – André Étienne Justin Pascal Joseph François d'Audebert de Férussac (1786–1836)
- Feuillée – Louis Éconches Feuillée (1660–1732)
- Feuillet – Christian Feuillet (1948– )
- Fiala – Franz Fiala (1861–1898)
- Fici – Silvio Fici (verksam 1994)
- Fieber – Franz Xaver Fieber (1807–1872)
- Filhol – Henri Filhol (1843–1902)
- Finet – Achille Eugène Finet (1863–1913)
- Fingerh. – Carl Anton Fingerhuth (1802–1876)
- Fiori – Adriano Fiori (1865–1950)
- Fisch. – Friedrich Ernst Ludwig von Fischer (1782–1854) (Fedor Boganovic)
- Fitch – Walter Hood Fitch (1817–1892)
- Fitschen – Jost Fitschen (1869–1947)
- Fitzp. – Harry Morton Fitzpatrick (1886–1949)
- Flahault – Charles Flahault (1852–1935)
- Flerow – Aleksandr Fljorov (1872–1960)
- Flinders – Matthew Flinders (1774–1814)
- Flod. – Björn Gustaf Oscar Floderus (1867–1941)
- Florin – Carl Rudolf Florin (1894–1965)
- Flot. – Julius von Flotow (1788–1856)
- Flous – Fernande Flous (1908–1996)
- Flowers – Seville Flowers (1900–1968)
- Flueck. – Friedrich August Flückiger (1828–1894)
- Flüggé – Johannes Flüggé (1775–1816)
- Flörke – Heinrich Gustav Flörke (1764–1835)
- Font Quer – Pio (Pius) Font Quer (1888–1964)
- Forbes – John Forbes (1799–1823)
- Forbes – John Forbes (1799–1823)
- Foreman – Donald Bruce Foreman (1945–2004)
- Forman – Lewis Leonard Forman (1929–1998)
- Formánek – Eduard Formánek (1845–1900)
- Forrest – George Forrest (1873–1932)
- Forrester – Susan G. Forrester (verksam 2007)
- Forssk. – Peter Forsskål (1732–1763)
- Fort./Fortune – Robert Fortune (1812–1880)
- Forsstr. – Johan Erik Forsström (1775–1824)
- Forsyth – William Forsyth (1737–1804)
- Fosberg – Francis Raymond Fosberg (1908–1993)
- Foster – Michael Foster (1836–1907)
- Foucaud – Julien Foucaud (1847–1904)
- Fourr. – Jules Pierre Fourreau (1844–1871)
- Fr. – Elias Fries (1794–1878)
- Franch. – Adrien René Franchet (1834–1900)
- Franco – João Manuel Antonio do Amaral Franco (1921–2009)
- Fras. / Fraser – John Fraser (1750–1811)
- Frege – Christian August Frege (1758–1834)
- Frém. – John Charles Frémont (1813–1890)
- Fresen. – Johann Baptist Georg Wolfgang Fresenius (1808–1866)
- Friedl – T. Friedl (verksam 1999) (Förväxla ej med Friedl.)
- Friedl. – Solomon Friedland (1912– ) (Förväxla ej med Friedl)
- Fritsch – Karl Fritsch (1864–1934)
- Friv. – Imre Frivaldszky (1799–1870)
- Frodin – David Gamman Frodin (1940– )
- Froel. – Alois von Frölich (1766–1841)
- Fróes – Ricardo de Lemos Fróes (1891–1960)
- From. – Louis Édouard Gourdan de Fromentel (1824–1901)
- Fromm – Elza Fromm-Trinta (1934– )
- Fromme – Fred Denton Fromme (1886–1966)
- Frost – Charles Christopher Frost (1805–1880)
- Fruwirth – Carl Fruwirth (1862–1930)
- Fryer – Alfred Fryer (1826–1912)
- Fryxell – Paul Arnold Fryxell (1927–2011)
- Fröbel – Julius Fröbel (1805–1893)
- Fuck. / Fuckel – Karl Wilhelm Gottlieb Leopold Fuckel (1821–1876)
- Fuertes – Javier Fuertes (1960– )
- Fukuhara – Tatsundo Fukuhara (verksam 1997)
- Fukuoka – Nobuyuki Fukuoka (1904– )
- Fukuy. – Noriaki Fukuyama (1912–1946)
- Fukuyo – Yasuo Fukuyo (1948– )
- Funck – Heinrich Christian Funck (1771–1839)
- Funk – Georg Funk (1886–1958)
- Furrer – Ernst Furrer (1888–1976)
- Furtado – Caetano Xavier Furtado (1897–1980)
- Furuki – Tatsuwo Furuki (verksam 1989)
- Fuss – Michael Fuss (1816–1883)
- Futák – Ján Futák (1914–1980)
- Fyson – Philip Furley Fyson (1877–1948)

## G
- G.A.Klebs – Georg Albrecht Klebs (1857–1918)
- G.Anderson – George W. Anderson (verksam 1800–1817)
- G.Beck – Günther von Mannagetta und Lërchenau Beck (1856–1931)
- G.Braun – Gottlieb Braun (1821–1882)
- G.Cunn. – Gordon Herriot Cunningham (1892–1962)
- G.Don – George Don den yngre (1798–1856)
- G.D.Rowley – Gordon Douglas Rowley (1921–2019)
- G.D.Wallace – Gary D. Wallace (1846– )
- G.F.Atk. – George Francis Atkinson (1854–1918)
- G.Fabre – Gabriel Fabre (1914–1997)
- G.Forst. – Johann Georg Adam Forster (1754–1794)
- G.Gaertn. – Gottfried Gaertner (1754–1825)
- G.H.M.Lawr. – George Hill Mathewson Lawrence (1910–1978)
- G.H.Zhu – Guang Hua Zhu (1964–2005)
- G.J.Allman – George James Allman (1812–1898)
- G.Kirchn. – Georg Kirchner (1837–1885)
- G.L.Chu – Go Ling Chu (1934– )
- G.Lawson – George Lawson (1827–1895)
- G.Lodd. – George Loddiges (1784–1846)
- G.Lopez – Ginéz Alejandro López González (1950– )
- G.Martens – Georg Matthias von Martens (1788–1872)
- G.Mathieu – Guido Mathieu (verksam 2003)
- G.Mey. – Georg Friedrich Wilhelm Meyer (1782–1856)
- G.Moore – George Thomas Moore (1871–1956)
- G.Murray – George Robert Milne Murray (1858–1911)
- G.Shaw – George Shaw (1751–1813)
- G.Simpson – George Simpson (botaniker) (1880–1952)
- G.Sinclair – George Sinclair (1786–1834)
- G.T.Gong – Gu Tang Gong (1965– )
- G.Trevir. – Gottfried Reinhold Treviranus (1776–1837)
- G.W.Schimp. – Georg Heinrich Wilhelm Schimper (1804–1878)
- G.Winter – Georg Winter (1848–1887)
- Gaertn. – Joseph Gaertner (1732–1791)
- Gagnebin – Abraham Gagnebin (1707–1800)
- Gagnep. – François Gagnepain (1866–1952)
- Gaimard – Joseph Paul Gaimard (1790–1858)
- Gal. – Henri Guillaume Galeotti (1814–1858)
- Galeotti – Henri Guillaume Galeotti (1814–1858)
- Galushko – Anatolǐ Ivanovich Galushko (verksam 1926–1993)
- Gambel – William Gambel (1823–1849)
- Gams – Helmut Gams (1893–1976)
- Gand. – Michel Gandoger (1850–1926)
- Garay – Leslie Andrew Garay (1924–2016)
- Garcke – Christian August Friedrich Garcke (1819–1904)
- Gard – Médéric Gard (1872–1935)
- Garden – Alexander Garden (1730–1792)
- Gardiner – William Gardiner (1808–1852)
- Gardner – George Gardner (1812–1849)
- Garsault – François Alexander Pierre de Garsault (1691–1778)
- Gassner – Johann Gustav Gassner (1881–1955)
- Gaudich. – Charles Gaudichaud-Beaupré (1789–1864)
- Gaudin – Jean François Aimée Gottlieb Philippe Gaudin (1766–1833)
- Gaussen – Henri Marcel Gaussen (1891–1981)
- Gavioli – Orazio Gavioli (1871–1944)
- Gay C. – Claude Gay (1800–1873)
- Gay J. – Jacques Etienne Gay (1786–1864)
- Gaynor – Bruse David Gaynor (verksam 1987)
- Gemici – Yusuf Gemici (1957– )
- Genev. – Léon Gaston Genevier (1830–1880)
- Gentry – Howard Scott Gentry (1903–1993)
- Georgi – Johann Gottlieb Georgi (1729–1802)
- Germ. – Jacques Nicolas Ernest Germain de Saint-Pierre (1815–1882)
- Gesner – Conrad Gesner (1516–1565)
- Gessner – Johannes Gessner (1709–1790)
- Geyl. – Hermann Theodor Geyler (1834–1889)
- Ghini – Luca Ghini (1490–1566)
- Giess – Johan Wilhelm Heinrich Giess (1910–2000)
- Gilb. – Robert Lee Gilbertson (1925– )
- Gilg – Ernest Friedrich Gilg (1867–1933)
- Gilg-Ben. – Charlotte Gilg-Benedict (1872–1936)
- Gilib. – Jean-Emmanuel Gilibert (1741–1814)
- Gillet – Claude-Casimir Gillet (1806–1896)
- Gillek. – Léopold Guillaume Gillekens (1833–1905)
- Gilli – Alexander Gilli (1904–2007)
- Gillies – John Gillies (1792–1834)
- Gillis – William Thomas Gillis (1933–1979)
- Gillot – François Xavier Gillot (1842–1910)
- Gilly – Charles Louis Gilly (1911–1970)
- Gilmour – John Scott Lennox Gilmour (1906–1986)
- Ging. – Frédéric Charles Jean Gingins de la Sarraz (1790–1863)
- Giraldi – Giuseppe Giraldi (1848–1901)
- Gir.-Chantr. – Justin Girod-Chantrans (1750–1841)
- Giseke – Paul Dietrich Giseke (1741–1796)
- Givnish – Thomas J. Givnish (1951– )
- Glass – Charles Edward Glass (1934–1998)
- Gleason – Henry Allan Gleason (1882–1975)
- Gled. – Johann Gottlieb Gleditsch (1714–1786)
- Glend. – Robert Glendenning (1805–1862)
- Godm. – Frederick DuCane Godman (1834–1919)
- Godr. / Godron – Dominique Alexandre Godron (1807–1880)
- Goethe – Johann Wolfgang von Goethe (1749–1832)
- Gogoi – Rajib Gogoi (född 1975)
- Goiran – Agostino (Augustin) Goiran (1835–1909)
- Gola – Giuseppe Gola (1877–1956)
- Golamco – Andres S. Golamco (verksam 1998)
- Goldb. – Carl Ludwig Goldbach (1793–1824)
- Goldberg – Aaron Goldberg (1917–2014)
- Goldblatt – Peter Goldblatt (född 1943)
- Goldenb. – Friedrich Goldenberg (1798–1881)
- Goldfuss – Georg August Goldfuss (1782–1848)
- Goldman – Edward Alphonso Goldman (1873–1946)
- Gombel – William Gombel (1823–1849)
- González – Francisco (Franciscous) González (verksam 1877)
- Gonzalo – Hermano Gonzalo ( –1985)
- Gooden. – Samuel Goodenough (1743–1827)
- Goodsp. – Thomas Harper Goodspeed (1887–1966)
- Goodyer – John Goodyer (1592–1664)
- Gopalan – Rangasamy Gopalan (1947– )
- Gord. / Gordon – George Gordon (1806–1879)
- Gottlieb – Leslie David Gottlieb (1936–2012)
- Gouan – Antoine Gouan (1733–1821)
- Goudot – Justin Goudot (1802–1847)
- Grab. – Heinrich Emanuel Grabowski (1792–1842)
- Graebn. – Karl Otto Robert Peter Paul Graebner (1871–1933)
- Graells – Mariano de la Paz Graells (1808–1898)
- Graham – Robert Graham (1786–1845)
- Grande – Loreto Grande (1878–1965)
- Grandid. – Alfred Grandidier (1836–1921)
- Grassi – Giovanni Battista Grassi (1854–1925)
- Gray – Samuel Frederick Gray (1766–1828)
- Greene – Edward Lee Greene (1843–1915)
- Greenm. – Jesse More Greenman (1867–1951)
- Greg. – Eliza Standerwick Gregory (1840–1932)
- Gremli – August Gremli (1833–1899)
- Gren. – Jean Charles Marie Grenier (1808–1875)
- Greuter – Werner Rodolfo Greuter (1938– )
- Grev. – Robert Kaye Greville (1794–1866)
- Grierson – Andrew John Charles Grierson (1929–1990)
- Griff. – William Griffith (1810–1845)
- Grin. – Geprge P. Grintescu (1878–1956)
- Gris – Jean Antoine Arthur Gris (1829–1872)
- Griseb. – August Heinrich Rudolf Grisebach (1814–1879)
- Grossh. – Aleksandr Alfonsovitj Grossgejm (1888–1948)
- Gruan – Antoine Gruan (1733–1821)
- Gräbner – K.-E. Gräbner (verksam 1954)
- Gueldenst. – Johann Anton Güldenstädt (1745–1781)
- Guépin – Jean Pierre Guépin (1779–1858)
- Guers. – Louis Benoît Guersent (1776–1848)
- Guett. – Jean-Étienne Guettard (1715–1786)
- Guill. – Jean Baptiste Antoine Guillemin (1796–1842)
- Gunckel. – Hugo Gunckel Lüer (1901–1997)
- Gunn. – Johann Ernst Gunnerus (1718–1773)
- Gunnerus – Johann Ernst Gunnerus (1718–1773)
- Guss. – Giovanni Gussone (1787–1866)
- Gutermann – Walter Gutermann (1935– )
- Guthrie – Francis Guthrie (1831–1899)
- Gutte – Peter Gutte (1939– )
- Guymer – Gordon P. Guymer (1953– )
- Guzmán – Guzmán (1932–2016)
- Gvinan. – Z. I. Gvinanidze (1931– )
- Gyeln. – Vilmos Kőfaragó-Gyelnik (1906–1945)
- Gürke – Robert Louis August Maximilian Gürke (1854–1911)
- Györffy – Istvan Györffy (1880–1959)
- Gäum. – Ernst Gäumann (1893–1963)
- Götz – Erich Götz (1940– )

## H
- H.B.K. – Humboldt, Bonpland och Kunth
- H.Baumann – Helmut Baumann (1937–2014)
- H.Beck – Hieronimus (Tragus) Beck (1499–1554)
- H.Bock – Hieronymus Bock (1498–1554)
- H.Boisseau – Henri de Boisseu (1871–1912)
- H.Braun – Heinrich Braun (1851–1920)
- H.Buek – Heinrich Wilhelm Buek (1796–1878)
- H.C.Bold – Harold Charles Bold (1909–1987)
- H.C.Watson – Hewett Cottrell Watson (1804–1881)
- H.Christ – Hermann Konrad Heinrich Christ (1833–1933)
- H.E.Bigelow – Howard Elson Bigelow (1923–1987)
- H.E.K.Hartmann – Heidrun Hartmann (1942–2016)
- H.E.Moore – Harold Emery Moore (1917–1980)
- H.Fr. – Harald Fries (1896–1963)
- H.Hara – Hiroshi Hara (1911–1986)
- H.Iltis – Hugo Iltis (1882–1952)
- H.Ito – Hiroshi Ito (1909–2006)
- H.Jacobsen – Hermann Johannes Heinrich Jacobsen (1898–1978)
- H.Jacq. – Hector Jacquin (verksam 1833)
- H.J.Coste – Hippolyte Coste (1858–1924)
- H.J.Lam – Herman Johannes Lam (1892–1977)
- H.J.Swart / Haring – Haring (Harry) Johannes Swart (1922– )
- H.J.Veitch – Harry James Veitch (1840–1924)
- H.K.A.Winkl. – Hans Karl Albert Winkler (1877–1945)
- H.Karst. – Gustav Karl Wilhelm Hermann Karsten (1817–1908)
- H.Koidz. – Hideo Koidzomi (1885–1945)
- H.L.Blomq. – Hugo Leander Blomquist (1888–1964)
- H.Lév. – Augustin Abel Hector Léveillé (1863–1918)
- H.Li – Hen Li (1929– )
- H.Lindb. – Harald Lindberg (1871–1963)
- H.L.Jacobs – Homer L. Jacobs (1899–1981)
- H.L.Li – Hui Lin Li (1911–2002)
- H.Lorentz – Hendrik Albertus Lorentz (1871–1944)
- H.Low – Hugh Low (1824–1905)
- H.L.Sm. – Hamilton Lanphere Smith (1819–1903)
- H.L.Späth – Hellmut Ludwig Späth (1885–1945)
- H.L.Wendl. – Heinrich Ludolph Wendland (1792–1869)
- H.Magn. – Hugo Magnusson (1885–1964)
- H.Mann – Horace Mann (1844–1868)
- H.Mason – Herbert Louis Mason (1896–1994)
- H.M.Burkill – Humphrey Morrison Burkill (1914–2006)
- H.M.Curran – Hugh McCullum Curran (1875–1920)
- H.M.Hall – Harvey Monroe Hall (1874–1932)
- H.Moseley – Henry Nottige Moseley (1844–1891)
- H.Müll. – Heinrich Ludwig Hermann Müller (1829–1883)
- H.M.Ward – Harry Marshall Ward (1854–1906)
- H.N.Andrews – Henry Nathaniel Andrews (1910–2002)
- H.Ohashi – Hiroyoshi Ohashi (1936– )
- H.Ohba – Hideaki Ohba (1943– )
- H.Osborn – Henry Stafford Osborn (1823–1894)
- H.Perrier – Henri Perrier de la Bâthie (1873–1938)
- H.Rainer – Heimo Rainer (1964– )
- H.R.Fletcher – Harold Roy Fletcher (1907–1978)
- H.Rob. – Harold E. Robinson (1932– )
- H.Rock – Howard Francis Leonard Rock (1925–1964)
- H.Rosend. – Henrik Viktor Rosendahl (1855–1918)
- H.R.Sweet – Herman Royden Sweet (1909–1992)
- H.Schneid. – Harald Schneider (1962– )
- H.Sharsm. – Helen Katherine Sharsmith (1905–1982)
- H.Shaw – Henry Shaw (1800–1889)
- H.S.Holden – Henry Smith Holden (1887–1963)
- H.Sibth. – Humphry Sibthorp (1713–1797)
- H.Wendl. – Hermann Wendland (1825–1903)
- H.W.Jen – Hsien Wei Jen (1928– )
- H.Zimm. – Hugo Zimmermann (1862–1933)
- Haage – Friedrich Adolph Haage (1796–1866)
- Haas – Adolf Haas (1914–1982)
- Haberle – Karl Konstantin Haberle (1764–1832)
- Hablitz – Carl Ludwig von Hablitz (1752–1821)
- Hack. – Eduard Hackel (1850–1926)
- Hacq. – Belsazar Hacquet (1739–1815)
- Hadač – Emil Hadač (1914–2003)
- Haeckel – Ernst Haeckel (1834–1919)
- Haenke – Thaddäus Haenke (1761–1817)
- Hafellner – Joseph Hafellner (1951– ) (Även Josef)
- Hagen – Johann Heinrich Hagen (1738–1775)
- Halácsy – Eugen von Halácsy (1842–1913)
- Halda – Josef Jacob Halda (1943– )
- Hale – Mason Ellsworth Hale (1928–1990)
- Hall – William Hall (1743–1800)
- Haller – Albrecht von Haller (1708–1777)
- Haller f. – Albrecht von Haller den yngre (1758–1823)
- Hallier – Ernst Hans Hallier (1831–1904)
- Hallier f. – Hans (Johannes) Gottfried Hallier (1868–1932)
- Ham. – William Hamilton (1783–1856)
- Hamzaoğlu – Ergin Hamzaoğlu (verksam 2000)
- Hamel – Gontran Georges Henri Hamel (1883–1944)
- Hammarl. – C. Hammarlund (verksam 1925)
- Hammen – Thomas van der Hammen (1924–2010)
- Hampe – Georg Ernst Ludwig Hampe (1795–1880)
- Hance – Henry Fletcher Hance (1827–1886)
- Hand – Ralf Hand (1964– )
- Hand.-Mazz. – Heinrich von Handel-Mazzetti (1882–1940)
- Handro – Osvaldo Handro (1908–1986)
- Hanelt – Peter H. Hanelt (1930– )
- Hanes – Clarence Robert Hanes (1876–1956)
- Hanks – Lena Tracy Hanks (1879–1944)
- Hanry – Hippolyte Hanry (1807–1893)
- Hansf. – Clifford George Hansford (1900–1966)
- Hanst. – Johannes von Hanstein (1822–1880)
- Hara – Kanesuke Hara (1885–1962)
- Harb. – Thomas Grant Harbison (1862–1936)
- Harbarth – Peter Harbarth (verksam 2001)
- Hard – Miron Elisha Hard (1849–1914)
- Hardin – James Walker Hardin (1929– )
- Hare – Raleigh Frederick Hare (1870–1934)
- Haring / H.J.Swart – Haring (Harry) Johannes Swart (1922– )
- Harkn. – Harvey Wilson Harkness (1821–1901)
- Harlan – Richard Harlan (1796–1843)
- Harley – Raymond Mervyn Harley (1936– )
- Harling – Gunnar Harling (1920–2010)
- Harm. – Julien Herbert Auguste Jules Harmand (1844–1915)
- Harmaja – Harri Tapani Harmaja (1944– )
- Harms – Hermann Harms (1870–1942)
- Hart – Henry Chichester Hart (1847–1908)
- Hartig – Theodor Hartig (1805–1880)
- Harting – Pieter Harting (1812–1885)
- Hartinger – Anton Hartinger (1806–1890)
- Hartl / D.Hartl – Dimitri Hartl (1926–2015)
- Hartland – William Baylor Hartland (1836–1912)
- Hartm. – Carl Johan Hartman (1790–1849)
- Hartw. – Karl Theodor Hartweg (1812–1871)
- Hartwig – August Karl Julius Hartwig (1823–1913)
- Hartwiss – Nicolai Anders von Hartwiss (1791–1860)
- Harv. – William Henry Harvey (1811–1866)
- Harv.-Gibs. – Robert John Harvey-Gibson (1860–1929)
- Harz – Carl Otto Harz (1842–1906)
- Hashido. – Yasuyuki Hashidoko (verksam 2015)
- Hassall – Arthur Hill Hassall (1817–1894)
- Hasselq. – Fredric Hasselquist (1722–1752)
- Hasselrot – Torsten Hasselrot (1903–1970)
- Hasselt – Johan Coenraad van Hasselt (1797–1823)
- Hassk. – Justus Carl Hasskarl (1811–1894)
- Hassl. – Emil Hassler (1864–1937)
- Hatch – Edwin Daniel Hatch (1919–2008)
- Hatus. – Sumihiko Hatusima (1906–2008)
- Hauser – Margit Luise Hauser ( – )
- Hausskn. – Heinrich Carl Haussknecht (1838–1903)
- Haw. – Adrian Hardy Haworth (1767–1833)
- Hawksw. / Hawksworth – Frank Goode Hawksworth (1926– )
- Hayashi – Yasaka Hayashi (1911– )
- Hayata – Bunzô Hayata (1874–1934)
- Hayek – August von Hayek (1871–1928)
- Haynald – Lajos Haynald (1816–1891)
- Hayne – Friedrich Gottlob Hayne (1763–1832)
- Haynes – Caroline Coventry Haynes (1858–1951)
- Hazsl. – Friedrich August Hazslinszky von Hazslin (1818–1896)
- Hbn – Jakob Hübner (1761–1826)
- Heckel – Édouard Marie Heckel (1843–1916)
- Hedge – Ian Charleson Hedge (1928– )
- Hedl. – Johan Teodor Hedlund (1861–1953)
- Hedw. – Johann Hedwig (1730–1799)
- Heer – Oswald Heer (1809–1883)
- Heering – Wilhelm Christian August Heering (1876–1916)
- Hegelm. – Christoph Friedrich Hegelmaier (1833–1906)
- Hegetschw. – Johannes Jacob Hegetschweiler (1789–1839)
- Hegi – Gustav Hegi (1876–1932)
- Heim – Georg Christoph Heim (1743–1807)
- Heimerl – Anton Heimerl (1857–1942)
- Heine – Hermann Heino Heine (1922–1996)
- Heinem. – Paul Heinemann (1916–1996)
- Heinr. – Emil Johann Lambert Heinricher (1856–1934)
- Heinr.Braun – Heinrich Braun (1851–1920)
- Heintze – August Heintze (1881–1941)
- Heist. – Lorenz Heister (1683–1758)
- Heldr. – Theodor Heinrich Hermann von Heldreich (1822–1902)
- Hemprich – Wilhelm Hemprich (1796–1824)
- Hemsl. – William Botting Hemsley (1843–1924)
- Hendey – Norman Ingram Hendey (1908–2004)
- Henn. – Paul Christoph Hennings (1841–1908)
- Henneg. – Louis-Félix Henneguy (1850–1928)
- Henon – Jacques Louis Hénon (1802–1872)
- Hensl. – John Stevens Henslow (1796–1861)
- Hepper – Frank Nigel Hepper (1929–2013)
- Hepting – George H. Hepting (1907–1988)
- Herb. – William Herbert (1778–1847)
- Herd – G. W. Herd (verksam 1965)
- Herder – Ferdinand Gottfried Theobald Herder (1828–1896)
- Hérincq – François Hérincq (1820–1891)
- Hering – Constantine (Constantijn) J. Hering (1800–1880)
- Herklots – Geoffrey Alton Craig Herklots (1902–1986)
- Herm. – Paul Hermann (1646–1695)
- Herrero – Alberto Herrero (verksam 1995)
- Herrm. – Johann Herrmann (1738–1800)
- Hers – Joseph Hers (1884–1965)
- Herter – Wilhelm Franz Herter (1884–1958)
- Herv. – Alpheus Baker Hervey (1839–1931)
- Hesl.-Harr. – John William Heslop-Harrison (1881–1967)
- Hesl.-Harr.f. – Jack Heslop-Harrison (1920–1998)
- Hess – Johann Jakob Hess (1844–1883)
- Hesse – Hermann Albrecht Hesse (1852–1937)
- Hesler – Lexemuel Ray Hesler (1888–1977)
- Hett. – Wilbert Leonard Anna Hetterscheid (1957– )
- Hewson – Helen Joan Hewson (1938–2007)
- Heybroek – Hans M. Heybroek (1927– )
- Heyn – Chaia Clara Heyn (1924–1998)
- Heynh. – Gustav Heynhold (1800–1860)
- Heywood – Vernon Hilton Heywood (1927– )
- Hickel – Paul Robert Hickel (1865–1935)
- Hiern – William Philip Hiern (1839–1925)
- Hieron. – Georg Hans Emmo Wolfgang Hieronymus (1846–1921)
- Hiitonen – Ilmari Hiitonen (1898–1986)
- Hildebr. – Friedrich Hermann Gustav Hildebrand (1835–1915)
- Hill / J.Hill – John Hill (1716–1775)
- Hillh. – William Hillhouse (1850–1910)
- Hilliard – Olive Mary Hilliard (1926– )
- Hils. – Carl Theodor Hilsenberg (1802–1824)
- Hirahata – T. Hirahata (verksam 1962)
- Hirn – Karl Engelbrecht Hirn (1872–1907)
- Hjelmq. – Karl Jesper Hakon Hjelmquist (1905–1999)
- Hjertson – Mats L. Hjertson (1966– )
- Hjortstam – Kurt Hjortstam (1933–2009)
- Hochst. – Ferdinand von Hochstetter (1787–1860) (Christian Ferdinand Friedrich)
- Hoess – Franz Höss (1756–1840)
- Hoffb. – Carl Fredrik Hoffberg (1729–1790)
- Hoffm. – Georg Franz Hoffmann (1760–1826)
- Hoffmanns. – Johann Centurius von Hoffmannsegg (1766–1849)
- Hofmeist. – Wilhelm Hofmeister (1824–1877)
- Hohen. – Rudolph Friedrich Hohenacker (1798–1874)
- Holford – Sir George Holford ( – )
- Holmb. – Otto Rudolf Holmberg (1874–1930)
- Holmboe – Jens Holmboe (1880–1943)
- Holmsk. – Theodor Holmskjold (1732–1794)
- Holtt. – Richard Eric Holttum (1895–1990)
- Holttum – Richard Eric Holttum (1895–1990)
- Holub – Josef Holub (1930–1999)
- Holub bis – Josef Holub (1928–1995)
- Hombr. – Jacques Bernard Hombron (1800–1852)
- Honck. – Gerhard August Honckeny (1724–1805)
- Honda – Masaji/Masazi Honda (1897–1984)
- Hoog – Johannes Marius Cornelis (John) Hoog (1865–1950)
- Hook. / Hooker – William Hooker (1785–1865)
- Hook.f. – Joseph Dalton Hooker (1817–1911)
- Hooper – John Hooper (1802–1869)
- Hoppe – David Heinrich Hoppe (1760–1846)
- Hornem. – Jens Wilken Hornemann (1770–1841)
- Horsf. – Thomas Horsfield (1773–1859)
- Hort. – Fenton John Anthony Hort (1828–1892)
- hort. – hortulanorum ("trädgård/trädgårdsmästare")
- Horw. – Arthur Reginald Horwood (1879–1937)
- Hosaka – Edward Yataro Hosaka (1907–1961)
- Hosseus – Carl Curt Hosseus (1878–1950)
- Host – Nicolaus Thomas Host (1761–1834)
- House – Homer Doliver House (1878–1949)
- Houtt. – Maarten Willem Houttuyn (1720–1798)
- Hu – Hu Hsen Hsu (1894–1968)
- Huber – Jakob Huber (1867–1914)
- Hubeny – Joseph Hubeny den yngre (1830–1843)
- Huds. / Hudson – William Hudson (1730–1793)
- Hue – Auguste-Marie Hue (1840–1917)
- Hueber – Francis Maurice Hueber (1929– )
- Hull – John Hull (1761–1843)
- Hultén – Eric Hultén (1894–1981)
- Humb. – Alexander von Humboldt (1769–1859)
- Humbert – Jean-Henri Humbert (1887–1967)
- Humblot – Léon Humblot (1852–1914)
- Hume – Allan Octavian Hume (1829–1912)
- Humphrey – James Ellis Humphrey (1861–1897)
- Humphries – Christopher John Humphries (1947–2009)
- Hunt – George Edward Hunt (1841–1873)
- Hunter – Alexander Hunter (1729–1809)
- Hunz. – Armando Theodoro Hunziker (1919–2001)
- Hurus. – Isao Hurusawa (1916– )
- Hus – Henri Theodore Antoine de Leng Hus (1876–1941)
- Husn. – Pierre Tranquille Husnot (1840–1929)
- Hussenot – Louis Cincinnatus Sévérin Léon Hussenot (1809–1845)
- Hust. – Friedrich Hustedt (1886–1968)
- Husz – Béla Husz (1892–1954)
- Hutch. – John Hutchinson (1884–1972)
- Hutch. & Dalziel – John Hutchinson (1884–1972) & John McEwan Dalziel (1872–1948)
- Hy – Félix Charles Hy (1853–1918)
- Hügel – Karl Alexander Anselm von Hügel (1794–1870)
- Hyl. – Nils Hylander (1904–1970)
- Hülph. – K.A. Hülphers (1882–1948)
- Hürl. – Hans Hürlimann (1921–2014)
- Häkkinen – Markku Häkkinen (1946–2015)
- Härle – Albert Härle (1905– senare än 1980)
- Höhn. – Franz Xaver von Höhnel (1852–1920)
- Höss – Franz Höss (1756–1840)

## I
- I.A.Abbott – Isabella Aiona Abbott (1919–2010)
- I.A.Pilát – Ignatz Anton Pilát (1820–1870)
- I.C.Martind. – Isaac Comly Martindale (1842–1893)
- I.C.Nielsen – Ivan Christian Nielsen (1946–2007)
- I.F.Lewis – Ivey Foreman Lewis (1882–1964)
- I.G.Stone – Ilma Grace Stone (1913–2001)
- I.Hagen – Ingebrigt Severin Hagen (1852–1917)
- I.Löw – Immanuel Löw (1854–1944)
- I.M.Haring – Inez M. Haring (1875–1968)
- I.M.Johnst. / I.M.Johnston – Ivan Murray Johnston (1898–1960)
- I.M.Oliv. – Inge Magdalene Oliver (1947–2003)
- I.M.Turner – Ian Mark Turner (född 1963)
- I.Verd. – Inez Clare Verdoorn (1896–1989)
- Iamonico – Duilio Iamonico (född 1976)
- Iatroú – Gregoris Iatroú (född 1949)
- Ibisch – Pierre Ibisch (född 1967)
- Ietsw. – Jan H. Ietswaart (född 1940)
- Igersheim – Anton Igersheim (född 1954)
- Iliff – James Iliff (1923–2014)
- Iltis – Hugh Hellmut Iltis (1925–2016)
- Illitsch. – S. Illitschevsky ( – )
- Imbach – Emil J. Imbach (1897–1970)
- Ingham – William Ingham (1854–1923)
- Ingold – Terence Ingold (1905–2010)
- Ingram – Collingwood Ingram (1880–1981)
- Inoue – Hiroshi Inoue (1932–1989)
- Inzenga – Giuseppe Inzenga (1816–1887)
- Irmisch – Thilo Irmisch (1816–1879)
- Irmsch. – Edgar Irmscher (1887–1968)
- Isely – Duane Isely (1918–2000)
- Isert – Paul Erdmann Isert (1756–1789)
- Isnard – Antoine-Tristan Danty d'Isnard (1663–1743)
- Issler – Emil Issler (1872–1952)
- Ito – Keisuke Ito (1803–1901)
- Iversen – Johannes Iversen (1904–1971)
- Ivimey Cook – Walter Robert Ivimey Cook (1902–1952)

## J
- J.Agardh – Jacob Georg Agardh (1813–1901)
- J.A.Schmidt – Johann Anton Schmidt (1823–1905)
- J.B.Armstr. – Joseph Beattie Armstrong (1850–1926)
- J.Bauhin – Johann Bauhin (1541–1613)
- J.Becker – Johannes Becker (1769–1833)
- J.Berggren – Jacob Berggren (1790–1868)
- J.B.Hutch. – Joseph Burtt Hutchinson (1902–1988)
- J.Braun – Josias Braun-Blanquet (1884–1980)
- J.Buchholz – John Theodore Buchholz (1888–1951)
- J.B.Vera – Juan B. Vera (verksam 2005)
- J.C.Buxb. – Johann Christian Buxbaum (1693–1730)
- J.C.Liao – Jih Ching Liao (1929– )
- J.C.Wendl. – Johann Christoph Wendland (1755–1828)
- J.Clayton – John Clayton (1686–1773)
- J.D.Bacon – John D. Bacon (verksam 1978)
- J.Duvign. – Jacques Duvigneaud (1920–2006)
- J.E.Lange – Jakob Emanuel Lange (1864–1941)
- J.E.Nascim. – José E. Do Nascimento-Jr (verksam 2017)
- J.E.Zetterst. – Johan Emanuel Zetterstedt (1828–1880)
- J.Ellis – John Ellis (1710–1776)
- J.Fabr. – Johan Christian Fabricius (1745–1808)
- J.F.Arnold / Arnold – Johann Franz Xaver Arnold (1730–1801)
- J.F.B.Pastore – José Floriano Barêa Pastore (1979– )
- J.F.E.Siev. – Johann Friedrich Ernst Sievers (1880– )
- J.F.Gmel. – Johann Friedrich Gmelin (1748–1804)
- J.F.Jiménez – Juan F. Jiménez (verksam 1999)
- J.F.Lehm. / Lehm. – Johann Friedrich Lehmann (1781–1831)
- J.-F.Leroy – Jean-François Leroy (1915–1999)
- J.Forbes – James Forbes (1773–1861)
- J.Fraser – John Fraser (1854–1935)
- J.Gay – Jacques Étienne Gay (1736–1864)
- J.G.Cooper – James Graham Cooper (1830–1902)
- J.G.Gmel. – Johann Georg Gmelin (1709–1755)
- J.G.Jardim – Jomar Gomes Jardim (verksam 2000)
- J.Gerard – John Gerard (1545–1612)
- J.Gerlach – Justin Gerlach (1970– )
- J.G.West – Judhit Gay West (1949– )
- J.Hill / Hill – John Hill (1716–1775)
- J.Hogg – John Hogg (1800–1869)
- J.I.Billb. – Johan Immanuel Billberg (1799–1845)
- J.Jacq. – Joseph Franz von Jacquin (1788–1839)
- J.J.Kickx – Jean Jacques Kickx (1842–1887)
- J.J.Scheuchzer – Johann Jacob Scheuchzer (1672–1733)
- J.J.Sm. – Johannes Jacobus Smith (1867–1947)
- J.Juss. – Joseph de Jussieu (1704–1779)
- J.K.Towns. – John Kirk Townsend (1809–1851)
- J.Kern – Johannes Hendrikus Kern (1903–1974)
- J.Kickx – Jean Kickx den äldre (1775–1831)
- J.Kickx f. – Jean Kickx den yngre (1803–1864)
- J.Kirk – John Kirk (1832–1922)
- J.Koenig – Johann Gerhard König (1728–1785)
- J.Lee – James Lee (1715–1795)
- J.Lestib. – Jean-Baptiste Lestiboudois (1715–1804)
- J.Lloyd – James Lloyd (1810–1896)
- J.M.Almq. – Johan Magnus Almquist (verksam 1920-talet)
- J.M.C.Rich. – Jean-Michel-Claude Richard (1784–1868)
- J.M.Coult. – John Merle Coulter (1851–1928)
- J.M.Coulter – John Merle Coulter (1851–1928)
- J.M.Hook – James Mon van Hook (1870–1935)
- J.M.Tucker – John Maurice Tucker (1916–2008)
- J.Martyn – John Martyn (1699–1768)
- J.Muir – John Muir (1838–1914)
- J.Murray – John Murray (1841–1914)
- J.P.Bergeret – Jean-Pierre Bergeret (1752–1813)
- J.Presl – Jan Svatopluk Presl (1791–1849)
- J.P.Wolff / Wolff – Johann Philipp Wolff (1743–1825)
- J.R.Clarkson – John Richard Clarkson (1950– )
- J.R.Forst. – Johann Reinhold Forster (1729–1798)
- J.R.Haller – John Robert Haller (1930– )
- J.R.I.Wood – John Richard Ironside Wood (born 1944)
- J.R.Lee – John Ramsay Lee (1868–1959)
- J.R.Wheeler – Judith Roderick Wheeler (1944– )
- J.R.Xue – Ji Ru Xue ( – )
- J.Raynal – Jean Raynal (1933–1979)
- J.Rémy – Ezechiel Jules Rémy (1826–1893)
- J.Rev. – Julien Reverchon (1837–1905)
- J.Robin – Jean Robin (1550–1629)
- J.Roth – Johannes Rudolph Roth (1814–1858)
- J.Roux – Jean Roux (1876–1939)
- J.Scheff. – Jozef Scheffer (1903–1949)
- J.Scheuchzer – Johannes Scheuchzer (1684–1738)
- J.Schiller – Josef Schiller (1877–1960)
- J.Schröt. – Joseph Schröter (1837–1894)
- J.Schultze-Motel – Jürgen Schultze-Motel (1930– )
- J.Scott – John Scott (1838–1880)
- J.Scriba – Julius Karl Scriba (1848–1905)
- J.Sinclair – James Sinclair (1913–1968)
- J.Sm. – John Smith (1798–1888)
- J.Small – James Small (1889–1955)
- J.S.Martin – James Stillman Martin (1914–2000)
- J.S.Mill. – James Spencer Miller (1953– )
- J.S.Muell. – John Sebastian Miller (1715–c.1792)
- J.Soulié – Jean André Soulié (1858–1905)
- J.S.Pringle – James Scott Pringle (1937–)
- J.Stewart – Joyce Stewart (1936–2011)
- J.St.-Hil. – Jean Henri Jaume Saint-Hilaire (1772–1845)
- J.T.Baldwin – John Thomas Baldwin (1910–1974)
- J.T.Curtis – John Thomas Curtis (1913–1961)
- J.T.Howell – John Thomas Howell (1903–1994)
- J.T.Pan – Jin Tang Pan (1935– )
- J.V.Lamour. – Jean Vincent Félix Lamouroux (1779–1825)
- J.W.Ingram – John William Ingram (1924– )
- J.W.Loudon – Jane Wells Loudon (1807–1858)
- J.W.Zetterst. – Johan Wilhelm Zetterstedt (1785–1874)
- J.Zahlbr. – Johann Zahlbruckner (1782–1851)
- J.Zeyh. – Johann Michael Zeyher (1770–1843)
- J.Z.Shao – Jian Zhang Shao (1937– )
- J.X.Li – Jian Xiu Li (verksam 1983–1988)
- Jacq. – Nikolaus Joseph von Jacquin (1727–1817)
- Jacquem. – Venceslas Victor Jacquemont (1801–1832)
- Jacques – Henri Antoine Jacques (1782–1866)
- Jacquinot – Honoré Jacquinot (1814–1887)
- Jacz. – Arthur Louis Arthurovic de Jaczewski (1863–1923)–
- Jadin – Fernand Jadin (1862–1944)
- Jafri – Saiyad Masudal (Saiyid Masudul) Hasan Jafri (1827–1986)
- Jan – Giorgio Jan (1791–1866)
- Janch. – Erwin Janchen (1882–1970)
- Jahand. – Émile Jahandiez (1876–1938)
- Janka – Victor von Janka (1837–1900)
- Jatta – Antonio Jatta (1852–1912)
- Jaub. – Hippolyte François Jaubert (1798–1874)
- Jauzein – Philippe Jauzein (verksam 1993)
- Jáv. – Sándor Jávorka (1883–1961)
- Javorn. – Pavel Javornický (1932– )
- Jeffrey – John Frederick Jeffrey (1866–1943)
- Jeps. – William Linn Jepson (1867–1946)
- Jess. – Carl Jessen (1821–1889)
- Jessop – John Peter Jessop (1939– )
- Johanson – Carl Johan Johanson (1858–1888)
- Johanss. – Karl Johansson (1856–1928)
- Johow – Federico Johow (1859–1933)
- Jolycl. – Nicolas Marie Thérèse Jolyclerc (1746–1817)
- Jones – William Jones (1746–1794)
- Jongkind – Carel Christiaan Hugo Jongkind (1954– )
- Jongm. – Wilhelmus Josephus Jongmans (1878–1957)
- Jonker – Fredrik Pieter Jonker (1912–1995)
- Jord. – Claude Thomas Alexis Jordan (1814–1897)
- Jordanov – Daki Jordanov (1893–1978)
- Joss. – Marcel Josserand (1900–1992)
- Jost – Ludwig Jost (1865–1947)
- Judd – Walter Stephen Judd (1951– )
- Juel – Hans Oscar Juel (1863–1931)
- Jul.Schäff. – Julius Schäffer (1882–1944)
- Jum. / Jumelle – Henri Lucien Jumelle (1866–1935)
- Junge – Paul Junge (1881–1919)
- Jungh. – Franz Wilhelm Junghuhn (1809–1864)
- Junius – Hadrianus Junius (1511–1575)
- Jur. – Jakob Juratzka (1821–1878)
- Jury – Stephen Leonard Jury (1949– )
- Juss. – Antoine Laurent de Jussieu (1748–1836)
- Just – Leopold Just (1841–1891)
- Juz. – Sergei Vasiljevitj Juzepczuk (1893–1959)

## K
- K.A.Sheph. – Kelly Anne Shepherd (1970– )
- K.D.Hill – Kenneth D. Hill (1948–2010)
- K.D.Koenig – Karl Dietrich Eberhard König (1774–1851)
- K.F.Schimp. – Karl Friedrich Schimper (1803–1867)
- K.G.Hagen – Karl (Carl) Gottfried Hagen (1749–1829)
- K.Hoffm. – Käthe Hoffmann (1883–1931)
- K.Holm – Kerstin Holm (1924– )
- K.I.Chr. – Knud Ib Christensen (1955–2012)
- K.I.Goebel – Karl von Goebel (1855–1932)
- K.Koch – Karl Heinrich Koch (1809–1879)
- K.Malý – Karl Franz Josef Malý (1874–1951)
- K.M.Feng – Kuo Mei Feng (1917–2007)
- K.Ohashi – Kazuaki Ohasi (verksam 2007)
- K.P.Steele – Kelly P. Steele (verksam 1981)
- K.Presl / C.Presl – Karel Bořivoj Presl (1794–1852)
- K.Richter – Karl Richter (1855–1891)
- K.Schum. – Karl Moritz Schumann (1851–1904)
- Kaal. – Baard Bastian Larsen Kaalaas (1851–1918)
- Kaastra – Roelof Cornelis Kaastra (1942– )
- Kaempf. – Engelbert Kaempfer (1651–1716)
- Kadota – Yuichi Kadota (1949– )
- Kalchbr. – Károly Kalchbrenner (1807–1886)
- Kalela – Aimo Aarno Antero Kalela (1908–1977)
- Kallenb. – Franz Kallenbach (1893–1944)
- Kalm – Pehr Kalm (1716–1779)
- Kamel – Jiří Josef Camel (1661–1706)
- Kaneh. – Ryôzô Kanehira (1882–1948)
- Kanitz – August (Agoston, Agost) Kanitz (1843–1896)
- Kárpáti – Zoltan Kárpáti (1909–1972)
- Karst. – Gustav Karl Wilhelm Hermann Karsten (1817–1908)
- Katt. – Fred Kattermann (1932– ) (verksam 1983)
- Kauffman – Calvin Henry Kauffman (1869–1931)
- Kearney – Thomas Henry Kearney (1874–1956)
- Keck – Karl Keck (1825–1894)
- Keighery – Gregory John Keighery (1950– )
- Keissl. – Karl von Keissler (1872–1965)
- Kelaart – Edward Frederick Kelaart (1818–1860)
- Kellerm. – William Ashbrook Kellerman (1850–1908)
- Kellogg – Albert Kellogg (1813–1887)
- Kelly – Howard Atwood Kelly (1858–1943)
- Kelsey – Francis Duncan Kelsey (1849–1905)
- Kemmler – Carl Albert Kemmler (1813–1888)
- Kem.-Nath. – Liubov Manucharovna Kemularia-Nathadze (1891–1985)
- Keng – Yi Li Keng (1897–1975)
- Ker Gawl. – John Bellenden Ker Gawler (1764–1842)
- Kerguélen – Michel Françoies-Kerguélen (1928–1999)
- Kern. – Johann Simon von Kerner (1755–1830)
- Kernst. – Ernst Kernstock (1852–1900)
- Kerr – Arthur Francis George Kerr (1877–1942)
- Kers – Lars Erik Kers (1931–2017)
- Kerst. – Otto Kersten (1839–1900)
- Keyserl. – Alexander Keyserling (1815–1891)
- Kharadze – Anna Lukianovna Kharadze (1905–1971) (Ibland stavat Charadze.)
- Kidst. – Robert Kidston (1852–1924)
- Kiew – Ruth Kiew (1946– )
- Kiggel. – Franz Kiggelaer (1648–1722)
- Kihlm. – Alfred Oswald Kihlman (1858–1938)
- Killerm. – Matthias Sebastian Killermann (1870–1956)
- Killias – Eduard Killias (1829–1891)
- Killip – Ellsworth Paine Killip (1890–1968)
- Kimnach – Myron William Kimnach (1922–2018)
- Kindb. – Nils Conrad Kindberg (1832–1910)
- Kindt – Christian Sommer Kindt (1816–1903)
- King – George King (1840–1909)
- Kingdon-Ward – Frank Kingdon-Ward (1885–1958)
- Kippist – Richard Kippist (1812–1882)
- Kirby – Mary Kirby (1817–1893)
- Kirchn. – Emil Otto Oskar von Kirchner (1851–1925)
- Kirk – Thomas Kirk (1828–1898)
- Kirp. – Moisej Eljevitj Kirpitjnikov (1913–1995)
- Kirschl. – Frédéric R. Kirschleger (1804–1869)
- Kirschst. – Wilhelm Kirschstein (1863–1946)
- Kit. – Pál Kitaibel (1757–1817)
- Kitag. – Masao Kitagawa (1910–1995)
- Kitam. – Siro Kutamura (1906–2002)
- Kitt. – Martin Baldwin Kittel (1798–1885)
- Kit Tan – Kit Tan (1953– )
- Kittlitz – Friedrich Heinrich von Kittlitz (1799–1871)
- Kladiwa – Leo Kladiwa (1920–1987)
- Klatt – Friedrich Wilhelm Klatt (1825–1897)
- Kleb. – Heinrich Klebahn (1859–1942)
- Klein – Jakob Theodor Klein (1685–1759)
- Kleokov – Jurij Dmitrievič Kleokov (1902–1942)
- Klett – Gustav Theodor Klett ( –1827)
- Klokov – Michail Vasiljevitj Klokov (1896–1981)
- Klotzsch – Johann Friedrich Klotzsch (1805–1860)
- Knauf – Alfred Adolf Albert Knauf (1876– ) Obs, dubbelgångare
- Knauf – Joseph Friedrich Knauf (1801–1865) (Även Josef) Obs, dubbelgångare
- Knaut – Christian Knaut (1654–1716)
- Knerr – Ellsworth Brownell Knerr (1861–1942)
- Kniep – Karl Johannes Hans Kniep (1881–1930)
- Knight – Joseph Knight (1777?–1855)
- Kniph. – Johann Hieronymus Kniphof (1704–1763)
- Knobl. – Emil Friedrich Knoblauch (1864–1936)
- Knoche – (Edward Louis) Herman Knoche (1870–1945)
- Knoll – Fritz Knoll (1883–1981)
- Knowles – George Beauchamp Knowles (1790–1862)
- Knowlt. – Frank Hall Knowlton (1860–1926)
- Knuth – Paul Knuth (1854–1899)
- Koch – Johann Friedrich Wilhelm Koch (1759–1831)
- Koehne – Emil Bernhard Koehne (1848–1918)
- Kohlm. – Jan Justus Kohlmeyer (1928– )
- Koidz. – Gen'Ichi Koidzumi (1883–1953)
- Kolak. – Alfred Alekseevich Kolakovsky (1906–1997)
- Kole. – Friedrich August (Anton) Rudolf Kolenaty (1813–1864)
- Kom. – Vladimir Leontjevitj Komarov (1869–1945)
- Konrad – Paul Konrad (1877–1948)
- Korhonen – Kari Korhonen (1943– )
- Korica – Bogdan Korica (1918– )
- Korsh. – Sergei Ivanovitsch Korshinsky (1861–1900)
- Korth. – Pieter Willem Korthals (1807–1892)
- Koshk. – Je.N. Koshkelova (verksam 1961)
- Kotl. – František Kotlaba (1927– )
- Kotschy – Theodor Kotschy (1813–1866)
- Kovanda – Miloslav Kovanda (1936– )
- Kraentzl. – Friedrich Wilhelm Ludwig Kraenzlin (1847–1934) (Fritz)
- Krasch. – Ippolit (Hippolit) Michalovich Krascheninnikov (1884–1947)
- Kremp. – August von Krempelhuber (1813–1882)
- Krock. – Anton Johann Krocker (1744–1823)
- Krog – Hildur Krog (1922–2014)
- Krok – Thorgny Ossian Bolivar Napoleon Krok (1834–1921)
- Kromb. – Jean-Henri-Guillaume Krombach (1791–1881)
- Krombh. – Julius Vincenz von Krombholz (1782–1843)
- Kräusel – Richard Oswald Karl Kräusel (1890–1966)
- Kudô – Yôshun Kudô (1887–1932)
- Kuhn – Friedrich Adalbert Maximilian Kuhn (1842–1894)
- Kunth – Carl Sigismund Kunth (1788–1850)
- Kuntze – Carl Ernst Otto Kuntze (1843–1907)
- Kunz – Hans Kunz (1904–1982)
- Kunze – Gustav Kunze (1793–1851)
- Kupper – Walter Kupper (1874–1953)
- Kurr – Johann Gottlob von Kurr (1798–1870)
- Kurtto – Arto Kurtto (1951– )
- Kurtz – Federico Kurtz (1854–1920)
- Kurtzman – Cletus P. Kurtzman (1938– )
- Kurz – Wilhelm Sulpiz Kurz (1834–1878)
- Kurzweil – Hubert Kurzweil (1958– )
- Kusaka – Masao Kusaka (1915– )
- Kusn. – Nicolai Ivanovisz Kusnezov (1864–1932)
- Kuvaev – Vladimir Borisovich Kuvaev (1918–2009)
- Kühner – Robert Kühner (1904–1996)
- Kük. – Georg Kükenthal (1864–1955)
- Künkele – Siegfried Künkele (1931–2004)
- Kürschner – Harald Kürschner (1950– )
- Küster – Ernst Küster (1874–1953)
- Kütz. – Friedrich Traugott Kützing (1807–1893)
- Kylin – Johan Harald Kylin (1879–1949)
- Kölr. – Joseph Gottlieb Koelreuter (1733–1806)
- Körb. – Gustav Wilhelm Körber (1817–1885)
- Körn. – Friedrich August Körnicke (1828–1908)
- Körte – Heinrich Friedrich Franz (Ernst) Körte (1782–1845)

## L
- L. – Carl von Linné (1707–1778)
- L.A.S.Johnson – Lawrence Alexander Sidney Johnson (1925–1997)
- L.Andersson – Bengt Lennart Andersson (1948–2005)
- L.B.Moore – Lucy Beatrice Moore (1906–1987)
- L.B.Smith – Lyman Bradford Smith (1904–1997)
- L.Bolus – Harriet Margaret Louisa Bolus (1877–1970)
- L.C.Beck – Lewis Caleb Beck (1798–1853)
- L.C.Leach – Leslie Charles Leach (1909–1996)
- L.C.Wheeler – Louis Cutter Wheeler (1910–1980)
- L.D.Benson – Layman David Benson (1909–1993)
- L.D.Gómez – Luis Diego Gómez (1944–2009)
- L.D.Pryor – Lindsay Pryor (1915–1998)
- L.E.Mora – Luis Eduardo Mora-Osejo (1931–2004)
- L.f. – Carl von Linné d.y. (1741–1783)
- L.Fuchs – Leonhart Fuchs (1501–1566)
- L.Hauser – Larry Hauser (verksam 1977)
- L.H.Bailey – Liberty Hyde Bailey (1858–1954)
- L.Henry – Louis Henry (1854–1913)
- L.H.Zhou – Li Hua Zhou (1934– )
- L.Holm – Lennart Holm (1921–2012)
- L.K.Fu – Li Kuo Fu (1934– )
- L.M.Ames – Lawrence Marion Ames (1900–1966)
- L.M.Copel. – Lachlan Mackenzie Copeland (1973– )
- L.M.Dufour – Léon Marie Dufour (1862–1942)
- L.M.Perry – Lily May Perry (1895–1992)
- L.M.Vidal – Luis Mariano Vidal (1842–1922)
- L.Marsili – Luigi Marsili (1656–1730)
- L.Martin – Lucille Martin (1925– )
- L.Mathieu – Louis Mathieu (1793–1867)
- L.McCulloch – Lucia McCulloch (1873–1955)
- L.O.Williams – Louis Otho Williams (1908–1991)
- L.Q.Li – Liang Quan Li (1952– )
- L.Thienem. – Ludwig Thienemann (1793–1858)
- L.Vaill. – Léon Vaillant (1834–1914)
- L.X.Dong – Lian Xin Dong (verksam 2008)
- Labill. – Jacques-Julien Houtou de La Billardière (1755–1834)
- Lacaita – Charles Carmichael Lacaita (1853–1933)
- Lacass. – Marcel Lacassagne (verksam 1930)
- Lace – John Henry Lace (1857–1918)
- Ladiges – Pauline Y. Ladiges (1948– )
- Laest. – Lars Levi Læstadius (1800–1861)
- Lag. – Mariano Lagasca y Segura (1776–1839)
- Lagerh. – Gustaf Lagerheim (1860–1926)
- Laguna – Maximo Laguna y Villanueva (1822–1902)
- Lahm – Johann Gottlieb Franz-Xaver Lahm (1811–1888)
- Lahman – Bertha Marion Lahman (1872–1950)
- Laínz – José María Lainz Ribalaygura (1900–1977)
- Lam. – Jean-Baptiste de Lamarck (1744–1829)
- Lamb. – Aylmer Bourke Lambert (1761–1842)
- Lambertye – Léonce de Lambertye (1810–1877)
- Lambinon – Jacques (Ernst Joseph) Lambinon (1936– )
- Lamée – Albert Marie Victor Lamée (1972–1961)
- Lamk. – Jean-Baptiste de Lamarck (1744–1829)
- Lamond – Jenifer M. Lamond (1936– )
- Lancaster – Charles Roy Lancaster (1937– )
- Lander – Nicholas Sean Lander (1948– )
- Landolt – Elias Landolt (1926–2013)
- Landrum – Leslie Roger Landrum (1946– )
- Landsb. – David Landsborough (1779–1854)
- Landt – Jørgen Landt (1751–1804)
- Landwehr – Jacobus Landwehr (1911–1996)
- Lanfr. – Edwin Lanfranco (1946– ) (verksam 1982)
- Láng – Adolph Franz Láng (1795–1863)
- Lange – Johan Martin Christian Lange (1818–1898)
- Langeth. – Christian Eduard Langethal (1806–1878)
- Langsd. – Georg Heinrich von Langsdorff (1774–1852)
- Lanner – Ronald M. Lanner (verksam 1974)
- Lapeyr. – Philippe Picot de Lapeyrouse (1744–1818)
- Larreat. / José – Joseph Dionisio Larreategui (verksam 1795–omkring 1805)
- Lasch – Wilhelm Gottfried Lasch (1787–1863)
- Lat.-Marl. – Joseph Bory Latour-Marliac (1830–1911)
- Latourr. – Marc Antoine Louis Claret de La Tourrette (1729–1793)
- Latz – Peter K. Latz (1941– )
- Lauche – Wilhelm Lauche (1827–1883)
- Lauener – Lucien André (Andrew) Lauener (1918–1991)
- Laughlin – Kendall Laughlin (1890– )
- Laurer – Johann Friedrich Laurer (1798–1873)
- Lauterb. – Karl Lauterbach (1864–1937)
- Lauterborn – Robert Lauterborn (1869–1952)
- Lauth – Thomas Lauth (1758–1826)
- Lauz.-March. – Marguerite Lauzac-Marchal (verksam 1974)
- Lavallée – Pierre Alphonse Martin Lavallée (1836–1884)
- Layens – Georges de Layens (1834–1897)
- Lebeau – Jean Lebeau (verksam 1972)
- Lebert – Hermann Lebert (1813–1878)
- Lebiebici – Erkuter Lebiebici (1939– )
- Lecompte – Marius Lecompte (1902–1973)
- Lecomte – Paul Lecomte (1856–1934)
- Lecoq – Henri Lecoq (1802–1871)
- Ledeb. – Carl Friedrich von Ledebour (1785–1851)
- Leenh. – Pieter Willem Leenhouts (1926–2004)
- Leers – Johann Georg Daniel Leers (1727–1774)
- Lees – Edwin Lees (1800–1887)
- Le Gall – Nicolas Joseph Marie Le Gall (1787–1860)
- Lehm. – Johann Georg Christian Lehmann (1792–1860) Obs! Dubbelgångare
- Lehm. / J.F.Lehm. – Johann Friedrich Lehmann (1781–1831) Obs! Dubbelgångare
- Leichtlin – Maximilian Leichtlin (1831–1910)
- Leidy – Joseph Leidy (1823–1891)
- Lej. – Alexandre Louis Simon Lejeune (1779–1858)
- Le Jol. – Auguste-François Le Jolis (1823–1904)
- Lem. – Charles Lemaire (1801–1871)
- Léman – Dominique Sébastien Léman (1781–1829)
- Le Maout – Emmanuel Le Maout (1799–1877)
- Lemm. – John Gill Lemmon (1832–1908)
- Lemmon – John Gill Lemmon (1832–1908)
- Lemoine – Victor Lemoine (1823–1911)
- Le Monn. – Louis Guillaume Le Monnier (1717–1799)
- Lems – Kornelius Lems (1931–1968)
- Lenné – Peter Joseph Lenné (1789–1866)
- Lenz – Harald Othmar Lenz (1798–1870)
- León – Frère León (1871–1955)
- Leonard – Emery Clarence Leonard (1892–1968)
- Lepech. – Ivan Ivanovich Lepechin (1737–1802)
- Lepr. – François Mathias René Leprieur (1799–1869)
- Le Prévost – Auguste Le Prévost (1787–1859)
- Leroy – André Leroy (1801–1875)
- Lesch. – Jean Baptiste Leschenault de la Tour (1773–1826)
- Leske – Nathanael Gottfried Leske (1751–1786)
- Less. – Christian Friedrich Lessing (1809–1862)
- Letell. – Jean Baptiste Letellier (1817–1898)
- Leuck. – Karl Georg Friedrich Rudolf Leuckart (1823–1898)
- Leuenb. – Beat Ernst Leuenberger (1948–2010)
- Leunis – Johannes Leunis (1802–1873)
- Lév. – Joseph-Henri Léveillé (1796–1870)
- Levyns – Margaret Rutherford Bryan Levyns (1890–1975)
- Lge. – Johan Lange (1818–1898)
- L'Hér. – Charles Louis L'Héritier de Brutelle (1746–1800)
- L'Herm. – Ferdinand Joseph L'Herminier (1802–1866)
- Liais – Emmanuel Liais (1826–1900)
- Lib. – Marie Anne Libert (1782–1865)
- Licht. – Martin Heinrich Karl von Lichtenstein (1780–1857)
- Liebl. – Franz Kaspar Lieblein (1744–1810)
- Liebm. – Frederik Michael Liebmann (1813–1856)
- Lightf. – John Lightfoot (1735–1788)
- Lign. – Elie Antoine Octave Lignier (1855–1916)
- Lilj. – Samuel Liljeblad (1761–1815)
- Lilja – Nils Lilja (1808–1870)
- Liljef. – Alf W. Liljefors (1904–1976)
- Limpr. – Karl Gustav Limpricht (1834–1902)
- Lindau – Gustav Lindau (1866–1923)
- Lindb. – Sextus Otto Lindberg (1835–1889)
- Linden – Jean Jules Linden (1817–1898)
- Lindenb. – Johann Bernhard Wilhelm Lindenberg (1781–1851)
- Lindl. – John Lindley (1799–1865)
- Lindm. – Carl Lindman (1856–1928)
- Linds. – William Lauder Lindsay (1829–1830)
- Ling – Yong Yuan Ling (1903–1981)
- Link – Heinrich Friedrich Link (1767–1851)
- Linsbauer – Karl Linsbauer (1872–1934)
- Linton – William James Linton (1812–1897)
- Liou – Tcheng Ngo Liou (1898–1975)
- Lippold – Hans Lippold (1932–1980)
- Liro – Johan Ivar Liro (1872–1943)
- List – Friedrich Ludwig List (verksam 1828–1837)
- Litard. – René Verriet de Litardière (1888–1957)
- Litsch. – Viktor Litschauer (1879–1939)
- Little – Elbert Luther Little (1907–2004)
- Lobel – Mathias de Lobel (1538–1616)
- Locq. – Marcel Locquin (1922–2009)
- Lodd. – Conrad Loddiges (1738–1826)
- Loefl. – Pehr Löfling (1729–1756)
- Loes. – Ludwig Eduard Loesener (1865–1941)
- Loeske – Leopold Loeske (1865–1935)
- Loher – August Loher (1874–1930)
- Loidi – Javier José Loidi (1953– )
- Loisel. – Jean Loiseleur-Deslongchamps (1774–1849)
- Lojac. – Michele Lojacono-Pojero (1853–1919)
- Lombardi – Julio Antonio Lombardi (1961– )
- Longyear – Burton Orange Longyear (1868–1969)
- Loock – E.E.M. Loock (1905–1973)
- Looser – Gualterio Looser (1898–1982)
- Loosjes – Adriaan Loosjes (1761–1818)
- Lorch – Wilhelm Lorch (1867–1954)
- Lord – Ernest E. Lord (1899–1970)
- Lorence – David H. Lorence (1946– )
- Lorentz – Paul Günther Lorentz (1835–1881)
- Loschnigg – Vilim Loschnigg (1897– )
- Loud. / Loudon – John Claudius Loudon (1783–1843)
- Lour. – João de Loureiro (1717–1791)
- Lourteig – Alicia Lourteig (1913–2003)
- Lowe – Richard Thomas Lowe (1802–1874)
- Lowrie – Allen Lowrie (1948– )
- Lowry – Porter Prescott Lowry (1956– )
- Lozano – Gustavo Lozano-Contreras (1938–2000)
- Ludw. – Christian Gottlieb Ludwig (1709–1773)
- Luerss. – Christian Luerssen (1843–1916)
- Lumbsch – Helge Thorsten Lumbsch (1964– )
- Lumley – Peter Francis Lumley (1938– )
- Lund. – Seth Lundell (1892–1966)
- Lundell – Cyrus Longworth Lundell (1907–1994)
- Lunell – Joël Lunell (1881–1920)
- Lutken – Christian Frederik Lütken (1827–1901)
- Lutz – Berta Maria Júlia Lutz (1894–1976)
- Luxf. – George Luxford (1807–1854)
- Lynch – Richard Irwin Lynch (1850–1924)
- Lüth – Michael Lüth (1955– ) (verksam 2002)
- Lütjeh. – Wilhelm Jan Lütjeharms (1907–1983)
- Lüthy – Jonas Martin Lüthy (1953– ) (verksam 1987)
- Lönnrot – Elias Lönnrot (1802–1884)
- Lönnr. – Knut Lönnroth (1826–1885)

## M
- M.A.Curtis – Moses Ashley Curtis (1808–1872)
- M.A.Lawson – Marmaduke Alexander Lawson (1840–1896)
- M.Angelis – Moritz von Angelis (1805–1894)
- MB./ M.Bieb. / Bieb. – Friedrich August Marschall von Bieberstein (1768–1826)
- M.Bernai – Mercè Bernai (1959– )
- M.C.E.Amaral – Maria do Carmo Estanislau do Amaral (verksam 1991)
- M.G.Harr. – M. G. Harrington (verksam 2010)
- M.E.Bradshaw – Margaret Elizabeth Bradshaw (1926– )
- M.Hiroe – Minosuke Hiroe (1914– )
- M.Kuzmina – M. L. Kuzmina (verksam 1996)
- M.Lainz – Manuel Lainz (1923– )
- M.L.Bowerman – Mary Leolin Bowerman (1908–2005)
- M.Lepší – Martin Lepší (1977– )
- M.L.Grant – Martin Lawrence Grant (1907–1968)
- M.L.Green – Mary Letitia Green (1886–1978)
- M.L.Rodr. – María Luisa Rodríguez Hernández (verksam 2005)
- M.L.Zhang – Ming Li Zhang (1959–2017)
- M.M.Ivanova – M.M. Ivanova (verksam 1965)
- M.M.Moser – Meinhard Moser (1924–2002)
- M.Martens – Martin Martens (1797–1863)
- M.O.Dillon – Michael O. Dillon (1947– )
- M.P.Christ. – Mads Peter Christiansen (1889–1975)
- M.Proctor – Michaêl Charles Faraday Proctor (1929– )
- M.Roem. – Max Joseph Roemer (1791–1849)
- M.S.Christ. – Mogens Skytte Christiansen (1918–1997)
- M.Schulze – Carl Theodor Maximilian Schulze (1841–1915)
- M.Tamura – Miki Tamura (verksam 2001)
- M.W.Chase – Mark W. Chase (1951– )
- M.Young – Maurice Young (verksam 1872)
- Maas Geest. – Rudolf Arnold Maas Geesteranus (1911–2003)
- MacBryde – Bruce MacBryde (1941– )
- Macfad. – James Macfadyen (1798–1850)
- Mach.-Laur. – Bertha Josepha Machatschki-Laurich (1896–1984)
- Macklot – Heinrich Christian Macklot (1799–1832)
- Macoun – John Macoun (1831–1920)
- Madrigal – Xavier Madrigal-Sanchez (1935– )
- Magnol – Pierre Magnol (1638–1715)
- Magnus – Paul Wilhelm Magnus (1844–1914)
- Maire – René Charles Maire (1878–1949)
- Majumdar – Nimai Chandra Majumdar (1932–2008)
- Mak. / Makino – Tomitarô Makino (1862–1957)
- Makowsky – Alexander Makowsky (1833–1908)
- Malag. – Ramón Peñafort Malagarriga (1904–1990)
- Malaisse – François Malaisse (1934– )
- Malbr. – Alexandre François Malbranche (1818–1888)
- Malinv. – Louis Jules Ernst Malinvaud (1836–1913)
- Malm – Jacob von Malm (1901– )
- Malme – Gustaf Malme (1864–1937)
- Malmgren – Anders Johan Malmgren (1834–1897)
- Mandon – Gilbert Mandon (1799–1866)
- Mangold – Armin Mangold (verksam 2007)
- Mannocci – Mairo Mannocci (verksam 2016)
- Mansf. – Rudolf Mansfeld (1901–1960)
- Manton – Irene Manton (1904–1988)
- Mappus – Marcus Mappus (1666–1736)
- Marais – Wessel Marais (1929–2013)
- Maranta – Bartolomeo Maranta (1500–1571)
- Marbach – Bernhard Marbach (verksam 2000)
- Marcet – Adeodato Francisco Marcet y Poal (1875–1964)
- Marcgr. – Georg Marggraf (1610–1644)
- Marchal – Élie Marchal (1839–1923)
- Marchand – Nestor Léon Marchand (1833–1911)
- Marchant – William James Marchant (1886–1952)
- Marchesi – Eduardo Marchesi (1943– )
- Marchoux – Émile Marchoux (1862–1943)
- Marcy – Randolph Barnes Marcy (1812–1887)
- Margulis – Lynn Margulis (1938–2011)
- Maries – Charles Maries (1851–1902)
- Marion – Antoine Fortuné Marion (1846–1900)
- Markgr. – Friedrich Markgraf (1897–1987)
- Markgr.-Dann. – Ingeborg Markgraf-Dannenberg (1911–1996)
- Marsh. / Marshall – Humphry Marshall (1722–1801)
- Marsili – Giovanni M. Marsili (1727–1794)
- Mart. – Carl Friedrich Philipp von Martius (1794–1868)
- Mart.-Azorín – Mario Martínez-Azorín (1979– )
- Mart.Crov. – Raúl Martínez Crovetto (1921–1988)
- Martelli – Ugolino Martelli (1860–1934)
- Martensen – Hans Oluf Martensen (1928–2017)
- Mart.Flores – Fernando Martínez Flores (1979– )
- Martín Bol. – Manuel Martín Bolaños (1897–omkring 1970)
- Martín-Bravo – Santiago Martín-Bravo (1980– )
- Martinelli – Gustavo Martinelli (1954– )
- Martinet – Jean Baptiste Henri Martinet (1840– )
- Martínez – Maximino Martínez (1888–1964)
- Martini – Alessandro Martini (1934–2011)
- Martinoli – Giuseppe Martinoli (1911–1970)
- Martinov – Ivan Ivanovitj Martinov (1771–1833)
- Martinovský – Jan Otakar Martinovský (1903–1980)
- Martins – Charles Frédéric Martins (1806–1889)
- Mart.-Laborde – Juan Batista Martínez-Laborde (1955– )
- Mart.Mart. – M. Martínez Martínez (1907–1936)
- Martos – Florent Martos (verksam 2015)
- Mart.Parras – José María Martinez Parras (1953– )
- Martrin-Donos – Julien Victor de Martrin-Donos (1800–1870)
- Mart.Schmid – Martin Schmid (1969–2002)
- Martyn – Thomas M. Martyn (1736–1825)
- Marxm. – Helga Marxmüller (1936– )
- Marzell – Heinrich Marzell (1885–1970)
- Masam. – Genkei Masamune (1899–1993)
- Masinde – Patrick Siro Masinde (verksam 1993)
- Maslin – Bruce R. Maslin (1946– )
- Massart – Jean Massart (1865–1925)
- Massee – George Edward Massee (1850–1917)
- Masson – Francis Masson (1741–1805)
- Mast. – Maxwell Tylden Masters (1833–1907)
- Mateos – Marco A. Mateos (verksam 2006)
- Mathieu – Charles Marie Joseph Mathieu (1791–1873)
- Maton – William George Maton (1774–1835)
- Matsson – Lars Peter Reinhold Matsson (1870–1938)
- Matsum. – Jinzô Matsumura (1856–1928)
- Matt. – Heinrich Gottfried von Mattuschka (1734–1779)
- Mattei – Giovanni Ettore Mattei (1865–1943)
- Mattf. – Johannes Mattfeld (1895–1951)
- Mattick – Fritz Mattick (1901–1984)
- Mattioli – Pietro Andrea Mattioli (1501–1577)
- Mattir. – Oreste Mattirolo (1856–1947)
- Matuda – Eizi Matuda (1894–1978)
- Maubl. – André Maublanc (1880–1958)
- Maupas – Émile Maupas (1842–1916)
- Mauri – Ernesto Mauri (1791–1836)
- Maxim. – Carl Johann Maximowicz (1827–1891)
- Mayr – Heinrich Mayr (1856–1911)
- McAlpine – Daniel McAlpine (1849–1932)
- McKinney – Harold Hall McKinney (1889– )
- McNabb – Robert Francis Ross McNabb (1934–1972)
- McVaugh – Rogers McVaugh (1909–2009)
- Med. – Friedrich Casimir Medicus (1736–1808)
- Medik. – Friedrich Kasimir Medikus (1736–1808)
- Medw. – Jakov Sergejevitj Medvedev (1847–1923)
- Meigen – Johann Wilhelm Meigen (1764–1845)
- Meikle – Robert Desmond Meikle (1923– )
- Meinsh. – Karl Friedrich Meinshausen (1819–1899)
- Melderis – Aleksandre Melderis (1909–1986)
- Melville – Ronald Melville (1903–1985)
- Melvin – Lionel Melvin (verksam 1956)
- Mendel – Gregor Mendel (1822–1884)
- Mendonça – Francisco de Ascensão Mendonça (1889–1982)
- Mend.-Heuer – Ilse R. Mendoza-Heuer (1919–2013)
- Menegh. – Giuseppe Meneghini (1811–1889)
- Menemen – Yusuf Menemen (verksam 2000)
- Menezes – Carlos Azevedo de Menezes (1863–1928)
- Menge – Franz Anton Menge (1808–1880)
- Menitsky – Jurij Leonardovitj Menitskij (1937–2001)
- Mennega – Alberta Maria Wilhelmina Mennega (1912–2009)
- Mentz – August Mentz (1867–1944)
- Menyh. – László Menyhárth (1849–1897)
- Menzel – Paul Julius Menzel (1864–1927)
- Menzies – Archibald Menzies (1754–1842)
- Mérat – François Victor Mérat de Vaumartoise (1780–1851)
- Mereschk. – Konstantin Mereshkovski (1855–1921)
- Merino – Baltasar Merino (1845–1917)
- Merr. – Elmer Drew Merrill (1876–1956)
- Merrem – Blasius Merrem (1761–1824)
- Merriam – Clinton Hart Merriam (1855–1942)
- Mert. – Franz Carl Mertens (1764–1831)
- Merxm. – Hermann Merxmüller (1920–1988)
- Mesnil – Félix Étienne Pierre Mesnil (1868–1938)
- Mett. – Georg Heinrich Mettenius (1823–1866)
- Metzg. – Johann Christian Metzger (1789–1852)
- Mexia – Ynes Enriquetta Julietta Mexia (1870–1938)
- Meyen – Franz Julius Ferdinand Meyen (1804–1840)
- Mez – Carl Christian Mez (1866–1944)
- Michx. – André Michaux (1746–1802)
- Middend. – Alexander Theodor von Middendorff (1815–1894)
- Miehe – Hugo Miehe (1875–1932)
- Miers – John Miers (1789–1879)
- Mig. – Walter Migula (1863–1938)
- Mildbr. – Gottfried Wilhelm Johannes Mildbraed (1879–1954)
- Milde – Carl August Julius Milde (1824–1871)
- Mill. / Miller – Philip Miller (1691–1771)
- Millais – John Guille Millais (1865–1931)
- Millardet – Pierre-Marie-Alexis Millardet (1838–1902)
- Millsp. – Charles Frederick Millspaugh (1854–1923)
- Minod – Marcel Maurice Minod (1887–1939)
- Miq. – Friedrich Anton Wilhelm Miquel (1811–1871)
- Mirb. – Charles-François Brisseau de Mirbel (1776–1854)
- Mitch. – John Mitchell (1711–1768)
- Mitt. – William Mitten (1819–1906)
- Miyabe – Kingo Miyabe (1860–1951)
- Moc. – José Mariano Mociño (1757–1820)
- Moench – Conrad Moench (1744–1805)
- Moestrup – Øjvind Moestrup (1941– )
- Moffett – Rodney Oliver Moffett (1937– )
- Mogensen – Gert Steen Mogensen (1944– )
- Moggr. – John Traherne Moggridge (1842–1874)
- Mohl – Hugo von Mohl (1805–1872)
- Mohlenbr. – Robert H. Mohlenbrock (1931–)
- Molau – Ulf Molau (1949– )
- Molero Mesa – Joaquín Molero Mesa (1952– )
- Mohr – Nicolai Mohr (1742–1790)
- Moldenh. – Johann Jacob Paul Moldenhawer (1766–1827)
- Moldenke – Harold Norman Moldenke (1909–1996)
- Molina – Juan Ignacio Molina (1737–1829)
- Molisch – Hans Molisch (1856–1937)
- Molk. – Julian Hendrik Molkenboer (1816–1854)
- Moldenh. – Johann Jacob Paul Moldenhawer (1766–1827)
- Moldenke – Harold Norman Moldenke (1909–1996)
- Molina – Juan Ignacio Molina (1737–1829)
- Molliard – Marin Molliard (1866–1944)
- Molloy – Brian Peter John Molloy (1930– )
- Molyneux – William Mitchell Molyneux (1935– )
- Momiy. – Yasuichi Momiyama (1904–2000)
- Monnard – Jean Pierre Monnard (1791– )
- Monod – Théodore Monod (1902–2000)
- Mont. – Jean Pierre François Camille Montagne (1784–1866)
- Montgom. – Frederick Howard Montgomery (1902– 1978)
- Montin – Lars Jonasson Montin (1723–1785)
- Montrouz. – Jean Xavier Hyacinthe Montrouzier (1820–1897)
- Moon – Alexander Moon ( –1825)
- Moore – David Moore (1808–1879)
- Moq. – Christian Horace Bénédict Alfred Moquin-Tandon (1804–1863)
- Morales – Sebastiàn Alfredo de Morales (1823–1900)
- Moran – Reid Venable Moran (1916–2010)
- Morat – Philippe Morat (1937– )
- More – Alexander Goodman More (1830–1895)
- Morelet – Pierre Marie Arthur Morelet (1809–1892)
- Moretti – Giuseppi L. Moretti (1782–1853)
- Morgan – Andrew Price Morgan (1836–1907)
- Moric. – Stefano Moricand (1779–1854)
- Morillo – Gilberto N. Morillo (1944– )
- Moris – Giuseppe Giacinto Moris (1796–1869)
- Morison – Robert Morison (1620–1683)
- Moritz – Johann Wilhelm Karl Moritz (1797–1866)
- Moritzi – Alexandre Moritzi (1806–1850)
- Morley – Thomas Morley (1917–2002)
- Morong – Thomas Morong (1827–1894)
- Morris – John Morris (1810–1886)
- Morrison – Alexander Morrison (1849–1913)
- Morrone – Osvaldo Morrone (1957–2011)
- Morton – Julius Sterling Morton (1832–1902)
- Moss – Charles Edward Moss (1870–1930)
- Mosyakin – Sergej Leonoidovich Mosyakin (1961– )
- Motley – James Motley (1822–1859)
- Mottet – Séraphin Joseph Mottet (1861–1930)
- Motyka – Józef Motyka (1900–1984)
- Moug. – Jean-Baptiste Mougeot (1776–1858)
- Mouill. – Pierre Mouillefert (1845–1903)
- Mouterde – Paul Mouterde (1892–1972)
- Münchh. – Otto von Münchhausen (1716–1774)
- Muhl. – Henry Ernest Muhlenberg (1753–1815)
- Muñoz Garm. – José Felix Muños Garmendia (1949– )
- Munz – Philip Alexander Munz (1892–1974)
- Murashk. – K.E. Murasjkinskij (Verksam 1924)
- Murata – Gen Murata (1927– )
- Murb. – Svante Samuel Murbeck (1859–1946)
- Murr. / Murray – Johan Andreas Murray (1740–1791)
- Murrill – William Alphonso Murrill (1869–1957)
- Murti – S.K.Murti (1943– )
- Muss.Puschk. – Apollos Mussin-Pusjkin (1760–1805) (= Puschkin)
- Mutel – Pierre Auguste Victor Mutel (1795–1847)
- Müll.Arg. – Johannes Müller Argoviensis (1828–1896)
- Müll.Stuttg. – Carl Müller (1820–1889)
- Münchh. – Otto von Münchhausen (1716–1774)
- Mårtensson – Olle Mårtensson (1915–1995)
- Möhring – Paul Möhring (1710–1792)
- Mönk. – Wilhelm Mönkemeyer (1862–1938)

## N
- N.Busch / Busch – Nikolaj Adolfovitj Busj (1869–1941)
- N.Chao – Neng Chao (1931– )
- N.Coleman – Nathan Coleman (1825–1887)
- N.E.Br. – Nicholas Edward Brown (1849–1934)
- N.E.Gray – Netta Elizabeth Gray (1913–1970)
- N.E.Hansen – Niels Ebbesen Hansen (1866–1950)
- N.H.F.Desp. – Narcisse Henri François Desportes (1776–1856)
- N.J.Andersson – Nils Johan Andersson (1821–1880)
- N.Terracc. – Nicola Terracciano (1837–1921)
- Naczi – Robert Francis Cox Naczi (1963– )
- Nábělek – František Nábělek (1884–1965)
- Nadeaud – Jean Nadeaud (1834–1898)
- Nadson – Georgii Nadson (1867–1939)
- Nagarkar – Madhav Balkrishna Nagarkar (1951– )
- Nakai – Takenoshin Nakai (1882–1952) (Även Takenosin Nakai)
- Nakaj. – Tokuichiro Nakajima (1910– )
- Nakata – Kakugoro Nakata (1886–1939)
- Nannf. – John Axel Nannfeldt (1904–1985)
- Nash – George Valentine Nash (1864–1921)
- Nath. – Theophilus Erdmann Nathhorst (verksam 1756)
- Naudin – Charles Victor Naudin (1815–1899)
- Neck. – Noël Martin Joseph de Necker (1730–1793)
- Née – Luis Née (1734–1807)
- Nees – Christian Gottfried Daniel Nees von Esenbeck (1776–1858)
- Neger – Franz Wilhelm Neger (1868–1923)
- Negrean – Gavril Aurel Negrean (1932– )
- Nehrl. – Henry Nehrling (1853–1929)
- Neill – Patrick Neill (1776–1851)
- Neilr. – August Neilreich (1803–1871)
- Nel – Gert Cornelius Nel (1885–1950)
- Nelmes – Ernest Nelmes (1895–1959)
- Nelson – David Nelson (omkring 1740–1789)
- Nemoto – Kwanji Nemoto (1860–1936)
- Nendtv. – Károly Nendtvich (1811–1892)
- Nerz – Joachim Nerz (verksam 1994)
- Ness – Helge Ness (1861–1928)
- Nestl. – Chrétien Géofroy Nestler (1778–1832)
- Neubert – Wilhelm Neubert (1808–1905)
- Neuhoff – Walther Neuhoff (1891–1971)
- Neuman – Leopold Martin Neuman (1852–1922)
- Neveu-Lem. – Maurice Neveu-Lemaire (1872–1951)
- Newb. – John Strong Newberry (1822–1892)
- Newman – Edmond Newman (1801–1876)
- Neygenf. – Friedrich Wilhelm Neygenfind (verksam 1821)
- Nevski – Sergej Arsenjevitj Nevskij (1908–1938)
- Niemelä – Tuomo Niemelä (1940– )
- Nieuw. – Julius Arthur Nieuwland (1878–1936)
- Niessl – Gustav Niessl von Mayendorf (1839–1919)
- Nieto Fel. – Gonzalo Nieto Feliner (1958– )
- Nikol. – T.L. Nikolajeva (verksam 1933)
- Nissole – Guillaume Nissole (1647–1735)
- Nitzsch – Christian Ludwig Nitzsch (1782–1837)
- Nixon – Kevin Clark Nixon (1953– )
- Nolte – Ernst Ferdinand Nolte (1791–1875)
- Nord. – Sten Roland Nordenstam (1892–1981)
- Nordh – Rolf Nordhagen (1894–1979)
- Nordm. – Alexander von Nordmann (1803–1866)
- Nordst. – Carl Fredrik Otto Nordstedt (1838–1924)
- Norl. – Nils Tycho Norlindh (1906–1995)
- Norman – Johannes Musæus Norman (1823–1903)
- Normand – Didier Normand (1908–2002)
- Noordel. – Machiel Evert Noordeloos (1949– )
- Noulet – Jean Baptiste Noulet (1802–1890)
- Nuet – Josep Nuet i Badia (1946– )
- Nutt. – Thomas Nuttall (1786–1859)
- N.V.Vlassova – N.V. Vlassova (1953– )
- Nyár. – Erasmus Iuliu Nyárády (1881–1966)
- Nyl. – William Nylander (1822–1899)
- Nym. / Nyman – Carl Fredrik Nyman (1820–1893)
- Nägeli – Karl Wilhelm von Nägeli (1817–1891)

## O
- O.Berg – Otto Karl Berg (1815–1866)
- O.Bolòs – Oriol de Bolòs (1924–2007)
- O.Bordères – Odette Bordères-Rey (verksam 1939–1968) (= Bordères)
- O.C.Dahl – Ove Christian Dahl (1862–1940)
- O.C.Schmidt – Otto Christian Schmidt (1900–1951)
- O.E. & E.F.Warb. – Oscar Emanuel Warburg och Edmund Frederic Warburg
- O.E.Schulz – Otto Eugen Schulz (1874–1936)
- O.F.Müll. – Otto Friedrich Müller (1730–1784)
- O.Fedtsch. – Olga Alexandrowna Fedtschenko (1845–1921)
- O.Gruss – Olaf Gruss (1948– )
- O.R.Fr. – Oscar Robert Fries (1840–1908)
- O.Schmidt – Oswald Schmidt (1907– ) (Även Oswald Hermann Wilhelm)
- O.Schwarz – Otto Karl Anton Schwarz (1900–1983)
- O.Targ.Tozz. – Ottaviano Targioni Tozzetti (1755–1829)
- Oakes – William Oakes (1799–1848)
- Oberd. – Erich Oberdorfer (1905–2002)
- Oberw. – Franz Oberwinkler (1939–2018)
- Oborny – Adolf Oborny (1840–1924)
- Oeder – Georg Christian Oeder (1728–1791)
- Oefelein – Hans Oefelein (1905–1970)
- Oerst. – Anders Sandøe Ørsted (1816–1872)
- Ohwi – Jisaburo Ohwi (1905–1977)
- Okamura – Kintaro Okamura (1867–1935)
- Oken – Lorenz Oken (1779–1851)
- Oldenl. – Henrik Bernard Oldenland (omkring 1663–1699)
- Oldham – Thomas Oldham (1816–1878)
- Oliv. – Daniel Oliver (1830–1916)
- Olivier – Guillaume-Antoine Olivier (1756–1814)
- Olney – Stephen Thayer Olney (1812–1878)
- Oltm. – Friedrich Oltmanns (1860–1945)
- Opat. – Wilhelm Opatowski (1810–1838)
- Opiz – Philipp (Filip Max) Maximilian Opiz (1787–1858)
- Orph. – Theodhoros Georgios Orphanides (1817–1886)
- Orr – Matthew Young Orr (?1883–1953)
- Ort. / Ortega – Casimiro Gómez Ortega (1740–1818)
- Ortmann – Anton Ortmann (1801–1858)
- Osbeck – Pehr Osbeck (1723–1805)
- Ostenf. – Carl Hansen Ostenfeld (1873–1931)
- Otth – Carl Adolf Otth (1803–1839)
- Oudem. – Cornelius Anton Jan Abraham Oudemans (1825–1906)
- Overh. – Lee Oras Overholts (1890–1946)
- Ozanon – H. Charles Ozanon (1835–1909)
- Oxner – Alfred Oxner (1898–1973)

## P
- P.Beauv. – Ambroise Marie François Joseph Palisot de Beauvois (1752–1820)
- P.Bertrand – Paul Bertrand (1879–1944)
- P.Browne – Patrick Browne (1720–1790)
- P.C.DeJong – P.C. DeJong ( – )
- P.C.Silva – Paul Claude Silva (1922–2014)
- P.C.Tam – Pui Cheung Tam (1921– )
- P.D.Orton – Peter D. Orton (1916–2005)
- P.D.Sell – Peter Derek Sell (1929–2013)
- P.Duncan – Peter Martin Duncan (1824–1891)
- P.F.Hunt – Peter Francis Hunt (1936–2013)
- P.Fourn. – Paul Victor Fournier (1877–1964)
- P.H.Oswald – Philip H. Oswald (verksam 2009)
- P.J.Bergius – Peter Jonas Bergius (1730–1790)
- P.J.Braun – Pierre Josef Braun (1959–2013 )
- P.Karst. – Petter Adolf Karsten (1834–1917)
- P.Koutecký – Petr Koutecký (verksam 2019)
- P.Kumm. – Paul Kummer (1834–1912)
- P.Lepší – Petr Lepší (1981– )
- P.M.D.Martin – Philip Michael Martin Dunlop ( – ) (verksam 1969)
- P.-M.L.Jaeger – Peter-Martin Lind Jaeger (1950– ) (verksam 1986)
- P.Micheli – Pier Antonio Micheli (1679–1737)
- P.Monts. – Pedro Montserrat (1918–2017) (Alternativt namn Pedro Montserrat Recoder)
- P.Royen – Pieter van Royen (1923–2002)
- P.Russell – Patrick Russell (1726–1805)
- P.Sarasin – Paul Benedict Sarasin (1856–1929)
- P.Selby – Prideaux John Selby (1788–1867)
- P.Silva – António Rodrigo Pinto da Silva (1912–1992)
- P.Singh – Paramjit Singh (1958– )
- P.Syd. – Paul Sydow (1851–1925)
- P.W.Ball – Peter William Ball (1932– )
- P.V.Heath – Paul V. Heath (1950– )
- Packard – Alpheus Spring Packard (1839–1905)
- Pacz. – Jósef Konrad Paczoski (1864–1942)
- Palau – Antonio Palau y Verdera (1734–1793)
- Palib. – Ivan Vladimirovitj Palibin (1872–1949)
- Pall. – Peter (Pjotr) Simon von Pallas (1741–1811)
- Palmer – Edward Palmer (1831–1911)
- Pamp. – Renato Pampanini (1875–1949)
- Panareda – Josep M. Panareda (verksam 1986)
- Pančić – Joseph Pančić (1814–1888) Även Josif Pancic
- Pant. – Jószef (Joseph) Pantocsek (1846–1916)
- Pantl. – Robert Pantling (1856–1910)
- Panz. – Georg Wolfgang Franz Panzer (1755–1829)
- Paol. – Giulio Paoletti (1865–1941)
- Papan. – Konstantinos Papanicolaou (1947– )
- Par. / Paris – Jean Édouard Gabriel Narcisse Paris (1827–1911)
- Parl. – Filippo Parlatore (1816–1877)
- Parm. – Antoine Auguste Parmentier (1737–1813)
- Parmasto – Erast Parmasto (1928–2012)
- Parn. – Richard Parnell (1810–1882)
- Parodi – Lorenzo Raimundo Parodi (1895–1966)
- Parry – Charles Christopher Parry (1823–1890)
- Pascher – Adolf (Adolph) A. Pascher (1881–1945)
- Pass. – Giovanni Passerini (1816–1893)
- Passini / Rob.-Pass. – Marie-Françoise Robert-Passini (verksam 1981)
- Pasteur – Louis Pasteur (1822–1895) (Ej att förväxla med zoologen Georges Pasteur, (1930– )
- Pat. – Narcisse Theophile Patouillard (1854–1926)
- Paterson – William Paterson (1755–1810)
- Patraw – Pauline Polly Mead Patraw (1904–2001)
- Patrin – Eugène Louis Melchior Patrin (1742–1815)
- Petrov – Vsevolod Alexeevič Petrov (1896–1955)
- Patschke – Wilhelm Patschke (1888– )
- Pau – Carlos Pau (1857–1937)
- Paulet – Jean Jacques Paulet (1740–1826)
- Pav. – José Antonio Pavón (1754–1844)
- Pavlov – Nikolai Vasilievich Pavlov (1893–1971)
- Pawl. – Bogumił Pawłowski (1898–1971)
- Pax – Ferdinand Albin Pax (1858–1942)
- Paxton – Joseph Paxton (1803–1865)
- Payer – Jean-Baptiste Payer (1818–1860)
- Payson – Edwin Blake Payson (1893–1927)
- Pazout – František Pažout (1909–1975)
- Pearse – Arthur Sperry Pearse (1877–1956)
- Pease – Arthur Stanley Pease (1881–1964)
- Peattie – Donald Culross Peattie (1898–1964)
- Peck – Charles Horton Peck (1833–1917)
- Peebles – Robert Hibbs Peebles (1900–1955)
- Pegler – David Norman Pegler (1938– )
- Pennant – Thomas Pennant (1726–1798)
- Pellegr. – François Pellegrin (1881–1965) (Ej att förväxla med zoologen Jacques Pellegrin, 1873–1944)
- Pelletan – Jules Pelletan (1833–1892)
- Penas – Angel Penas (1948– )
- Pennell – Francis Whittier Pennell (1886–1952)
- Pénzes – Antal Pénzes (1895–1984)
- Penzl – Eduard Penzl (1808–1879)
- Pérard – Alexandre Jules César Pérard (1834–1887)
- Pérez de la Rosa – Jorge A. Pérez de la Rosa (1955– )
- Perleb – Karl Julius Perleb (1794–1845)
- Perrault – Claude Perrault (1613–1688)
- Pers. – Christiaan Hendrik Persoon (1761–1836)
- Peschkova – Galina A Peschkova (1930– )
- Petch – Thomas Petch (1870–1948)
- Peter – Albert Peter (1853–1937)
- Peterm. – Wilhelm Ludwig Petermann (1806–1855)
- Petitm. – Marcel Georges Charles Petitmengin (1881–1908)
- Petr. – Franz Petrak (1886–1973)
- Pfeff. – Wilhelm Friedrich Philipp Pfeffer (1845–1920)
- Pfeiff. – Ludwig Pfeiffer (1805–1877)
- Pfitzer – Ernst Hugo Heinrich Pfitzer (1846–1906)
- Phil. – Rodolfo Amando Philippi (1808–1904)
- Phipps – Constantine Phipps, 2:e baron Mulgrave (1744–1792)
- Pic.Serm. – Rodolfo Emilio Giuseppe Pichi Sermolli (1912–2005)
- Pickett – Fermen Layton Pickett (1881–1940)
- Pierce – John Hwett Pierce (1912– )
- Pilát – Albert Pilát (1903–1974)
- Pilg. – Robert Knud Friedrich Pilger (1876–1953)
- Pillans – Neville Stuart Pillans (1884–1964)
- Piotr. – Kazimierz Piotrowski (1876–1897)
- Piper – Charles Vancouver Piper (1867–1926)
- Piroz. – Kris A. Pirozynski (verksam 1962)
- Planch. – Jules Émile Planchon (1823–1888)
- Plenck – Joseph Jacob von Plenck (1738–1807)
- Plowr. – Charles Bagge Plowright (1849–1910)
- Plum. – Charles Plumier (1646–1704)
- Poche – Franz Poche (1879–1945)
- Podlech – Dieter Podlech (1931– )
- Podp. – Josef Podpĕra (1878–1954)
- Poech – Josef Poech (1816–1846) (= Alois Poech)
- Poepp. – Eduard Friedrich Poeppig (1798–1868)
- Poggenb. – Justus Ferdinand Poggenburg (1840–1893)
- Pohl – Johann Baptist Emanuel Pohl (1782–1834)
- Poir. – Jean Louis Marie Poiret (1755–1834)
- Poiss. – Henri Louis Poisson (1877–1963)
- Poit. – Pierre Antoine Poiteau (1766–1854)
- Poivre – Pierre Poivre (1719–1786)
- Pojark. – Antonina Ivanovna Pojarkova (1897–1980)
- Pollard – Charles Louis Pollard (1872–1945)
- Pollini – Ciro (Cyrus) Pollini (1782–1833)
- Pollock – James Barklay Pollock (1863–1934)
- Polozhij – Antonina Vasilievna Polozhij (1917–2003)
- Pomel – Auguste Nicolas Pomel (1821–1898)
- Pomerl. – René Pomerleau (1904–1993)
- Porcius – Florian Porcius (1816–1907)
- Porter – Thomas Conrad Porter (1822–1901)
- Pourr. / Pourret – Pierre André Pourret de Figeac (1754–1818)
- Posp. – Eduard Pospichal (1838–1905)
- Pouzar – Zdeněk Pouzar (1932– )
- Prain – David Prain (1857–1944)
- Preble – Edward Alexander Preble (1871–1957)
- Pridgeon – Alec Melton Pridgeon (1949– )
- Prill. – Edouard Ernest Prillieux (1829–1915)
- Pringsh. – Nathanael Pringsheim (1823–1894)
- Pritz. – Georg August Pritzel (1815–1874)
- Prosk. – Johannes Max Proskauer (1923–1970)
- Prov. – Léon Provancher (1820–1892)
- Prowazek – Stanislaus von Prowazek (1875–1915)
- Pugsley – Herbert William Pugsley (1868–1947)
- Purdy – Carlton Elmer Purdy (1861–1945)
- Purk. – Emanuel Ritter von Purkyně (1832–1882)
- Pursh – Frederick Traugott Pursh (1774–1820)
- Puschkin – Apollos Mussin-Pusjin (1760–1805) (= Muss.Puschk.)
- Puttemans – Arsène Puttemans (1873–1937)
- Pynaert – Édouard-Christophe Pynaert (1835–1900)

## Q
- Q.F.Zheng – Qing Fang Zheng
- Q.Z.Dong – Quan Zhong Dong
- Quehl – Leopold Quehl (1849–1922)
- Quél. – Lucien Quélet (1832–1899)
- Quézel – Pierre Ambrunaz Quézel (1926–2015)

## R
- R.Br. – Robert Brown (1773–1858)
- R.Br.bis – Robert Brown (1820–1906)
- R.Br.ter – Robert Brown (1842–1895)
- R.C.Foster / R.Foster – Robert Crichton Foster (1904–1986)
- R.C.Starr – Richard Cawthorn Starr (1924–1998)
- R.E.Fr. – Robert Elias Fries (1876–1966)
- R.E.Regel – Robert Regel (1867–1920)
- R.E.Schult. – Richard Evans Schultes (1915–2001)
- R.Escobar – Rodrigo Escobar (1935–2009)
- R.Fern. – Rosette Mercedes Saraiva Batarda Fernandes (1916–2005)
- R.Foster / R.C.Foster – Robert Crichton Foster (1904–1986)
- R.Gonzalo – Raúl Gonzalo (1980– )
- R.Hedw. – Romanus Adolf Hedwig (1772–1806)
- R.Heim – Roger Heim (1900–1979)
- R.Hogg – Robert Hogg (1818–1897)
- R.H.Petersen – Ronald H. Petersen (1934– )
- R.H.Schomb. – Robert Hermann Schomburgk (1804–1865)
- R.J.Moore – Raymond John Moore (1916–1988)
- R.Keller – Robert Keller (1854–1939)
- R.K.Jansen – Robert K. Jansen (1954– )
- R.Knuth – Reinhard Gustav Paul Knuth (1874–1957)
- R.Lesson – René Primevère Lesson (1794–1849)
- R.M.Bateman – Richard M. Bateman (verksam 1983)
- R.M.Harper – Roland McMillan Harper (1878–1966)
- R.M.Johnst. – Robert Mackenzie Johnston (1844–1918)
- R.M.King – Robert Merill King (1930–2007)
- R.M.Patrick – Ruth Patrick (1907–2013)
- R.R.Gates – Reginald Ruggles Gates (1882–1962)
- R.R.Stewart – Ralph Randles Stewart (1890–1993)
- R.T.Clausen – Robert Theodore Clausen (1911–1981)
- R.Trimen – Roland Trimen (1840–1916)
- R.Uechtr. – Rudolf Karl Friedrich von Uechtritz (1838–1886)
- R.Wilczek – Rudolf Wilczek (1903–1984)
- Rabenh. – Gottlob Ludwig Rabenhorst (1806–1881)
- Racib. – Marjan Raciborski (1863–1917)
- Racov. – Andrei Racovitza (1911– )
- Radde – Gustav Radde (1831–1903)
- Raddi – Giuseppe Raddi (1770–1829)
- Raderm. – Jacob Cornelis Matthieu Radermacher (1741–1783)
- Radford – Albert Ernest Radford (1918–2006)
- Radius – Justus Wilhelm Martin Radius (1797–1884)
- Radlk. – Ludwig Radlkofer (1829–1927)
- Raf. / Rafin. – Constantine Samuel Rafinesque (1783–1840)
- Raffles – Thomas Stamford Raffles (1781–1826)
- Rafin. / Raf. – Constantine Samuel Rafinesque (1783–1840)
- Rafn – Carl Gottlob Rafn (1769–1808)
- Raithelh. – Jörg Raithelhuber (verksam 1969)
- Ramond – Louis Ramond de Carbonnières (1755–1827)
- Rambold – Gerhard Rambold (1956– )
- Ramsb. – John Ramsbottom (1885–1974)
- Raoul – Étienne Fiacre Louis Raoul (1815–1852)
- Rapalcs – Raymond Rapalcs (1885–1953)
- Rapin – Daniel Rapin (1799–1882)
- Raunk. – Christen Christiansen Raunkiaer (1860–1938)
- Raup – Hugh Miller Raup (1901– )
- Rausch – Walter Rausch (1928– )
- Rauwolff – Leonhart Rauwolf (1535–1596)
- Ray – John Ray (1627–1705)
- Raynaud / C.Raynaud – Christian Raynaud (1939–1993)
- Rchb. – Heinrich Gottlieb Ludwig Reichenbach (1793–1879)
- Rchb.f. – Heinrich Gustav Reichenbach (1824–1889)
- Rebent. – Johann Friedrich Rebentisch (1772–1810)
- Rech. – Karl Rechinger (1867–1952)
- Rech.f. – Karl Heinz Rechinger (1906–1998)
- Redinger – Karl Martin Redinger (1907–1940)
- Rees – Abraham Rees (1743–1825)
- Regel – Eduard August von Regel (1815–1892)
- Rehder / Rehd. – Alfred Rehder (1863–1949)
- Rehm – Heinrich Rehm (1828–1916)
- Rehmann – Anton Rehmann (1840–1917)
- Reichard – Johann Jacob Reichard (1743–1782)
- Reichardt – Heinrich Wilhelm Reichardt (1835–1885)
- Reiche – Karl Friedrich Reiche (1860–1929)
- Reichert – Israel G. Reichert (1889–1975)
- Reichst. – Tadeus Reichstein (1897–1996)
- Reinke – Johannes Reinke (1849–1931)
- Reinsch – Paul Friedrich Reinsch (1836–1914)
- Reinw. – Kaspar Georg Karl Reinwardt (1773–1854)
- Reis – Otto Maria Reis (1862–1934)
- Renaug – Bernard Renauld (1750–1835)
- Req. – Esprit Requien (1788–1851)
- Retz. – Anders Jahan Retzius (1742–1821)
- Reut. – Georges François Reuter (1805–1872)
- Reveal – James Lauritz Reveal (1941–2015)
- Reyger – Jan Gotfryd Reyger (1704–1788)
- Ricci – Angelo Maria Ricci (1777–1850) Obs, dubbelgångare
- Ricci – Marchese Riccardo (1844–1914) Obs, dubbelgångare
- Rich. – Louis Claude Marie Richard (1754–1821)
- Rich.Bell. – Pierre Richer de Belleval (1564–1632)
- Richardson – John Richardson (1787–1865)
- Richt. – Hermann Eberhard Friedrich Richter (1808–1876)
- Rick. – Adalbert Ricken (1851–1921)
- Riddell – John Leonard Riddell (1807–1865)
- Ridl. – Henry Nicholas Ridley (1855–1956)
- Risso – Joseph Antoine Risso (1777–1845)
- Rivas Mart. – Salvador Rivas Martinez (1935– )
- Rivière – Marie Auguste Rivière (1821–1877)
- Roane – Martha K. Roane (verksam 1988)
- Rob.-Pass. / Passini – Marie-Françoise Robert-Passini (verksam 1981)
- Robatsch – Karl Robatsch (1929–2000)
- Roberge – Michel (Michael) Robert Roberge ( –1864)
- Roberty – Guy Edouard Roberty (1907–1971)
- Rochel – Anton Rochel (1770–1847)
- Rock – Joseph Rock (1884–1962)
- Roem. – Johann Jakob Roemer (1763–1819)
- Roezl – Benedict Roezl (1823–1885)
- Roffavier – Georges Roffavier (1775–1866)
- Rogerson – Clark Thomas Rogerson (1918–2001)
- Rogow. – Athanasi Semenovich Rogowicz (1812–1878)
- Rohde – Michael Rohde (1782–1812)
- Rohlena – Josef (Joseph) Rohlena (1874–1944)
- Rohlfs – Gerhard Rohlfs (1831–1896)
- Rohr – Julius von Röhr (1737–1793)
- Rohrb. – Paul Rohrbach (1846–1871)
- Rohwer – Jens Gunter Rohwer (1958– )
- Rojas Acosta – Nicolás Rojas Acosta (1873–1947)
- Rouleau – (Joseph Albert) Ernest Rouleau (1916–1991)
- Rolfe – Robert Allen Rolfe (1855–1921)
- Rol.-Goss. – Robert Roland-Gosselin (1854–1925)
- Rolland – Leon Louis Rolland (1841–1912)
- Rollins – Reed Clark Rollins (1911–1998)
- Romagn. – Henri Romagnesi (1912–1999)
- Romans – Bernard Romans (1720–1784)
- Romell – Lars Gunnar Torgny Romell (1891–1981)
- Romeo Garcia – Ana Teresa Romeo Garcia (1957– )
- Romo – Angel Maria Romo (1995– )
- Ronse Decr. – Louis-Philippe Ronse Decraene (1962– )
- Roques – Joseph Roques (1772–1850)
- Roscoe – William Roscoe (1753–1831)
- Rose – Joseph Nelson Rose (1862–1928)
- Rostk. – Friedrich Wilhelm Rostkovius (1770–1848)
- Rostr. – Emil Rostrup (1831–1907)
- Roth – Albrecht Wilhelm Roth (1757–1834)
- Roth./ Rothm. – Werner Hugo Paul Rothmaler (1908–1962)
- Rottler – Johan Peter Rottler (1749–1836)
- Rouleau – Joseph Albert Ernest Rouleau (1916–1991)
- Roum. – Casimir Roumèguere (1828–1892)
- Rousseau – Jean-Jacques Rousseau (1712–1778)
- Rouy – Georges Rouy (1851–1924)
- Roxb. – William Roxburgh (1751–1815)
- Royen – Adriaan van Royen (1704–1779)
- Royle – John Forbes Royle (1798–1858)
- Roy L.Taylor – Roy Lewis Taylor (1932–2013)
- Rozier – François Rozier (1734–1793)
- Rudolphi – Karl Asmund Rudolphi (1771–1832)
- Ruhland – Wilhelm Otto Eugen Ruhland (1878–1960)
- Ruiz – Hipólito Ruiz López (1754–1815)
- Rumph. – Georg Eberhard Rumphius (1628–1702)
- Rundel – Philip Wilson Rundel (1943– )
- Rune – Olof Rune (1919–2006)
- Runemark – Hans Runemark (1927–2014)
- Rupp – Herman Montague Rucker Rupp (1872–1956)
- Ruppius – Heinrich Bernhard Rupp (1688–1719)
- Rupr. – Franz Josef Ruprecht (1814–1870)
- Rusby – Henry Hurd Rusby (1855–1940)
- Rushforth – Keith. D. Rushforth (verksam 1953)
- Russow – Edmund August Friedrich Russow (1841–1897)
- Rustan – Øyvind H. Rustan (1954– )
- Rutenb. – Diedrich Christian Rutenberg (1851–1878)
- Ruthe – Johannes Friedrich Ruthe (1788–1859)
- Rutherf. – Daniel Rutherford (1749–1819)
- Ruysch – Frederik Ruysch (1638–1731)
- Rydb. – Per Axel Rydberg (1860–1931)
- Rye – Barbara Lynette Rye (1952– )
- Rümpler – Karl Theodor Rümpler (1817–1891)
- Rüppell – Wilhelm Peter Eduard Simon Rüppell (1794–1884)
- Ryvarden – Leif Ryvarden (1935– )
- Rzed. – Jerzy Rzedowski (1926– )
- Röhl. – Johann Christoph Röhling (1757–1813)

## S
- S. & Z. – Philipp Franz von Siebold (1886–1896) och Joseph Gerhard Zuccarini (1777–1848)
- S.Akiyama – Shinobu Akiyama (1957– )
- S.Br. – Stewardson Brown (1867–1921)
- S.Das. – Sitanath Das (verksam 1958)
- S.D.Sundb. – Scott D. Sundberg (1954–2004)
- S.F.Blake – Sidney Fay Blake (1892–1959)
- S.F.Gray – Samuel Frederick Gray (1766–1828)
- S.G.Gmel. – Samuel Gottlieb Gmelin (1744–1774)
- S.G.Harrison – Sydney Gerald Harrison (1924–1988)
- S.H.Li – Shang Hao Li (född 1917)
- S.H.Pollock – Stephen H. Pollock (verksam 1979)
- S.Imai – Sanshi Imai (född 1900)
- S.Ito – Seiya Ito (1883–1962)
- S.K.Lee – Shu Kang Lee (1915– )
- S.Krasch. – Stepan Petrovitj Krasjeninnikov (1711–1755)
- S.L.Mo – Sin Li Mo (verksam 1934–1988)
- S.L.Welsh – Stanley Larson Welsh (1928– )
- S.Lund – Søren Jenssen Lund (1905–1974)
- S.Moore – Spencer Le Marchant Moore (1850–1931)
- S.R.Stewart – Sara R. Stewart (född 1913)
- S.S.Ying – Shao Shun Ying (verksam 1970)
- S.T.Reynolds – Sally T. Reynolds (född 1932)
- S.W.Arnell – Sigfrid Vilhelm Arnell (1895–1970)
- S.Watson – Sereno Watson (1826–1892)
- S.Z.Qu – Shi Zeng Qu (1926– )
- Sabine – Joseph Sabine (1770–1837)
- Sabourin – Lucien Sabourin (1904–1987)
- Sacc. – Pier Andrea Saccardo (1845–1920)
- Sachet – Marie-Hélène Sachet (1922–1986)
- Sachs – Julius von Sachs (1832–1897)
- Sacleux – Charles Sacleux (1856–1943)
- Sadeb. – Richard Emil Benjamin Sadebeck (1839–1905)
- Saff. – William Edwin Safford (1859–1926)
- Sagást. – Abundio Sagástegui Alva (1932–2012)
- Sagorski – Ernst Adolf Sagorski (1847–1929)
- Sahlb. – Carl Reinhold Sahlberg (1779–1860)
- Sahni – Birbal Sahni (1891–1949)
- Salisb. – Richard Anthony Salisbury (1761–1829)
- Salm-Dyck – Joseph zu Salm-Reifferscheidt-Dyck (1773–1861)
- Salzm. – Philipp Salzmann (1781–1851)
- Sam. – Gunnar Samuelsson (1885–1944)
- Samp. – Gonçalo António da Silva Ferreira Sampaio (1865–1937)
- Sánchez-Gómez – Pedro Sánchez-Gómez (verksam 1986)
- Sancho – Leopoldo García Sancho (1956– ) (verksam 1978)
- Sandb. – Fridolin Sandberger (1826–1898)
- Sander – Henry Frederick Conrad Sander (1847–1920)
- Sandor – Josef Sándor (verksam 1860-talet)
- Sandst. – Johann Heinrich Sandstede (1859–1951)
- Sandwith – Noel Yvri Sandwith (1901–1965)
- Santi – Giorgio Santi (1746–1822)
- Saporta – Gaston de Saporta (1823–1895)
- Sarg. – Charles Sprague Sargent (1841–1927)
- Sargant – Ethel Sargant (1863–1918)
- Sarnth. – Ludwig von Sarnthein (1861–1914)
- Sart. – Giovanni Battista Sartorelli (1780–1853)
- Sartori – Joseph Sartori (1809–1885)
- Sartwell – Henry Parker Sartwell (1792–1867)
- Sasaki – Shun-ichi Sasaki (1888–1960)
- Sastre – Claude Henri Léon Sastre (1938– )
- Satake – Yoshisuke Satake (1902–2000)
- Satow – Ernest Mason Satow (1843–1929)
- Sauck – Jane Rees Sauck ( – )
- Sauer – Friedrich Ludwig Ferdinand Sauer (1852– )
- Sauleda – Ruben Primitivo Sauleda (1946– )
- Saunders – William Wilson Saunders (1809–1879)
- Saupe – Karl Alwin Saupe (1861– )
- Sauss. – Horace-Bénédict de Saussure (1740–1799)
- Saut. – Anton Eleutherius Sauter (1800–1881)
- Sauv. – Camille Francois Sauvageau (1861–1936)
- Sauvage – Charles Philippe Félix Sauvage (1909–1980)
- Sauvages – François Boissier de Sauvages de Lacroix (1706–1767)
- Sauvaigo – Émile Sauvaigo (1856–1927)
- Sauvalle – Francisco Adolfo Sauvalle (1807–1879)
- Sauz – Jean Charles Sauz ( – )
- Sauzé – Jean Charles Sauzé (1815–1889)
- Sav. – Paul Amédée Ludovic Savatier (1830–1891)
- Savi – Gaetano Savi (1769–1844)
- Savign. – Francesco Savignone (1818– )
- Savigny – Jules-César Savigny (1777–1851)
- Sawada – Kaneyoshi (Kenkichi) Sawada (1888–1950)
- Say – Thomas Say (1787–1834)
- Scelsi – Fabizio Scelsi (verksam 1993)
- Schaeff. – Jakob Christan (H. von) Schaeffer (1718–1790)
- Schaer. – Ludwig Emanuel Schaerer (1785–1853)
- Schafh. – Karl Emil von Schafhäutl (1803–1890)
- Schangin – Pjotr (Petr) Ivanovitj Schangin (1741–1816)
- Sch.Bip. – Carl Heinrich Schultz "Bipontinus" (1805–1867)
- Scheff. – Rudolph Herman Scheffer (1844–1880)
- Scheffler – Wolfram Scheffler (1938– )
- Scheibe – Arnold Scheibe (1901–1989)
- Scheidw. – Michael Joseph François Scheidweiler (1799–1861)
- Scheinvar – Leia Scheinvar (1930– )
- Scheit – Max Scheit (1858–1888)
- Schelk. – Aleksandr Bebutovitj Schelkovnikov (1870–1933)
- Schelle – Ernst Schelle (1864–1945)
- Schellenb. – Hans Conrad Schellenberg (1872–1923)
- Schelpe – Edmund André Charles Lois Eloi Schelpe (1924–1985)
- Schelver – Friedrich Joseph Schelver (1778–1832)
- Schemmann – Wilhelm Schemmann (1845–omkring 1920)
- Schemske – Douglas W. Schemske (1948– )
- Schenck – Johann Heinrich Rudolf Schenck (1860–1927)
- Schenk – Joseph August Schenk (1815–1891)
- Scherb. – Johannes Scherbius (1769–1813)
- Scherer – Johann Andreas Scherer (1755–1844)
- Scherfel – Aurel Wilhelm Scherfel (1835–1895)
- Scherff. – Aladár Scherffel (1865–1938)
- Schery – Robert Walter Schery (1917–1987)
- Scheuerm. – Richard Scheuermann (1873–1949)
- Scheutz – Nils Johan Wilhelm Scheutz (1836–1889)
- Schiede – Christian Julius Wilhelm Schiede (1798–1836)
- Schimp. – Wilhelm Philipp Schimper (1808–1880)
- Schindl. – Anton Karl Schindler (1879–1964)
- Schinz – Hans Schinz (1858–1941)
- Schischk. – Boris Konstantinovich Schischkin (1886–1963)
- Schleich. – Johann Christoph Schleicher (1768–1834)
- Schleid. – Matthias Jakob Schleiden (1804–1881)
- Schloth. – Ernst Friedrich von Schlotheim (1764–1832)
- Schltdl. – Diederich Franz Leonhard von Schlechtendal (1794–1866)
- Schltr. – Rudolf Schlechter (1872–1925)
- Schmalh. – Johannes Theodor Schmalhausen (1849–1894)
- Schmidel – Casimir Christoph Schmidel (1718–1792)
- Schmidt – Franz Schmidt (1751–1834) (Även F.W.Schmidt)
- Schneev. – George Voorhelm Schneevoogt (1775–1850)
- Schott – Heinrich Wilhelm Schott (1794–1865)
- Schottky – Ernst Max Schottky (1888–1915)
- Schousb. – Peder Kofod Anker Schousboe (1766–1832)
- Schouw – Joakim Frederik Schouw (1789–1852)
- Schrad. – Heinrich Adolph Schrader (1767–1836)
- Schrank – Franz de Paula von Schrank (1747–1835)
- Schreb. – Johann Christian Daniel von Schreber (1739–1810)
- Schrenk – Alexander Gustav von Schrenk (1816–1876)
- Schröt. – Carl Joseph Schröter (1855–1939)
- Schub. – Gotthilf Heinrich von Schubert (1780–1860)
- Schube – Theodor Schube (1860–1934)
- Schubl. – Gustav Schübler (1787–1834)
- Schuit. – André Schuiteman (1960– )
- Schult. – Joseph August Schultes (1773–1831)
- Schult.f – Julius Hermann Schultes (1804–1840)
- Schultz – Carl Friedrich Schultz (1766–1837)
- Schulzer – Stephan Schulzer von Müggenburg (1802–1892)
- Schum. – Julius Schumann (1810–1868)
- Schumach. – Heinrich Christian Friedrich Schumacher (1757–1830)
- Schumm – Felix Schumm (1946– ) (verksam 2001)
- Schur – Philipp Johann Ferdinand Schur (1799–1878)
- Schwabe – Samuel Heinrich Schwabe (1799–1875)
- Schwantes – Martin Heinrich Schwantes (1881–1960)
- Schweigg. – August Friedrich Schweigger (1783–1821)
- Schwein. – Ludwig David von Schweinitz (1780–1834)
- Schweinf. – Georg August Schweinfurth (1836–1925)
- Schwend. – Simon Schwendener (1829–1919)
- Schwer. – Fritz Kurt Alexander von Schwerin (1856–1934)
- Schübl. – Gustav Schübler (1787–1834)
- Scop. – Giovanni Antonio Scopoli (1723–1788)
- Sebast. – Francesco Antonio Sebastiani (1782–1821)
- Seem. – Berthold Carl Seemann (1825–1871)
- Seemen – Karl Otto von Seemen (1838–1910)
- Ség. – Jean-François Séguier (1703–1784)
- Seidl – Wenzel Benno Seidl (1773–1842)
- Selander – Nils Sten Edvard Selander (1891–1957)
- Sellow – Friedrich Sellow (1789–1831)
- Seneb. – Jean Senebier (1742–1809)
- Sennen – Frère Sennen (1861–1937)
- Sennholz – Gustav Sennholz (1850–1895)
- Ser. – Nicolas Charles Seringe (1776–1858)
- Şerb. – Ioan Şerbanescu (1903– )
- Serdyuk. – L.B. Serdyukova (verksam 1973)
- Servett. – Camille Servettaz (1870–1947)
- Servit – Miroslav Servít (1886–1959)
- Sessé – Martín Sessé y Lacasta (1751–1808)
- Setch. – William Albert Setchell (1864–1943)
- Seub. – Moritz August Seubert (1818–1878)
- Seward – Albert Charles Seward (1863–1941)
- Shaw – George Russell Shaw (1848–1937)
- Shear – Cornelius Lott Shear (1865–1956)
- Sherard – William Sherard (1659–1728)
- Sherff – Earl Edward Sherff (1886–1966)
- Shiras. – Homi (Yasuyoshi) Shirasawa (1868–1947)
- Shumard – Benjamin Shumard ( – )
- Shuttlew. – Robert James Shuttleworth (1810–1874)
- Sibth. – John Sibthorp (1758–1796)
- Sickenb. – Ernst Sickenberger (1831–1895)
- Sieb. – Philipp Franz von Siebold (1796–1866)
- Sieber – Franz Wilhelm Sieber (1789–1844) (Franze)
- Siebold – Philipp Franz von Siebold (1796–1866)
- Siesm. – Franz Heinrich Siesmayer (1817–1900)
- Siev. – Johann Erasmus Sievers (1762–1795)
- Sigunov – Aleksandar Sigunov (verksam 1975)
- Silba – John Silba (1961–2015)
- Simmons – Herman Georg Simmons (1866–1943)
- Simonk. – Lajos Simonkai (1851–1910)
- Sims – John Sims (1749–1831)
- Sinclair – John Sinclair (1754–1835)
- Singer – Rolf Singer (1906–1994)
- Sint. – Paul Ernst Emil Sintenis (1847–1907)
- Skalický – Vladimir Skalický (1930–1994)
- Skan – Sidney Alfred Skan (1870–1939)
- Skeels – Homer Collar Skeels (1873–1934)
- Škorič – Vladimir Škorič (1890–1947)
- Skottsb. – Carl Skottsberg (1880–1963)
- Sleum. – Hermann Sleumer (1906–1993)
- Sleumer – Hermann Sleumer (1906–1993)
- Sloane – Hans Sloane (1660–1753)
- Sm. – James Edward Smith (1759–1828)
- Small – John Kunkel Small (1869–1938)
- Snell – Walter Henry Snell (1889–1980)
- Soderstr. – Thomas Robert Soderstrom (1936–1987)
- Soepadmo – Engkik Soepadmo (1937– )
- Soják – Jiří Soják (1936–2012)
- Sol. – Daniel Carl Solander (1733–1782)
- Sole – William Sole (1741–1802)
- Soldano – Adriano Soldano (1944– )
- Sond. – Otto Wilhelm Sonder (1812–1881)
- Sonn. – Pierre Sonnerat (1748–1814)
- Sonnini – Charles-Nicolas-Sigisbert Sonnini de Manoncourt (1751–1812)
- Soó – Károly Rezsö Soó von Bere (1903–1980)
- Soong – Tse Pu Soong (1926– )
- Sorauer – Paul Sorauer (1839–1916)
- Sordelli – Ferdinando Sordelli (1837–1916)
- Sosn. – Dmitrii Ivanovich Sosnowsky (1885–1952)
- Sowerby – James Sowerby (1757–1822)
- Soy.-Will. – Hubert Félix Soyer-Willemet (1791–1867)
- Spach – Édouard Spach (1801–1879)
- Spamp. – Giovanni Spampinato (1958– )
- Span. – Johan Baptist Spanoghe (1798–1838)
- Sparre – Benkt (Bengt) Sparre (1918–1986)
- Sparrm. – Anders Sparrman (1748–1820)
- Sparrow – Frederick Kroeber Sparrow (1903–1977)
- Speg. – Carlo Luigi (Carlos Luis) Spegazzini (1858–1926)
- Spellenb. – Richard William Spellenberg (1940– )
- Spenn. – Fridolin Carl Leopold Spenner (1798–1841)
- Sprague – Thomas Archibald Sprague (1877–1958)
- Spreng. – Kurt Sprengel (1766–1833)
- Sprenger – Carl Ludwig Sprenger (1846–1917)
- Spruce – Richard Spruce (1817–1893)
- Sprunner – Wilhelm von Sprunner (1805–1874)
- Staiger – Bettina Staiger (1968– ) (verksam 1995)
- St.-Amans – Jean Florimond Boudon de Saint–Amans (1748–1831)
- Standl. – Paul Carpenter Standley (1884–1963)
- Stankov – Sergei Sergeevich Stankov (1892–1962)
- Stapf – Otto Stapf (1857–1933)
- Starod. – V.N. Starodubtzev (1948– )
- Staude – Friedrich Staude ( –1861)
- Stearn – William Thomas Stearn (1911–2001)
- Stebbing – Edward Percy Stebbing (1872–1960)
- Stebbins – George Ledyard Stebbins (1906–2000)
- Stebler – Friedrich Gottlieb Stebler (1852–1935)
- Stedman – John Gabriel Stedman (1744–1797)
- Steedman – Ellen Constance Steedman (1859–1949)
- Steenis – Cornelis Gijsbert Gerrit Jan van Steenis (1901–1986)
- Steentoft – Margaret Steentoft (1927– )
- Steere – William Campbell Steere (1907–1989)
- Steetz – Joachim Steetz (1804–1862)
- Stef. – Boris Stefanoff (1894–1970)
- Stefánsson – Stefán (Johann) Stefánsson (1863–1921)
- Stein – Berthold Stein (1847–1899)
- Steinb. – Elisabeth Ivanovna Steinberg (1884–1963)
- Steinh. – Adolph Steinheil (1810–1839)
- Stelfox – Arthur Wilson Stelfox (1883–1972)
- Steller – Georg Wilhelm Steller (1709–1746)
- Steph. – Franz Stephani (1842–1927)
- Stephan – Christian Friedrich Stephan (1757–1814)
- Sterba – Günther Sterba (1922– )
- Sternb. – Kaspar Maria von Sternberg (1761–1838)
- Sterneck – Jakob von Sterneck (1864–1941)
- Sterns – Emerson Ellick Sterns (1846–1926)
- Steud. – Ernst Gottlieb von Steudel (1783–1856)
- Steven – Christian von Steven (1781–1863)
- Steward – Albert Newton Steward (1897–1959)
- Stewart – Robert Stewart (1811–1865)
- Steyerm. – Julian Alfred Steyermark (1909–1988)
- Stiehler – August Wilhelm Stiehler (1797–1878)
- Stierst. – Christian Stierstorfer (1969– )
- Still – Shannon M. Still (verksam 2014)
- Stirt. – James Stirton (1833–1917)
- Stizenb. – Ernst Stizenberger (1827–1895)
- St.-Lag. – Jean Baptiste Saint-Lager (1825–1912)
- Stocker – Otto Stocker (1888–1979)
- Stocks – John Ellerton Stocks (1822–1854)
- Stockw. – William Palmer Stockwell (1898–1950)
- Stoj. – Nikolai Andreev Stojanov (1883–1968)
- Stokes – Jonathan S. Stokes (1755–1831)
- Stoliczka – Ferdinand Stoliczka (1838–1874)
- Stopf – Otto Stopf (1857–1933)
- Strail – Charles Antoine Strail (1808–1893)
- Strasb. – Eduard Strasburger (1844–1912)
- Strid – Arne Strid (1943– )
- Strøm – Hans Strøm (1726–1797)
- Styles – Brian Thomas Styles (1936–1993)
- Subram. – Chirayathumadom Venkatachalier Subramanian (1924– )
- Sudw. – George Bishop Sudworth (1864–1927)
- Suess. – Karl Suessenguth (1893–1955)
- Sugim. – Junichi Sugimoto (1901– )
- Suks. – Wilhelm Nikolaus Suksdorf (1850–1932)
- Šutara – Josef Šutara (1943– )
- Suter – Johann Rudolf Suter (1766–1827)
- Svoboda – Pravdomil Svoboda (1908–1978)
- Svrček – Mirko Svrček (1925–2017)
- Sw. – Olof Swartz (1760–1818)
- Swainson – William Swainson (1789–1855)
- Sweet – Robert Sweet (1783–1835)
- Swingle – Walter Tennyson Swingle (1871–1952)
- Swinhoe – Robert Swinhoe (1836–1877)
- Swinscow – Thomas Douglas Victor Swinscow (1917–1992)
- Syd. – Hans Sydow (1879–1946)
- Syme – John Thomas Irvine Boswell-Syme (1822–1888)
- Syr. – Dimitrii Petrovich Syreisczikov (1868–1932)
- Szyszył. – Ignaz (Ignacy) von Szyszyłowicz (1857–1910)

## T
- T.A.Conrad – Timothy Abbott Conrad (1803–1877)
- T.B.Chao – Tien Bang Chao (verksam 1981)
- T.B.Lee – Tchang Bok Lee (verksam 1961)
- T.C.E. Fr. – Thore Christian Elias Fries (1886–1930)
- T.Durand – Théophile Alexis Durand (1855–1912)
- T.E.Diaz – Tomás Emilio Diaz (född 1949)
- T.F.Forst. – Thomas Furly Forster (1761–1825)
- T.Harris – Thimoty Harris (född 1982)
- T.Itô – Tokutarô Itô (1868–1941)
- T.Knight – Thomas Andrew Knight (1759–1838)
- T.Koyama – Tetsuo Michael Koyama (född 1933)
- T.Lestib. – Gaspard Thémistocle Lestiboudois (1797–1876)
- T.Moore – Thomas Moore (1821–1887)
- T.Nees – Theodor Friedrich Ludwig Nees von Esenbeck (1787–1837)
- T.S.Liu – Tang Shui Liu (1911–1997)
- T.Schumach. – Trond Schumacher (född 1949)
- T.Yamaz. – Takasi Yamazaki (1921–2007)
- Tag./ Tagawa – Motozi Tagawa (1980–1977)
- Tagg – Harry Frank Tagg (1874–1933)
- Takeda – Hisayoshi Takeda (1883–1972)
- Taken. – Makoto Takenouchi (1894–1982)
- Takht. – Armen Tachtadzjan (Takhtajan) (1910–2009)
- Tamura – Michio Tamura (1927–2017)
- Tanaka – Tyôzaburô Tanaka (1885–1976)
- Tanfani – Enrico Tanfani (1848–1892)
- Tansley – Arthur Tansley (1871–1955)
- Tapp. – Franz Tappeiner (1816–1902)
- Tappan – Helen Tappan (1917–2004)
- Tardieu – Marie Laure Tardieu (1902–1998)
- Tardif – François J. Tardif (verksam 2003)
- Tascher. – Pierre Michel Taschereau (1939– )
- Tat. – Alexander Alexejevitch Tatarinow (1817–1886)
- Tate – Ralph Tate (1840–1901)
- Tateoka – Tsuguo Tateoka (1931–1994)
- Tatew. – Misao Tatewaki (1899–1976)
- Taton – Auguste Taton (1914–1989)
- Taub. – Paul Hermann Wilhelm Taubert (1862–1897)
- Tausch – Ignaz Friedrich Tausch (1793–1848)
- Taylor – Thomas Taylor (1775–1848)
- Tchich. – Pjotr Tjichatjov (1808–1890)
- Teixeira – Alcides Ribeiro Teixeira (1918–2003)
- Telepova – Martha Telepova-Texier (född 1952)
- Telfair – Charles Telfair (1778–1833)
- Tell – Guillermo Tell (verksam 1973–1979)
- Temminck – Coenraad Jacob Temminck (1778–1858)
- Ten. – Michele Tenore (1780–1861)
- Tepper – Johann Gottlieb Otto Tepper (1841–1923)
- Teppner – Herwig Teppner (född 1941)
- Th.Fr. – Theodor (Thore) Magnus Fries (1832–1913)
- Tharp – Benjamin Carroll Tharp (1885–1964)
- Thaxt. – Roland Thaxter (1858–1932)
- Theiss. – Ferdinand Theissen (1877–1919)
- Thell. – Albert Thellung (1881–1928)
- Thomé – Otto Wilhelm Thomé (1840–1925)
- Thomson – Thomas Thomson (1817–1878)
- Thonn. – Peter Thonning (1775–1848)
- Thore – Jean Thore (1762–1823)
- Thouars – Louis Marie Aubert Du Petit-Thouars (1758–1831)
- Thouin – André Thouin (1747–1824)
- Thuil. / Tuill. – Jean-Louis Thuillier (1757–1822)
- Thunb. – Carl Peter Thunberg (1743–1828)
- Thur. – Gustave Adolphe Thuret (1817–1875)
- Thurb. – George Thurber (1821–1890)
- Thwaites – George Henry Kendrick Thwaites (1811–1882)
- Thüm. – Felix von Thümen (1839–1892)
- Tidestr. – Ivar Frederick Tidestrøm (1864–1956)
- Tiegh. – Philippe Édouard van Tieghem (1839–1914)
- Tilesius – Wilhelm Gottlieb Tilesius von Tilenau (1769–1857)
- Tiling – Heinrich Sylvester Theodor Tiling (1818–1871)
- Timb.-Lagr. – Pierre Marguérite Édouard Timbal-Lagrave (1819–1888)
- Tinant – François Auguste Tinant (1803–1853)
- Tineo – Vincenzo Tineo (1791–1856)
- Tiselius – Gustaf August Tiselius (1833–1904)
- Tod. – Agostino Todaro (1818–1892)
- Tolf – Robert Tolf (1849–1903)
- Tolm. – Alexandr Innokentevich Tolmatchew (1903–1979)
- Tomiya – Tomiya (verksam 1947)
- Top. / Topitz – Anton Topitz (1857–1948)
- Torr. – John Torrey (1796–1873)
- Toumey – James William Toumey (1865–1932)
- Tourn. – Joseph Pitton de Tournefort (1656–1708)
- Tourr. – Marc Antoine Louis Claret de La Tourrette (1729–1793)
- Trab. – Louis Charles Trabut (1853–1929)
- Tracy – Samuel Mills Tracy (1847–1920)
- Trad. – John Tradescant den yngre (1608–1662)
- Tranzschel – Woldemar Tranzschel (1868–1942)
- Tratt. – Leopold Trattinnick (1764–1849)
- Traub – Hamilton Paul Traub (1890–1983)
- Trautm. – Robert Trautmann (1873–1953)
- Trautv. – Ernst Rudolf von Trautvetter (1809–1889)
- Traverso – Giovanni Battista Traverso (1878–1955)
- Trel. – William Trelease (1857–1945)
- Treub – Melchior Treub (1851–1910)
- Trew – Christoph Jakob Trew (1695–1769)
- Trevir. – Ludolph Christian Treviranus (1779–1864)
- Trevis. – Vittore Benedetto Antonio Trevisan de Saint-Léon (1818–1897)
- Triana – José Jéronimo Triana (1834–1890)
- Trimen – Henry Trimen (1843–1896)
- Trin – Carl Bernhard von Trinius (1778–1844)
- Troitsky – N.A. Troitsky (verksam 1919)
- Trotter – Alessandro Trotter (1874–1967)
- Tscherm.-Seys. – Erich Tschermak von Seysenegg (1871–1962)
- Tscholok. – N.B. Tscholokaschvili (1932– )
- Tsiang – Ying Tsiang (1898–1982)
- Tswett – Michail Semjonovitj Tsvet (1872–1919)
- Tuck. – Edward Tuckerman (1817–1886)
- Tul. – Louis René Tulasne (1815–1885)
- Turcz. – Nicolai Stepanowitsch Turczaninow (1796–1863)
- Turland – Nicholas J. Turland (1966– )
- Turra – Antonio Turra (1730–1796)
- Tutin – Tutin – Thomas Gaskell Tutin (1908–1987)
- Tzvelev – Nikolai Nikolaievich Tzvelev (1925–2015)
- Tärnström – Christopher Tärnström (1703–1746)

## U
- U.M.Eliasson – Ulf Magnus Eliasson (1967– )
- U.Schneid. – Ulrike Schneider (1936– )
- Ulbr. – Oskar Eberhard Ulbrich (1879–1952)
- Ujhelyi – Jószef Ujhelyi (1910–1979)
- Ule – Ernst Heinrich Georg Ule (1854–1915)
- Ullep. – Joseph Ullepitsch (1827–1896)
- Unger – Franz Unger (1800–1870)
- Urb. – Ignatz Urban (1848–1931)
- Uribe-Ech. – Pedro Maria Uribe-Echebarria Diaz (1953–2013)
- Uyeki – Homiki Uyeki (1882– )

## V
- V.Brig. – Vincenzo Briganti (1766–1836)
- V.J.Zinger – Vasili Jakololewitsch Zinger (verksam 1881)
- Vahl – Martin Vahl (1749–1804)
- Vaill. – Sébastien Vaillant (1669–1722)
- Vain. – Edvard Vainio (1853–1929)
- Valdés – Benito Valdés (1942– )
- Valeton – Theodoric Valeton (1855–1929)
- Valkanov – Alexandar Valkanov (1904–1972)
- Vanbreus. – Raymond Vanbreuseghem (1909–1993)
- Vand. – Domenico Vandelli (1735–1816)
- Vandas – Karel (Karl) Vandas (1861–1923)
- Van Heurck – Henri Ferdinand Van Heurck (1858–1909)
- Vasey – George Vasey (1822–1893)
- Vaucher – Jean-Pierre Vaucher (1763–1841)
- Vaupel – Friedrich Karl Johann Vaupel (1876–1927)
- Vavilov – Nikolaj Vavilov (1887–1943)
- Veill. – Veillard (verksam 1800)
- Veitch – John Gould Veitch (1839–1870)
- Veldkamp – Jan Frederik Veldkamp (1941–2017)
- Velen. – Josef Velenovský (1858–1949)
- Vell. – José Mariano da Conceição Vellozo (1742–1811)
- Vellinga – Else C. Vellinga (1954– )
- Vent. – Étienne Pierre Ventenat (1757–1808)
- Venter – Hendrik Johannes Tjaart Venter (1938– )
- Verd. – Frans Verdoorn (1906–1984)
- Verdc. – Bernard Verdcourt (1925– )
- Verh.-Will. – Susan Elizabeth Verhoek-Williams (1942– )
- Verl. – Jean Baptiste Verlot (1816–1891)
- Verm. – Pieter Vermeulen (1899–1981)
- Vermoesen – François Marie Camille Vermoesen (1882–1922)
- Verv. – Federico Bernardo Vervoorst (1923–2008)
- Verschaff. – Ambroise Colette Alexandre Verschaffelt (1825–1886)
- Vesque – Julien Joseph Vesque (1848–1895)
- Vest – Lorenz Chrysanth von Vest (1776–1840)
- Vězda – Antonín Vězda (1920–2008)
- Vicente Orell. – José Alfredo Vicente Orellana (verksam 1995)
- Vicioso – Benito Vicioso Trigo (1850–1929)
- Vict. – Frère Marie-Victorin (1885–1944)
- Vienn.-Bourg. – Georges Viennot-Bourgin (1906– )
- Vierh. – Friedrich Karl Max Vierhapper (1876–1932)
- Vig. – Louis G. Alexandre Viguier (1790–1867)
- Vigo – Josep Vigo Bonada (1937– )
- Vill – August Vill (1851–1930) Förväxla ej med Vill.
- Vill. – Dominique Villars (1745–1814) Förväxla ej med Vill
- Villar – Emilio Huguet del Villar y Serrataco (1871–1951)
- Vilm. – Pierre Louis François Lévêque de Vilmorin (1816–1860)
- Vinall – Harry Nelson Vinall (1880–1937)
- Vinatzer – Georg Vinatzer ( – )
- Vincens – François Vincens (1880–1925)
- Vincent – Michael A. Vincent (1955– )
- Vindt – Jacques Vindt (1915–1993)
- Vines – Sydney Howard Vines (1849–1934)
- Vinha – Sérgio Guimarãaes da Vinha (verksam 1970)
- Vink – Willem Vink (1931– )
- Virot – Robert Virot (1915–2002)
- Vis. – Roberto de Visiani (1800–1878)
- Vitman – Fulgenzio Vitman (1728–1806)
- Vitt – Dale Hadley Vitt (1944– )
- Vittad. – Carlo Vittadini (1800–1865)
- Viv. – Domenico Viviani (1772–1840)
- Viv.-Morel – Joseph Victor Viviand-Morel (1843–1915)
- Vl.V.Nikitin – Vladimir V. Nikitin (verksam 1996)
- Vollm. – Franz Vollmann (1848–1917)
- Vorosch. – Vladimir Nikolaevich Voroschilov (1908–1999)
- Vouaux – Léon Vouaux (1870–1914)
- Voss – Andreas Voss (1857–1924)
- V.Singh – Vijandra Singh (1947– )
- Vuill. – Paul Vuillemin (1861–1932)
- Vuk. – Ljudevit Farkaš Vukotinović (1813–1893)
- Vved. – Aleksei Ivanovich Vvedensky (1898–1972)

## W
- W.Barbey – William Barbey-Boissier (1842–1914)
- W.Barton – William Paul Crillon Barton (1786–1856)
- W.Bartram – William Bartram (1739–1823)
- W.Becker – Wilhelm Becker (1874–1928)
- W.Benecke – Wilhelm Benecke (1868–1946)
- W.Hook. – William Jackson Hooker (1779–1832)
- W.Hunter – William Hunter (1755–1812)
- W.Huber – Walter Huber (1958– )
- W.Lee – Wootchul Lee (verksam 1995)
- W.MacGill. – William MacGillivray (1796–1852)
- W.Mucher – Walter Mucher (1942– )
- W.Phillips – William Phillips (1822–1905)
- W.Saunders – William Saunders (1822–1900)
- W.Siev. – Wilhelm Sievers (1860–1921)
- W.Watson – William Watson (1858–1925)
- W.Wight – William Franklin Wight (1874–1954)
- W.Wright – William Wright (1735–1819)
- W.C.Burger – William Carl Burger (1932– )
- W.C.Cheng – Wan Chun Cheng (1908–1987)
- W.C.Ko – Wan Chang Ko (1916– )
- W.C.Watson – William Charles Watson ( – )
- W.D.J.Koch – Wilhelm Daniel Joseph Koch (1771–1849)
- W.E.Manning – Wayne Eyer Manning (1899–2004)
- W.H.Brewer – William Henry Brewer (1828–1910)
- W.H.Duncan – Wilbur Howard Duncan (1910–2005)
- W.H.Wagner – Warren Herbert Wagner (1920–2000)
- W.H.Zhang – Weng Hui Zhang (verksam 1984)
- W.L.Culb. – William Louis Culberson (1929–2003)
- W.Mann – Wenzeslaus (Wenzel) Blasius Mann (1799–1839)
- W.M.Curtis – Winifred Mary Curtis (1905– )
- W.P.C.Barton – William Paul Crillon Barton (1786–1856)
- W.P.Fang – Wen Pei Fang (1899–1983)
- W.T.Aiton – William Townsend Aiton (1766–1849)
- W.T.Cheng – Wu Tsang Cheng (1940– )
- W.T.Davis – William Thompson Davis (1862–1945)
- W.T.Wang – Wah Tsai Wang (1926– )
- W.V.Br. – Walter Varian Brown (1913–1977)
- W.W.Sm. – William Wright Smith (1875–1956)
- Wagenitz – Gerhard Wagenitz (1927–2017)
- Wagner – Josef Wagner (verksam 1825)
- Wahlenb. – Göran Wahlenberg (1780–1851)
- Wakef. – Elsie Maud Wakefield (1886–1972)
- Waldst. – Franz de Paula Adam von Waldstein-Wartemberg (1759–1823)
- Wall. – Nathaniel Wallich (1786–1854)
- Wallace – Alfred Russel Wallace (1823–1913)
- Wallr. – Carl (Karl) Friedrich Wilhelm Wallroth (1792–1857)
- Walp. – Wilhelm Gerhard Walpers (1816–1853)
- Walt. / Walter – Thomas Walter (1740–1789)
- Wangenh. – Friedrich Adam Julius von Wangenheim (1749–1800)
- Warb. – Otto Warburg (1859–1938)
- Ward – Lester Frank Ward (1841–1913)
- Warder – John Aston Warder (1812–1883)
- Warm. – Johannes Eugenius Bülow Warming (1841–1924)
- Warnst. – Carl Friedrich Warnstorf (1837–1921)
- Wassh. – Dieter Carl Wasshausen (1938– )
- Waterh. – Benjamin Waterhouse (1754–1846)
- Watling – Roy Watling (1938– )
- Watson – William Watson (1715–1787)
- Weath. – Charles Alfred Weatherby (1875–1949)
- Webb – Philip Barker Webb (1793–1854)
- Weber – Georg Heinrich Weber (1752–1828)
- Wehm. – Lewis Edgar Wehmeyer (1897–1971)
- Weigel – Christian Ehrenfried Weigel (1748–1831)
- Weihe – Carl Ernst August Weihe (1779–1834)
- Weiller – Marc Weiller (1880–1945)
- Weim. – August Henning Weimarck (1903–1980)
- Weinm. – Johann Anton Weinmann (1782–1858)
- Weiss – Friedrich Wilhelm Weiss (1744–1826)
- Welw. – Friedrich Welwitsch (1806–1872)
- Wenz. – (Johann) Theodor Wenzig (1824–1892)
- Werderm. – Erich Werdermann (1892–1959)
- Wernham – Herbert Fuller Wernham (1879–1941)
- Wesm. – Alfred Wesmael (1832–1905)
- Wester – Peter Jansen Wester (1877–1931)
- Wettst. – Richard von Wettstein (1863–1931)
- Wheelock – William Efner Wheelock (1852–1926)
- Wiedand – Karl McKay Wiedand (1873 – 1942)
- Wied-Neuw. – Maximilian zu Wied-Neuwied (1782–1867)
- Wiersema – John H. Wiersema (1950– )
- Wierzb. – Piotr Pawlus (Peter(Petrus) Paulus) Wierzbicki (1794–1847)
- Wiesb. – Johann Baptist Wiesbaur (1836–1906)
- Wiesner – Julius von Wiesner (1838–1916)
- Wigand – Albert Wigand (1821–1886)
- Wight – Robert Wight (1796–1872)
- Will. – William Crawford Williamson (1816–1895)
- Willd. – Carl Ludwig Willdenow (1765–1812)
- Williams – Samuel Williams (1743–1817)
- Wilczek. – Ernst Wilczek (1867–1948)
- Willd. – Carl Ludwig von Willdenow (1765–1812)
- Willk. – Heinrich Moritz Willkomm (1821–1895)
- Wilmott – Alfred James Wilmott (1888–1950)
- Wimm. – Christian Friedrich Heinrich Wimmer (1803–1868)
- Wirtg. – Philipp Wirtgen (1806–1870)
- Wistuba – Andreas Wistuba (verksam 1994)
- With. – William Withering (1741–1799)
- Wolf – Nathanael Matthaeus von Wolf (1724–1784)
- Wolff / J.P.Wolff – Johann Philipp Wolff (1743–1825)
- Wolfner – Wilhelm Wolfner (verksam 1858)
- Wollenw. – Hans Wilhelm Wollenweber (1879–1949)
- Wooton – Elmer Ottis Wooton (1865–1945)
- Woronow – Jurij Nikolajevitj Woronow (1874–1931)
- Wright – John Wright (1811–1846)
- Wulfen – Franz Xaver von Wulfen (1728–1805)
- Wulff – Johann Christoph Wulff ( –1767)
- Wurmb – Friedrich von Wurmb (1742–1781)

## X
- X.F.Gao – Xin Fen Gao (1965– )
- X.H.Jin – Xiao Hua Jin (1975– )
- X.J.Xue – Xiang Ji Xue (verksam 1983)
- X.Q.Song – Xi Qiang Song(verksam 2008)
- X.W.Li – Xing Wen Li (verksam 1993)
- X.Y.Huang – Xin Yi Huang (verksam 2015)
- Xhonneux – Guy Xhonneux (1953– )
- Xifreda – Cecilia Carmen Xifreda (1942– )

## Y
- Y.C.Chu – You Chang Chu (1924– )
- Y.C.Hsu – Yung Chun Hsu (1910– )
- Y.H.Huang – Yun Huei Huang (1936– )
- Y.N.Lee – Yong No Lee (1920–2008)
- Y.Schouten – Y. Schouten (verksam 1985)
- Y.Sell – Yves Sell (1935–2010)
- Y.T.Chang – Yong Tian Chang (1936– )
- Y.W.Law – Yuh Wu Law (1917–2004)
- Yabuno – Tomosaburo Yabuno (1924– )
- Yalt. – Faik Yaltirik (1930– )
- Yunck. / Yuncker – Truman George Yuncker (1891–1964)

## Z
- Z.Kaplan – Zdeněk Kaplan (1972– )
- Z.L.Dao – Zhi Ling Dao (verksam 2003)
- Zabel – Hermann Zabel (1832–1912)
- Zahlbr. – Alexander Zahlbruckner (1860–1938)
- Zalewski – Aleksander Zalewski (1854–1906)
- Zanardini – Giovanni Zanardini (1804–1878)
- Zander – Robert Zander (1892–1969)
- Zang. – Pietro Zanghen (1889–1983)
- Zannich. – Giovanni Gerolamo Zannichelli (1662–1729)
- Zanted. – Giovanni Zantedeschi (1773–1846)
- Zapał. – Hugo Zapałowicz (1852–1917)
- Zappi – Daniela Cristina Zappi (1965– )
- Zea – Francisco Antonio Zea (1770–1822)
- Zeiss. – Hermann Zeissold ((1862–1916)
- Zeller – Sanford Myron Zeller (1885–1948)
- Zenari – Silvia Zenari ((1896–1956)
- Zenker – Jonathan Carl Zenker (1799–1837)
- Zerov – Dmitriy Konstantinovich Zerov (1895–1971)
- Zeyh. – Carl Ludwig Philipp Zeyher (1799–1858)
- Zhou – Z. K. Zhou ( – )
- Zigno – Achille de Zigno (1813–1892)
- Zijp – Coenraad van Zijp (1897– )
- Zillig – Hermann Zillig (1893–1952)
- Zimm. – Albrecht Wilhelm Philipp Zimmermann (1860–1931)
- Zimmeter – Albert Zimmeter (1848–1897)
- Zinn – Johann Gottfried Zinn (1727–1759)
- Zipp. – Alexander Zippelius (1797–1828)
- Ziz – Johann Baptist Ziz (1799–1829)
- Zobel – Johann Baptista Zobel (1812–1865)
- Zohary – Michael Zohary (1898–1983)
- Zoll. – Heinrich Zollinger (1818–1859)
- Zopf – Friederich Wilhelm Zopf (1846–1909)
- Zschacke – Georg Hermann Zschacke (1867–1937)
- Zucc. – Joseph Gerhard Zuccarini (1797–1848)
- Zuccagni – Attilio Zuccagni (1754–1807)
- Zumagl. – Antonio Maurizio Zumaglini (1804–1865)
- Zundel – George Lorenzo Ingram Zundel (1885–1950)
- Zwackh – Philipp Franz Wilhelm von Zwackh-Holzhausen (1826–1903)

## Å
- Ångström – Johan Ångström (1813–1879)